# Finale de pions
Cet article utilise la notation algébrique pour décrire des coups du jeu d'échecs.
Au jeu d'échecs, une finale de pions survient lorsqu'il ne reste plus que les deux rois et au moins un pion sur l'échiquier. Le champion du monde par correspondance Cecil Purdy a affirmé que « les finales de pions sont aux échecs ce que le put est au golf ». De fait, une grande partie des finales tout court peut potentiellement se simplifier en finale de pions, et une seule erreur dans cette dernière est souvent décisive, transformant une victoire en partie nulle, ou une partie nulle en défaite.
Les facteurs suivants se révèlent souvent déterminants :
- la position du Roi ;
- le zugzwang ;
- la structure de pions ;
- les majorités de pions.

## La position du Roi
|   | a | b | c | d | e | f | g | h |   |
| 8 | Pion noir sur case blanche f7 · Pion noir sur case blanche h7 · Pion noir sur case blanche g6 · Pion noir sur case noire a5 · Pion noir sur case noire c5 · Roi blanc sur case noire g5 · Roi noir sur case noire b4 · Pion blanc sur case noire f4 · Pion blanc sur case noire h4 · Pion blanc sur case blanche a2 · Pion blanc sur case noire b2 · Pion blanc sur case blanche c2 | Pion noir sur case blanche f7 · Pion noir sur case blanche h7 · Pion noir sur case blanche g6 · Pion noir sur case noire a5 · Pion noir sur case noire c5 · Roi blanc sur case noire g5 · Roi noir sur case noire b4 · Pion blanc sur case noire f4 · Pion blanc sur case noire h4 · Pion blanc sur case blanche a2 · Pion blanc sur case noire b2 · Pion blanc sur case blanche c2 | Pion noir sur case blanche f7 · Pion noir sur case blanche h7 · Pion noir sur case blanche g6 · Pion noir sur case noire a5 · Pion noir sur case noire c5 · Roi blanc sur case noire g5 · Roi noir sur case noire b4 · Pion blanc sur case noire f4 · Pion blanc sur case noire h4 · Pion blanc sur case blanche a2 · Pion blanc sur case noire b2 · Pion blanc sur case blanche c2 | Pion noir sur case blanche f7 · Pion noir sur case blanche h7 · Pion noir sur case blanche g6 · Pion noir sur case noire a5 · Pion noir sur case noire c5 · Roi blanc sur case noire g5 · Roi noir sur case noire b4 · Pion blanc sur case noire f4 · Pion blanc sur case noire h4 · Pion blanc sur case blanche a2 · Pion blanc sur case noire b2 · Pion blanc sur case blanche c2 | Pion noir sur case blanche f7 · Pion noir sur case blanche h7 · Pion noir sur case blanche g6 · Pion noir sur case noire a5 · Pion noir sur case noire c5 · Roi blanc sur case noire g5 · Roi noir sur case noire b4 · Pion blanc sur case noire f4 · Pion blanc sur case noire h4 · Pion blanc sur case blanche a2 · Pion blanc sur case noire b2 · Pion blanc sur case blanche c2 | Pion noir sur case blanche f7 · Pion noir sur case blanche h7 · Pion noir sur case blanche g6 · Pion noir sur case noire a5 · Pion noir sur case noire c5 · Roi blanc sur case noire g5 · Roi noir sur case noire b4 · Pion blanc sur case noire f4 · Pion blanc sur case noire h4 · Pion blanc sur case blanche a2 · Pion blanc sur case noire b2 · Pion blanc sur case blanche c2 | Pion noir sur case blanche f7 · Pion noir sur case blanche h7 · Pion noir sur case blanche g6 · Pion noir sur case noire a5 · Pion noir sur case noire c5 · Roi blanc sur case noire g5 · Roi noir sur case noire b4 · Pion blanc sur case noire f4 · Pion blanc sur case noire h4 · Pion blanc sur case blanche a2 · Pion blanc sur case noire b2 · Pion blanc sur case blanche c2 | Pion noir sur case blanche f7 · Pion noir sur case blanche h7 · Pion noir sur case blanche g6 · Pion noir sur case noire a5 · Pion noir sur case noire c5 · Roi blanc sur case noire g5 · Roi noir sur case noire b4 · Pion blanc sur case noire f4 · Pion blanc sur case noire h4 · Pion blanc sur case blanche a2 · Pion blanc sur case noire b2 · Pion blanc sur case blanche c2 | 8 |
| 7 | Pion noir sur case blanche f7 · Pion noir sur case blanche h7 · Pion noir sur case blanche g6 · Pion noir sur case noire a5 · Pion noir sur case noire c5 · Roi blanc sur case noire g5 · Roi noir sur case noire b4 · Pion blanc sur case noire f4 · Pion blanc sur case noire h4 · Pion blanc sur case blanche a2 · Pion blanc sur case noire b2 · Pion blanc sur case blanche c2 | Pion noir sur case blanche f7 · Pion noir sur case blanche h7 · Pion noir sur case blanche g6 · Pion noir sur case noire a5 · Pion noir sur case noire c5 · Roi blanc sur case noire g5 · Roi noir sur case noire b4 · Pion blanc sur case noire f4 · Pion blanc sur case noire h4 · Pion blanc sur case blanche a2 · Pion blanc sur case noire b2 · Pion blanc sur case blanche c2 | Pion noir sur case blanche f7 · Pion noir sur case blanche h7 · Pion noir sur case blanche g6 · Pion noir sur case noire a5 · Pion noir sur case noire c5 · Roi blanc sur case noire g5 · Roi noir sur case noire b4 · Pion blanc sur case noire f4 · Pion blanc sur case noire h4 · Pion blanc sur case blanche a2 · Pion blanc sur case noire b2 · Pion blanc sur case blanche c2 | Pion noir sur case blanche f7 · Pion noir sur case blanche h7 · Pion noir sur case blanche g6 · Pion noir sur case noire a5 · Pion noir sur case noire c5 · Roi blanc sur case noire g5 · Roi noir sur case noire b4 · Pion blanc sur case noire f4 · Pion blanc sur case noire h4 · Pion blanc sur case blanche a2 · Pion blanc sur case noire b2 · Pion blanc sur case blanche c2 | Pion noir sur case blanche f7 · Pion noir sur case blanche h7 · Pion noir sur case blanche g6 · Pion noir sur case noire a5 · Pion noir sur case noire c5 · Roi blanc sur case noire g5 · Roi noir sur case noire b4 · Pion blanc sur case noire f4 · Pion blanc sur case noire h4 · Pion blanc sur case blanche a2 · Pion blanc sur case noire b2 · Pion blanc sur case blanche c2 | Pion noir sur case blanche f7 · Pion noir sur case blanche h7 · Pion noir sur case blanche g6 · Pion noir sur case noire a5 · Pion noir sur case noire c5 · Roi blanc sur case noire g5 · Roi noir sur case noire b4 · Pion blanc sur case noire f4 · Pion blanc sur case noire h4 · Pion blanc sur case blanche a2 · Pion blanc sur case noire b2 · Pion blanc sur case blanche c2 | Pion noir sur case blanche f7 · Pion noir sur case blanche h7 · Pion noir sur case blanche g6 · Pion noir sur case noire a5 · Pion noir sur case noire c5 · Roi blanc sur case noire g5 · Roi noir sur case noire b4 · Pion blanc sur case noire f4 · Pion blanc sur case noire h4 · Pion blanc sur case blanche a2 · Pion blanc sur case noire b2 · Pion blanc sur case blanche c2 | Pion noir sur case blanche f7 · Pion noir sur case blanche h7 · Pion noir sur case blanche g6 · Pion noir sur case noire a5 · Pion noir sur case noire c5 · Roi blanc sur case noire g5 · Roi noir sur case noire b4 · Pion blanc sur case noire f4 · Pion blanc sur case noire h4 · Pion blanc sur case blanche a2 · Pion blanc sur case noire b2 · Pion blanc sur case blanche c2 | 7 |
| 6 | Pion noir sur case blanche f7 · Pion noir sur case blanche h7 · Pion noir sur case blanche g6 · Pion noir sur case noire a5 · Pion noir sur case noire c5 · Roi blanc sur case noire g5 · Roi noir sur case noire b4 · Pion blanc sur case noire f4 · Pion blanc sur case noire h4 · Pion blanc sur case blanche a2 · Pion blanc sur case noire b2 · Pion blanc sur case blanche c2 | Pion noir sur case blanche f7 · Pion noir sur case blanche h7 · Pion noir sur case blanche g6 · Pion noir sur case noire a5 · Pion noir sur case noire c5 · Roi blanc sur case noire g5 · Roi noir sur case noire b4 · Pion blanc sur case noire f4 · Pion blanc sur case noire h4 · Pion blanc sur case blanche a2 · Pion blanc sur case noire b2 · Pion blanc sur case blanche c2 | Pion noir sur case blanche f7 · Pion noir sur case blanche h7 · Pion noir sur case blanche g6 · Pion noir sur case noire a5 · Pion noir sur case noire c5 · Roi blanc sur case noire g5 · Roi noir sur case noire b4 · Pion blanc sur case noire f4 · Pion blanc sur case noire h4 · Pion blanc sur case blanche a2 · Pion blanc sur case noire b2 · Pion blanc sur case blanche c2 | Pion noir sur case blanche f7 · Pion noir sur case blanche h7 · Pion noir sur case blanche g6 · Pion noir sur case noire a5 · Pion noir sur case noire c5 · Roi blanc sur case noire g5 · Roi noir sur case noire b4 · Pion blanc sur case noire f4 · Pion blanc sur case noire h4 · Pion blanc sur case blanche a2 · Pion blanc sur case noire b2 · Pion blanc sur case blanche c2 | Pion noir sur case blanche f7 · Pion noir sur case blanche h7 · Pion noir sur case blanche g6 · Pion noir sur case noire a5 · Pion noir sur case noire c5 · Roi blanc sur case noire g5 · Roi noir sur case noire b4 · Pion blanc sur case noire f4 · Pion blanc sur case noire h4 · Pion blanc sur case blanche a2 · Pion blanc sur case noire b2 · Pion blanc sur case blanche c2 | Pion noir sur case blanche f7 · Pion noir sur case blanche h7 · Pion noir sur case blanche g6 · Pion noir sur case noire a5 · Pion noir sur case noire c5 · Roi blanc sur case noire g5 · Roi noir sur case noire b4 · Pion blanc sur case noire f4 · Pion blanc sur case noire h4 · Pion blanc sur case blanche a2 · Pion blanc sur case noire b2 · Pion blanc sur case blanche c2 | Pion noir sur case blanche f7 · Pion noir sur case blanche h7 · Pion noir sur case blanche g6 · Pion noir sur case noire a5 · Pion noir sur case noire c5 · Roi blanc sur case noire g5 · Roi noir sur case noire b4 · Pion blanc sur case noire f4 · Pion blanc sur case noire h4 · Pion blanc sur case blanche a2 · Pion blanc sur case noire b2 · Pion blanc sur case blanche c2 | Pion noir sur case blanche f7 · Pion noir sur case blanche h7 · Pion noir sur case blanche g6 · Pion noir sur case noire a5 · Pion noir sur case noire c5 · Roi blanc sur case noire g5 · Roi noir sur case noire b4 · Pion blanc sur case noire f4 · Pion blanc sur case noire h4 · Pion blanc sur case blanche a2 · Pion blanc sur case noire b2 · Pion blanc sur case blanche c2 | 6 |
| 5 | Pion noir sur case blanche f7 · Pion noir sur case blanche h7 · Pion noir sur case blanche g6 · Pion noir sur case noire a5 · Pion noir sur case noire c5 · Roi blanc sur case noire g5 · Roi noir sur case noire b4 · Pion blanc sur case noire f4 · Pion blanc sur case noire h4 · Pion blanc sur case blanche a2 · Pion blanc sur case noire b2 · Pion blanc sur case blanche c2 | Pion noir sur case blanche f7 · Pion noir sur case blanche h7 · Pion noir sur case blanche g6 · Pion noir sur case noire a5 · Pion noir sur case noire c5 · Roi blanc sur case noire g5 · Roi noir sur case noire b4 · Pion blanc sur case noire f4 · Pion blanc sur case noire h4 · Pion blanc sur case blanche a2 · Pion blanc sur case noire b2 · Pion blanc sur case blanche c2 | Pion noir sur case blanche f7 · Pion noir sur case blanche h7 · Pion noir sur case blanche g6 · Pion noir sur case noire a5 · Pion noir sur case noire c5 · Roi blanc sur case noire g5 · Roi noir sur case noire b4 · Pion blanc sur case noire f4 · Pion blanc sur case noire h4 · Pion blanc sur case blanche a2 · Pion blanc sur case noire b2 · Pion blanc sur case blanche c2 | Pion noir sur case blanche f7 · Pion noir sur case blanche h7 · Pion noir sur case blanche g6 · Pion noir sur case noire a5 · Pion noir sur case noire c5 · Roi blanc sur case noire g5 · Roi noir sur case noire b4 · Pion blanc sur case noire f4 · Pion blanc sur case noire h4 · Pion blanc sur case blanche a2 · Pion blanc sur case noire b2 · Pion blanc sur case blanche c2 | Pion noir sur case blanche f7 · Pion noir sur case blanche h7 · Pion noir sur case blanche g6 · Pion noir sur case noire a5 · Pion noir sur case noire c5 · Roi blanc sur case noire g5 · Roi noir sur case noire b4 · Pion blanc sur case noire f4 · Pion blanc sur case noire h4 · Pion blanc sur case blanche a2 · Pion blanc sur case noire b2 · Pion blanc sur case blanche c2 | Pion noir sur case blanche f7 · Pion noir sur case blanche h7 · Pion noir sur case blanche g6 · Pion noir sur case noire a5 · Pion noir sur case noire c5 · Roi blanc sur case noire g5 · Roi noir sur case noire b4 · Pion blanc sur case noire f4 · Pion blanc sur case noire h4 · Pion blanc sur case blanche a2 · Pion blanc sur case noire b2 · Pion blanc sur case blanche c2 | Pion noir sur case blanche f7 · Pion noir sur case blanche h7 · Pion noir sur case blanche g6 · Pion noir sur case noire a5 · Pion noir sur case noire c5 · Roi blanc sur case noire g5 · Roi noir sur case noire b4 · Pion blanc sur case noire f4 · Pion blanc sur case noire h4 · Pion blanc sur case blanche a2 · Pion blanc sur case noire b2 · Pion blanc sur case blanche c2 | Pion noir sur case blanche f7 · Pion noir sur case blanche h7 · Pion noir sur case blanche g6 · Pion noir sur case noire a5 · Pion noir sur case noire c5 · Roi blanc sur case noire g5 · Roi noir sur case noire b4 · Pion blanc sur case noire f4 · Pion blanc sur case noire h4 · Pion blanc sur case blanche a2 · Pion blanc sur case noire b2 · Pion blanc sur case blanche c2 | 5 |
| 4 | Pion noir sur case blanche f7 · Pion noir sur case blanche h7 · Pion noir sur case blanche g6 · Pion noir sur case noire a5 · Pion noir sur case noire c5 · Roi blanc sur case noire g5 · Roi noir sur case noire b4 · Pion blanc sur case noire f4 · Pion blanc sur case noire h4 · Pion blanc sur case blanche a2 · Pion blanc sur case noire b2 · Pion blanc sur case blanche c2 | Pion noir sur case blanche f7 · Pion noir sur case blanche h7 · Pion noir sur case blanche g6 · Pion noir sur case noire a5 · Pion noir sur case noire c5 · Roi blanc sur case noire g5 · Roi noir sur case noire b4 · Pion blanc sur case noire f4 · Pion blanc sur case noire h4 · Pion blanc sur case blanche a2 · Pion blanc sur case noire b2 · Pion blanc sur case blanche c2 | Pion noir sur case blanche f7 · Pion noir sur case blanche h7 · Pion noir sur case blanche g6 · Pion noir sur case noire a5 · Pion noir sur case noire c5 · Roi blanc sur case noire g5 · Roi noir sur case noire b4 · Pion blanc sur case noire f4 · Pion blanc sur case noire h4 · Pion blanc sur case blanche a2 · Pion blanc sur case noire b2 · Pion blanc sur case blanche c2 | Pion noir sur case blanche f7 · Pion noir sur case blanche h7 · Pion noir sur case blanche g6 · Pion noir sur case noire a5 · Pion noir sur case noire c5 · Roi blanc sur case noire g5 · Roi noir sur case noire b4 · Pion blanc sur case noire f4 · Pion blanc sur case noire h4 · Pion blanc sur case blanche a2 · Pion blanc sur case noire b2 · Pion blanc sur case blanche c2 | Pion noir sur case blanche f7 · Pion noir sur case blanche h7 · Pion noir sur case blanche g6 · Pion noir sur case noire a5 · Pion noir sur case noire c5 · Roi blanc sur case noire g5 · Roi noir sur case noire b4 · Pion blanc sur case noire f4 · Pion blanc sur case noire h4 · Pion blanc sur case blanche a2 · Pion blanc sur case noire b2 · Pion blanc sur case blanche c2 | Pion noir sur case blanche f7 · Pion noir sur case blanche h7 · Pion noir sur case blanche g6 · Pion noir sur case noire a5 · Pion noir sur case noire c5 · Roi blanc sur case noire g5 · Roi noir sur case noire b4 · Pion blanc sur case noire f4 · Pion blanc sur case noire h4 · Pion blanc sur case blanche a2 · Pion blanc sur case noire b2 · Pion blanc sur case blanche c2 | Pion noir sur case blanche f7 · Pion noir sur case blanche h7 · Pion noir sur case blanche g6 · Pion noir sur case noire a5 · Pion noir sur case noire c5 · Roi blanc sur case noire g5 · Roi noir sur case noire b4 · Pion blanc sur case noire f4 · Pion blanc sur case noire h4 · Pion blanc sur case blanche a2 · Pion blanc sur case noire b2 · Pion blanc sur case blanche c2 | Pion noir sur case blanche f7 · Pion noir sur case blanche h7 · Pion noir sur case blanche g6 · Pion noir sur case noire a5 · Pion noir sur case noire c5 · Roi blanc sur case noire g5 · Roi noir sur case noire b4 · Pion blanc sur case noire f4 · Pion blanc sur case noire h4 · Pion blanc sur case blanche a2 · Pion blanc sur case noire b2 · Pion blanc sur case blanche c2 | 4 |
| 3 | Pion noir sur case blanche f7 · Pion noir sur case blanche h7 · Pion noir sur case blanche g6 · Pion noir sur case noire a5 · Pion noir sur case noire c5 · Roi blanc sur case noire g5 · Roi noir sur case noire b4 · Pion blanc sur case noire f4 · Pion blanc sur case noire h4 · Pion blanc sur case blanche a2 · Pion blanc sur case noire b2 · Pion blanc sur case blanche c2 | Pion noir sur case blanche f7 · Pion noir sur case blanche h7 · Pion noir sur case blanche g6 · Pion noir sur case noire a5 · Pion noir sur case noire c5 · Roi blanc sur case noire g5 · Roi noir sur case noire b4 · Pion blanc sur case noire f4 · Pion blanc sur case noire h4 · Pion blanc sur case blanche a2 · Pion blanc sur case noire b2 · Pion blanc sur case blanche c2 | Pion noir sur case blanche f7 · Pion noir sur case blanche h7 · Pion noir sur case blanche g6 · Pion noir sur case noire a5 · Pion noir sur case noire c5 · Roi blanc sur case noire g5 · Roi noir sur case noire b4 · Pion blanc sur case noire f4 · Pion blanc sur case noire h4 · Pion blanc sur case blanche a2 · Pion blanc sur case noire b2 · Pion blanc sur case blanche c2 | Pion noir sur case blanche f7 · Pion noir sur case blanche h7 · Pion noir sur case blanche g6 · Pion noir sur case noire a5 · Pion noir sur case noire c5 · Roi blanc sur case noire g5 · Roi noir sur case noire b4 · Pion blanc sur case noire f4 · Pion blanc sur case noire h4 · Pion blanc sur case blanche a2 · Pion blanc sur case noire b2 · Pion blanc sur case blanche c2 | Pion noir sur case blanche f7 · Pion noir sur case blanche h7 · Pion noir sur case blanche g6 · Pion noir sur case noire a5 · Pion noir sur case noire c5 · Roi blanc sur case noire g5 · Roi noir sur case noire b4 · Pion blanc sur case noire f4 · Pion blanc sur case noire h4 · Pion blanc sur case blanche a2 · Pion blanc sur case noire b2 · Pion blanc sur case blanche c2 | Pion noir sur case blanche f7 · Pion noir sur case blanche h7 · Pion noir sur case blanche g6 · Pion noir sur case noire a5 · Pion noir sur case noire c5 · Roi blanc sur case noire g5 · Roi noir sur case noire b4 · Pion blanc sur case noire f4 · Pion blanc sur case noire h4 · Pion blanc sur case blanche a2 · Pion blanc sur case noire b2 · Pion blanc sur case blanche c2 | Pion noir sur case blanche f7 · Pion noir sur case blanche h7 · Pion noir sur case blanche g6 · Pion noir sur case noire a5 · Pion noir sur case noire c5 · Roi blanc sur case noire g5 · Roi noir sur case noire b4 · Pion blanc sur case noire f4 · Pion blanc sur case noire h4 · Pion blanc sur case blanche a2 · Pion blanc sur case noire b2 · Pion blanc sur case blanche c2 | Pion noir sur case blanche f7 · Pion noir sur case blanche h7 · Pion noir sur case blanche g6 · Pion noir sur case noire a5 · Pion noir sur case noire c5 · Roi blanc sur case noire g5 · Roi noir sur case noire b4 · Pion blanc sur case noire f4 · Pion blanc sur case noire h4 · Pion blanc sur case blanche a2 · Pion blanc sur case noire b2 · Pion blanc sur case blanche c2 | 3 |
| 2 | Pion noir sur case blanche f7 · Pion noir sur case blanche h7 · Pion noir sur case blanche g6 · Pion noir sur case noire a5 · Pion noir sur case noire c5 · Roi blanc sur case noire g5 · Roi noir sur case noire b4 · Pion blanc sur case noire f4 · Pion blanc sur case noire h4 · Pion blanc sur case blanche a2 · Pion blanc sur case noire b2 · Pion blanc sur case blanche c2 | Pion noir sur case blanche f7 · Pion noir sur case blanche h7 · Pion noir sur case blanche g6 · Pion noir sur case noire a5 · Pion noir sur case noire c5 · Roi blanc sur case noire g5 · Roi noir sur case noire b4 · Pion blanc sur case noire f4 · Pion blanc sur case noire h4 · Pion blanc sur case blanche a2 · Pion blanc sur case noire b2 · Pion blanc sur case blanche c2 | Pion noir sur case blanche f7 · Pion noir sur case blanche h7 · Pion noir sur case blanche g6 · Pion noir sur case noire a5 · Pion noir sur case noire c5 · Roi blanc sur case noire g5 · Roi noir sur case noire b4 · Pion blanc sur case noire f4 · Pion blanc sur case noire h4 · Pion blanc sur case blanche a2 · Pion blanc sur case noire b2 · Pion blanc sur case blanche c2 | Pion noir sur case blanche f7 · Pion noir sur case blanche h7 · Pion noir sur case blanche g6 · Pion noir sur case noire a5 · Pion noir sur case noire c5 · Roi blanc sur case noire g5 · Roi noir sur case noire b4 · Pion blanc sur case noire f4 · Pion blanc sur case noire h4 · Pion blanc sur case blanche a2 · Pion blanc sur case noire b2 · Pion blanc sur case blanche c2 | Pion noir sur case blanche f7 · Pion noir sur case blanche h7 · Pion noir sur case blanche g6 · Pion noir sur case noire a5 · Pion noir sur case noire c5 · Roi blanc sur case noire g5 · Roi noir sur case noire b4 · Pion blanc sur case noire f4 · Pion blanc sur case noire h4 · Pion blanc sur case blanche a2 · Pion blanc sur case noire b2 · Pion blanc sur case blanche c2 | Pion noir sur case blanche f7 · Pion noir sur case blanche h7 · Pion noir sur case blanche g6 · Pion noir sur case noire a5 · Pion noir sur case noire c5 · Roi blanc sur case noire g5 · Roi noir sur case noire b4 · Pion blanc sur case noire f4 · Pion blanc sur case noire h4 · Pion blanc sur case blanche a2 · Pion blanc sur case noire b2 · Pion blanc sur case blanche c2 | Pion noir sur case blanche f7 · Pion noir sur case blanche h7 · Pion noir sur case blanche g6 · Pion noir sur case noire a5 · Pion noir sur case noire c5 · Roi blanc sur case noire g5 · Roi noir sur case noire b4 · Pion blanc sur case noire f4 · Pion blanc sur case noire h4 · Pion blanc sur case blanche a2 · Pion blanc sur case noire b2 · Pion blanc sur case blanche c2 | Pion noir sur case blanche f7 · Pion noir sur case blanche h7 · Pion noir sur case blanche g6 · Pion noir sur case noire a5 · Pion noir sur case noire c5 · Roi blanc sur case noire g5 · Roi noir sur case noire b4 · Pion blanc sur case noire f4 · Pion blanc sur case noire h4 · Pion blanc sur case blanche a2 · Pion blanc sur case noire b2 · Pion blanc sur case blanche c2 | 2 |
| 1 | Pion noir sur case blanche f7 · Pion noir sur case blanche h7 · Pion noir sur case blanche g6 · Pion noir sur case noire a5 · Pion noir sur case noire c5 · Roi blanc sur case noire g5 · Roi noir sur case noire b4 · Pion blanc sur case noire f4 · Pion blanc sur case noire h4 · Pion blanc sur case blanche a2 · Pion blanc sur case noire b2 · Pion blanc sur case blanche c2 | Pion noir sur case blanche f7 · Pion noir sur case blanche h7 · Pion noir sur case blanche g6 · Pion noir sur case noire a5 · Pion noir sur case noire c5 · Roi blanc sur case noire g5 · Roi noir sur case noire b4 · Pion blanc sur case noire f4 · Pion blanc sur case noire h4 · Pion blanc sur case blanche a2 · Pion blanc sur case noire b2 · Pion blanc sur case blanche c2 | Pion noir sur case blanche f7 · Pion noir sur case blanche h7 · Pion noir sur case blanche g6 · Pion noir sur case noire a5 · Pion noir sur case noire c5 · Roi blanc sur case noire g5 · Roi noir sur case noire b4 · Pion blanc sur case noire f4 · Pion blanc sur case noire h4 · Pion blanc sur case blanche a2 · Pion blanc sur case noire b2 · Pion blanc sur case blanche c2 | Pion noir sur case blanche f7 · Pion noir sur case blanche h7 · Pion noir sur case blanche g6 · Pion noir sur case noire a5 · Pion noir sur case noire c5 · Roi blanc sur case noire g5 · Roi noir sur case noire b4 · Pion blanc sur case noire f4 · Pion blanc sur case noire h4 · Pion blanc sur case blanche a2 · Pion blanc sur case noire b2 · Pion blanc sur case blanche c2 | Pion noir sur case blanche f7 · Pion noir sur case blanche h7 · Pion noir sur case blanche g6 · Pion noir sur case noire a5 · Pion noir sur case noire c5 · Roi blanc sur case noire g5 · Roi noir sur case noire b4 · Pion blanc sur case noire f4 · Pion blanc sur case noire h4 · Pion blanc sur case blanche a2 · Pion blanc sur case noire b2 · Pion blanc sur case blanche c2 | Pion noir sur case blanche f7 · Pion noir sur case blanche h7 · Pion noir sur case blanche g6 · Pion noir sur case noire a5 · Pion noir sur case noire c5 · Roi blanc sur case noire g5 · Roi noir sur case noire b4 · Pion blanc sur case noire f4 · Pion blanc sur case noire h4 · Pion blanc sur case blanche a2 · Pion blanc sur case noire b2 · Pion blanc sur case blanche c2 | Pion noir sur case blanche f7 · Pion noir sur case blanche h7 · Pion noir sur case blanche g6 · Pion noir sur case noire a5 · Pion noir sur case noire c5 · Roi blanc sur case noire g5 · Roi noir sur case noire b4 · Pion blanc sur case noire f4 · Pion blanc sur case noire h4 · Pion blanc sur case blanche a2 · Pion blanc sur case noire b2 · Pion blanc sur case blanche c2 | Pion noir sur case blanche f7 · Pion noir sur case blanche h7 · Pion noir sur case blanche g6 · Pion noir sur case noire a5 · Pion noir sur case noire c5 · Roi blanc sur case noire g5 · Roi noir sur case noire b4 · Pion blanc sur case noire f4 · Pion blanc sur case noire h4 · Pion blanc sur case blanche a2 · Pion blanc sur case noire b2 · Pion blanc sur case blanche c2 | 1 |
|   | a | b | c | d | e | f | g | h |   |

L'activation du roi en finale (via notamment sa centralisation) conduit souvent à un gain matériel. Par exemple, Nikolaï Kroguious présente la position suivante : 
Les Noirs sont affligés de cases faibles, ce qui permet aux Blancs de prendre plus vite les pions adverses avec leur roi.

### L'opposition
|   | a                                                                                           | b                                                                                           | c                                                                                           | d                                                                                           | e                                                                                           | f                                                                                           | g                                                                                           | h                                                                                           |   |
| 8 | Roi noir sur case blanche e8 · Pion blanc sur case noire e5 · Roi blanc sur case blanche f5 | Roi noir sur case blanche e8 · Pion blanc sur case noire e5 · Roi blanc sur case blanche f5 | Roi noir sur case blanche e8 · Pion blanc sur case noire e5 · Roi blanc sur case blanche f5 | Roi noir sur case blanche e8 · Pion blanc sur case noire e5 · Roi blanc sur case blanche f5 | Roi noir sur case blanche e8 · Pion blanc sur case noire e5 · Roi blanc sur case blanche f5 | Roi noir sur case blanche e8 · Pion blanc sur case noire e5 · Roi blanc sur case blanche f5 | Roi noir sur case blanche e8 · Pion blanc sur case noire e5 · Roi blanc sur case blanche f5 | Roi noir sur case blanche e8 · Pion blanc sur case noire e5 · Roi blanc sur case blanche f5 | 8 |
| 7 | Roi noir sur case blanche e8 · Pion blanc sur case noire e5 · Roi blanc sur case blanche f5 | Roi noir sur case blanche e8 · Pion blanc sur case noire e5 · Roi blanc sur case blanche f5 | Roi noir sur case blanche e8 · Pion blanc sur case noire e5 · Roi blanc sur case blanche f5 | Roi noir sur case blanche e8 · Pion blanc sur case noire e5 · Roi blanc sur case blanche f5 | Roi noir sur case blanche e8 · Pion blanc sur case noire e5 · Roi blanc sur case blanche f5 | Roi noir sur case blanche e8 · Pion blanc sur case noire e5 · Roi blanc sur case blanche f5 | Roi noir sur case blanche e8 · Pion blanc sur case noire e5 · Roi blanc sur case blanche f5 | Roi noir sur case blanche e8 · Pion blanc sur case noire e5 · Roi blanc sur case blanche f5 | 7 |
| 6 | Roi noir sur case blanche e8 · Pion blanc sur case noire e5 · Roi blanc sur case blanche f5 | Roi noir sur case blanche e8 · Pion blanc sur case noire e5 · Roi blanc sur case blanche f5 | Roi noir sur case blanche e8 · Pion blanc sur case noire e5 · Roi blanc sur case blanche f5 | Roi noir sur case blanche e8 · Pion blanc sur case noire e5 · Roi blanc sur case blanche f5 | Roi noir sur case blanche e8 · Pion blanc sur case noire e5 · Roi blanc sur case blanche f5 | Roi noir sur case blanche e8 · Pion blanc sur case noire e5 · Roi blanc sur case blanche f5 | Roi noir sur case blanche e8 · Pion blanc sur case noire e5 · Roi blanc sur case blanche f5 | Roi noir sur case blanche e8 · Pion blanc sur case noire e5 · Roi blanc sur case blanche f5 | 6 |
| 5 | Roi noir sur case blanche e8 · Pion blanc sur case noire e5 · Roi blanc sur case blanche f5 | Roi noir sur case blanche e8 · Pion blanc sur case noire e5 · Roi blanc sur case blanche f5 | Roi noir sur case blanche e8 · Pion blanc sur case noire e5 · Roi blanc sur case blanche f5 | Roi noir sur case blanche e8 · Pion blanc sur case noire e5 · Roi blanc sur case blanche f5 | Roi noir sur case blanche e8 · Pion blanc sur case noire e5 · Roi blanc sur case blanche f5 | Roi noir sur case blanche e8 · Pion blanc sur case noire e5 · Roi blanc sur case blanche f5 | Roi noir sur case blanche e8 · Pion blanc sur case noire e5 · Roi blanc sur case blanche f5 | Roi noir sur case blanche e8 · Pion blanc sur case noire e5 · Roi blanc sur case blanche f5 | 5 |
| 4 | Roi noir sur case blanche e8 · Pion blanc sur case noire e5 · Roi blanc sur case blanche f5 | Roi noir sur case blanche e8 · Pion blanc sur case noire e5 · Roi blanc sur case blanche f5 | Roi noir sur case blanche e8 · Pion blanc sur case noire e5 · Roi blanc sur case blanche f5 | Roi noir sur case blanche e8 · Pion blanc sur case noire e5 · Roi blanc sur case blanche f5 | Roi noir sur case blanche e8 · Pion blanc sur case noire e5 · Roi blanc sur case blanche f5 | Roi noir sur case blanche e8 · Pion blanc sur case noire e5 · Roi blanc sur case blanche f5 | Roi noir sur case blanche e8 · Pion blanc sur case noire e5 · Roi blanc sur case blanche f5 | Roi noir sur case blanche e8 · Pion blanc sur case noire e5 · Roi blanc sur case blanche f5 | 4 |
| 3 | Roi noir sur case blanche e8 · Pion blanc sur case noire e5 · Roi blanc sur case blanche f5 | Roi noir sur case blanche e8 · Pion blanc sur case noire e5 · Roi blanc sur case blanche f5 | Roi noir sur case blanche e8 · Pion blanc sur case noire e5 · Roi blanc sur case blanche f5 | Roi noir sur case blanche e8 · Pion blanc sur case noire e5 · Roi blanc sur case blanche f5 | Roi noir sur case blanche e8 · Pion blanc sur case noire e5 · Roi blanc sur case blanche f5 | Roi noir sur case blanche e8 · Pion blanc sur case noire e5 · Roi blanc sur case blanche f5 | Roi noir sur case blanche e8 · Pion blanc sur case noire e5 · Roi blanc sur case blanche f5 | Roi noir sur case blanche e8 · Pion blanc sur case noire e5 · Roi blanc sur case blanche f5 | 3 |
| 2 | Roi noir sur case blanche e8 · Pion blanc sur case noire e5 · Roi blanc sur case blanche f5 | Roi noir sur case blanche e8 · Pion blanc sur case noire e5 · Roi blanc sur case blanche f5 | Roi noir sur case blanche e8 · Pion blanc sur case noire e5 · Roi blanc sur case blanche f5 | Roi noir sur case blanche e8 · Pion blanc sur case noire e5 · Roi blanc sur case blanche f5 | Roi noir sur case blanche e8 · Pion blanc sur case noire e5 · Roi blanc sur case blanche f5 | Roi noir sur case blanche e8 · Pion blanc sur case noire e5 · Roi blanc sur case blanche f5 | Roi noir sur case blanche e8 · Pion blanc sur case noire e5 · Roi blanc sur case blanche f5 | Roi noir sur case blanche e8 · Pion blanc sur case noire e5 · Roi blanc sur case blanche f5 | 2 |
| 1 | Roi noir sur case blanche e8 · Pion blanc sur case noire e5 · Roi blanc sur case blanche f5 | Roi noir sur case blanche e8 · Pion blanc sur case noire e5 · Roi blanc sur case blanche f5 | Roi noir sur case blanche e8 · Pion blanc sur case noire e5 · Roi blanc sur case blanche f5 | Roi noir sur case blanche e8 · Pion blanc sur case noire e5 · Roi blanc sur case blanche f5 | Roi noir sur case blanche e8 · Pion blanc sur case noire e5 · Roi blanc sur case blanche f5 | Roi noir sur case blanche e8 · Pion blanc sur case noire e5 · Roi blanc sur case blanche f5 | Roi noir sur case blanche e8 · Pion blanc sur case noire e5 · Roi blanc sur case blanche f5 | Roi noir sur case blanche e8 · Pion blanc sur case noire e5 · Roi blanc sur case blanche f5 | 1 |
|   | a                                                                                           | b                                                                                           | c                                                                                           | d                                                                                           | e                                                                                           | f                                                                                           | g                                                                                           | h                                                                                           |   |

On dit qu'un roi « a l'opposition » quand sa position lui permet d'empêcher le roi adverse de passer derrière lui.
Dans la position du diagramme, si les Blancs jouent 1.e6, le roi noir prend l'opposition : après 1...Re7 2.Re5 Re8 3.Rf6 Rf8 4.f7+ Rf8, les Blancs sont obligés de faire nulle (5.Rg6 est pat et tous les autres coups donnent le pion g7 aux Noirs). Pour gagner, les Blancs doivent prendre l'opposition : 1.Re6 Rf8 2.Rd7 Rf7 3.e6+ Rf8 4.e7+ Rf7 5.e8=D+ et les Noirs matent.
Ou encore : 1.Rf6 Rd8 2.e6 Re8 3.e7 Rd8 4.Rf7 Rd6 5.e8=D.

### Roi et pion contre roi seul
|   | a                                                                                         | b                                                                                         | c                                                                                         | d                                                                                         | e                                                                                         | f                                                                                         | g                                                                                         | h                                                                                         |   |
| 8 | Roi noir sur case noire d8 · Roi blanc sur case noire c5 · Pion blanc sur case blanche d5 | Roi noir sur case noire d8 · Roi blanc sur case noire c5 · Pion blanc sur case blanche d5 | Roi noir sur case noire d8 · Roi blanc sur case noire c5 · Pion blanc sur case blanche d5 | Roi noir sur case noire d8 · Roi blanc sur case noire c5 · Pion blanc sur case blanche d5 | Roi noir sur case noire d8 · Roi blanc sur case noire c5 · Pion blanc sur case blanche d5 | Roi noir sur case noire d8 · Roi blanc sur case noire c5 · Pion blanc sur case blanche d5 | Roi noir sur case noire d8 · Roi blanc sur case noire c5 · Pion blanc sur case blanche d5 | Roi noir sur case noire d8 · Roi blanc sur case noire c5 · Pion blanc sur case blanche d5 | 8 |
| 7 | Roi noir sur case noire d8 · Roi blanc sur case noire c5 · Pion blanc sur case blanche d5 | Roi noir sur case noire d8 · Roi blanc sur case noire c5 · Pion blanc sur case blanche d5 | Roi noir sur case noire d8 · Roi blanc sur case noire c5 · Pion blanc sur case blanche d5 | Roi noir sur case noire d8 · Roi blanc sur case noire c5 · Pion blanc sur case blanche d5 | Roi noir sur case noire d8 · Roi blanc sur case noire c5 · Pion blanc sur case blanche d5 | Roi noir sur case noire d8 · Roi blanc sur case noire c5 · Pion blanc sur case blanche d5 | Roi noir sur case noire d8 · Roi blanc sur case noire c5 · Pion blanc sur case blanche d5 | Roi noir sur case noire d8 · Roi blanc sur case noire c5 · Pion blanc sur case blanche d5 | 7 |
| 6 | Roi noir sur case noire d8 · Roi blanc sur case noire c5 · Pion blanc sur case blanche d5 | Roi noir sur case noire d8 · Roi blanc sur case noire c5 · Pion blanc sur case blanche d5 | Roi noir sur case noire d8 · Roi blanc sur case noire c5 · Pion blanc sur case blanche d5 | Roi noir sur case noire d8 · Roi blanc sur case noire c5 · Pion blanc sur case blanche d5 | Roi noir sur case noire d8 · Roi blanc sur case noire c5 · Pion blanc sur case blanche d5 | Roi noir sur case noire d8 · Roi blanc sur case noire c5 · Pion blanc sur case blanche d5 | Roi noir sur case noire d8 · Roi blanc sur case noire c5 · Pion blanc sur case blanche d5 | Roi noir sur case noire d8 · Roi blanc sur case noire c5 · Pion blanc sur case blanche d5 | 6 |
| 5 | Roi noir sur case noire d8 · Roi blanc sur case noire c5 · Pion blanc sur case blanche d5 | Roi noir sur case noire d8 · Roi blanc sur case noire c5 · Pion blanc sur case blanche d5 | Roi noir sur case noire d8 · Roi blanc sur case noire c5 · Pion blanc sur case blanche d5 | Roi noir sur case noire d8 · Roi blanc sur case noire c5 · Pion blanc sur case blanche d5 | Roi noir sur case noire d8 · Roi blanc sur case noire c5 · Pion blanc sur case blanche d5 | Roi noir sur case noire d8 · Roi blanc sur case noire c5 · Pion blanc sur case blanche d5 | Roi noir sur case noire d8 · Roi blanc sur case noire c5 · Pion blanc sur case blanche d5 | Roi noir sur case noire d8 · Roi blanc sur case noire c5 · Pion blanc sur case blanche d5 | 5 |
| 4 | Roi noir sur case noire d8 · Roi blanc sur case noire c5 · Pion blanc sur case blanche d5 | Roi noir sur case noire d8 · Roi blanc sur case noire c5 · Pion blanc sur case blanche d5 | Roi noir sur case noire d8 · Roi blanc sur case noire c5 · Pion blanc sur case blanche d5 | Roi noir sur case noire d8 · Roi blanc sur case noire c5 · Pion blanc sur case blanche d5 | Roi noir sur case noire d8 · Roi blanc sur case noire c5 · Pion blanc sur case blanche d5 | Roi noir sur case noire d8 · Roi blanc sur case noire c5 · Pion blanc sur case blanche d5 | Roi noir sur case noire d8 · Roi blanc sur case noire c5 · Pion blanc sur case blanche d5 | Roi noir sur case noire d8 · Roi blanc sur case noire c5 · Pion blanc sur case blanche d5 | 4 |
| 3 | Roi noir sur case noire d8 · Roi blanc sur case noire c5 · Pion blanc sur case blanche d5 | Roi noir sur case noire d8 · Roi blanc sur case noire c5 · Pion blanc sur case blanche d5 | Roi noir sur case noire d8 · Roi blanc sur case noire c5 · Pion blanc sur case blanche d5 | Roi noir sur case noire d8 · Roi blanc sur case noire c5 · Pion blanc sur case blanche d5 | Roi noir sur case noire d8 · Roi blanc sur case noire c5 · Pion blanc sur case blanche d5 | Roi noir sur case noire d8 · Roi blanc sur case noire c5 · Pion blanc sur case blanche d5 | Roi noir sur case noire d8 · Roi blanc sur case noire c5 · Pion blanc sur case blanche d5 | Roi noir sur case noire d8 · Roi blanc sur case noire c5 · Pion blanc sur case blanche d5 | 3 |
| 2 | Roi noir sur case noire d8 · Roi blanc sur case noire c5 · Pion blanc sur case blanche d5 | Roi noir sur case noire d8 · Roi blanc sur case noire c5 · Pion blanc sur case blanche d5 | Roi noir sur case noire d8 · Roi blanc sur case noire c5 · Pion blanc sur case blanche d5 | Roi noir sur case noire d8 · Roi blanc sur case noire c5 · Pion blanc sur case blanche d5 | Roi noir sur case noire d8 · Roi blanc sur case noire c5 · Pion blanc sur case blanche d5 | Roi noir sur case noire d8 · Roi blanc sur case noire c5 · Pion blanc sur case blanche d5 | Roi noir sur case noire d8 · Roi blanc sur case noire c5 · Pion blanc sur case blanche d5 | Roi noir sur case noire d8 · Roi blanc sur case noire c5 · Pion blanc sur case blanche d5 | 2 |
| 1 | Roi noir sur case noire d8 · Roi blanc sur case noire c5 · Pion blanc sur case blanche d5 | Roi noir sur case noire d8 · Roi blanc sur case noire c5 · Pion blanc sur case blanche d5 | Roi noir sur case noire d8 · Roi blanc sur case noire c5 · Pion blanc sur case blanche d5 | Roi noir sur case noire d8 · Roi blanc sur case noire c5 · Pion blanc sur case blanche d5 | Roi noir sur case noire d8 · Roi blanc sur case noire c5 · Pion blanc sur case blanche d5 | Roi noir sur case noire d8 · Roi blanc sur case noire c5 · Pion blanc sur case blanche d5 | Roi noir sur case noire d8 · Roi blanc sur case noire c5 · Pion blanc sur case blanche d5 | Roi noir sur case noire d8 · Roi blanc sur case noire c5 · Pion blanc sur case blanche d5 | 1 |
|   | a                                                                                         | b                                                                                         | c                                                                                         | d                                                                                         | e                                                                                         | f                                                                                         | g                                                                                         | h                                                                                         |   |

|   | a                                                                                           | b                                                                                           | c                                                                                           | d                                                                                           | e                                                                                           | f                                                                                           | g                                                                                           | h                                                                                           |   |
| 8 | Roi noir sur case blanche d7 · Roi blanc sur case blanche c4 · Pion blanc sur case noire d4 | Roi noir sur case blanche d7 · Roi blanc sur case blanche c4 · Pion blanc sur case noire d4 | Roi noir sur case blanche d7 · Roi blanc sur case blanche c4 · Pion blanc sur case noire d4 | Roi noir sur case blanche d7 · Roi blanc sur case blanche c4 · Pion blanc sur case noire d4 | Roi noir sur case blanche d7 · Roi blanc sur case blanche c4 · Pion blanc sur case noire d4 | Roi noir sur case blanche d7 · Roi blanc sur case blanche c4 · Pion blanc sur case noire d4 | Roi noir sur case blanche d7 · Roi blanc sur case blanche c4 · Pion blanc sur case noire d4 | Roi noir sur case blanche d7 · Roi blanc sur case blanche c4 · Pion blanc sur case noire d4 | 8 |
| 7 | Roi noir sur case blanche d7 · Roi blanc sur case blanche c4 · Pion blanc sur case noire d4 | Roi noir sur case blanche d7 · Roi blanc sur case blanche c4 · Pion blanc sur case noire d4 | Roi noir sur case blanche d7 · Roi blanc sur case blanche c4 · Pion blanc sur case noire d4 | Roi noir sur case blanche d7 · Roi blanc sur case blanche c4 · Pion blanc sur case noire d4 | Roi noir sur case blanche d7 · Roi blanc sur case blanche c4 · Pion blanc sur case noire d4 | Roi noir sur case blanche d7 · Roi blanc sur case blanche c4 · Pion blanc sur case noire d4 | Roi noir sur case blanche d7 · Roi blanc sur case blanche c4 · Pion blanc sur case noire d4 | Roi noir sur case blanche d7 · Roi blanc sur case blanche c4 · Pion blanc sur case noire d4 | 7 |
| 6 | Roi noir sur case blanche d7 · Roi blanc sur case blanche c4 · Pion blanc sur case noire d4 | Roi noir sur case blanche d7 · Roi blanc sur case blanche c4 · Pion blanc sur case noire d4 | Roi noir sur case blanche d7 · Roi blanc sur case blanche c4 · Pion blanc sur case noire d4 | Roi noir sur case blanche d7 · Roi blanc sur case blanche c4 · Pion blanc sur case noire d4 | Roi noir sur case blanche d7 · Roi blanc sur case blanche c4 · Pion blanc sur case noire d4 | Roi noir sur case blanche d7 · Roi blanc sur case blanche c4 · Pion blanc sur case noire d4 | Roi noir sur case blanche d7 · Roi blanc sur case blanche c4 · Pion blanc sur case noire d4 | Roi noir sur case blanche d7 · Roi blanc sur case blanche c4 · Pion blanc sur case noire d4 | 6 |
| 5 | Roi noir sur case blanche d7 · Roi blanc sur case blanche c4 · Pion blanc sur case noire d4 | Roi noir sur case blanche d7 · Roi blanc sur case blanche c4 · Pion blanc sur case noire d4 | Roi noir sur case blanche d7 · Roi blanc sur case blanche c4 · Pion blanc sur case noire d4 | Roi noir sur case blanche d7 · Roi blanc sur case blanche c4 · Pion blanc sur case noire d4 | Roi noir sur case blanche d7 · Roi blanc sur case blanche c4 · Pion blanc sur case noire d4 | Roi noir sur case blanche d7 · Roi blanc sur case blanche c4 · Pion blanc sur case noire d4 | Roi noir sur case blanche d7 · Roi blanc sur case blanche c4 · Pion blanc sur case noire d4 | Roi noir sur case blanche d7 · Roi blanc sur case blanche c4 · Pion blanc sur case noire d4 | 5 |
| 4 | Roi noir sur case blanche d7 · Roi blanc sur case blanche c4 · Pion blanc sur case noire d4 | Roi noir sur case blanche d7 · Roi blanc sur case blanche c4 · Pion blanc sur case noire d4 | Roi noir sur case blanche d7 · Roi blanc sur case blanche c4 · Pion blanc sur case noire d4 | Roi noir sur case blanche d7 · Roi blanc sur case blanche c4 · Pion blanc sur case noire d4 | Roi noir sur case blanche d7 · Roi blanc sur case blanche c4 · Pion blanc sur case noire d4 | Roi noir sur case blanche d7 · Roi blanc sur case blanche c4 · Pion blanc sur case noire d4 | Roi noir sur case blanche d7 · Roi blanc sur case blanche c4 · Pion blanc sur case noire d4 | Roi noir sur case blanche d7 · Roi blanc sur case blanche c4 · Pion blanc sur case noire d4 | 4 |
| 3 | Roi noir sur case blanche d7 · Roi blanc sur case blanche c4 · Pion blanc sur case noire d4 | Roi noir sur case blanche d7 · Roi blanc sur case blanche c4 · Pion blanc sur case noire d4 | Roi noir sur case blanche d7 · Roi blanc sur case blanche c4 · Pion blanc sur case noire d4 | Roi noir sur case blanche d7 · Roi blanc sur case blanche c4 · Pion blanc sur case noire d4 | Roi noir sur case blanche d7 · Roi blanc sur case blanche c4 · Pion blanc sur case noire d4 | Roi noir sur case blanche d7 · Roi blanc sur case blanche c4 · Pion blanc sur case noire d4 | Roi noir sur case blanche d7 · Roi blanc sur case blanche c4 · Pion blanc sur case noire d4 | Roi noir sur case blanche d7 · Roi blanc sur case blanche c4 · Pion blanc sur case noire d4 | 3 |
| 2 | Roi noir sur case blanche d7 · Roi blanc sur case blanche c4 · Pion blanc sur case noire d4 | Roi noir sur case blanche d7 · Roi blanc sur case blanche c4 · Pion blanc sur case noire d4 | Roi noir sur case blanche d7 · Roi blanc sur case blanche c4 · Pion blanc sur case noire d4 | Roi noir sur case blanche d7 · Roi blanc sur case blanche c4 · Pion blanc sur case noire d4 | Roi noir sur case blanche d7 · Roi blanc sur case blanche c4 · Pion blanc sur case noire d4 | Roi noir sur case blanche d7 · Roi blanc sur case blanche c4 · Pion blanc sur case noire d4 | Roi noir sur case blanche d7 · Roi blanc sur case blanche c4 · Pion blanc sur case noire d4 | Roi noir sur case blanche d7 · Roi blanc sur case blanche c4 · Pion blanc sur case noire d4 | 2 |
| 1 | Roi noir sur case blanche d7 · Roi blanc sur case blanche c4 · Pion blanc sur case noire d4 | Roi noir sur case blanche d7 · Roi blanc sur case blanche c4 · Pion blanc sur case noire d4 | Roi noir sur case blanche d7 · Roi blanc sur case blanche c4 · Pion blanc sur case noire d4 | Roi noir sur case blanche d7 · Roi blanc sur case blanche c4 · Pion blanc sur case noire d4 | Roi noir sur case blanche d7 · Roi blanc sur case blanche c4 · Pion blanc sur case noire d4 | Roi noir sur case blanche d7 · Roi blanc sur case blanche c4 · Pion blanc sur case noire d4 | Roi noir sur case blanche d7 · Roi blanc sur case blanche c4 · Pion blanc sur case noire d4 | Roi noir sur case blanche d7 · Roi blanc sur case blanche c4 · Pion blanc sur case noire d4 | 1 |
|   | a                                                                                           | b                                                                                           | c                                                                                           | d                                                                                           | e                                                                                           | f                                                                                           | g                                                                                           | h                                                                                           |   |

À gauche : les Blancs gagnent en prenant l'opposition par 1. Rd6.

À droite : les Blancs gagnent en prenant l'opposition par 1. Rd5.
|   | a                                                                                           | b                                                                                           | c                                                                                           | d                                                                                           | e                                                                                           | f                                                                                           | g                                                                                           | h                                                                                           |   |
| 8 | Roi noir sur case blanche d7 · Roi blanc sur case blanche d5 · Pion blanc sur case noire d4 | Roi noir sur case blanche d7 · Roi blanc sur case blanche d5 · Pion blanc sur case noire d4 | Roi noir sur case blanche d7 · Roi blanc sur case blanche d5 · Pion blanc sur case noire d4 | Roi noir sur case blanche d7 · Roi blanc sur case blanche d5 · Pion blanc sur case noire d4 | Roi noir sur case blanche d7 · Roi blanc sur case blanche d5 · Pion blanc sur case noire d4 | Roi noir sur case blanche d7 · Roi blanc sur case blanche d5 · Pion blanc sur case noire d4 | Roi noir sur case blanche d7 · Roi blanc sur case blanche d5 · Pion blanc sur case noire d4 | Roi noir sur case blanche d7 · Roi blanc sur case blanche d5 · Pion blanc sur case noire d4 | 8 |
| 7 | Roi noir sur case blanche d7 · Roi blanc sur case blanche d5 · Pion blanc sur case noire d4 | Roi noir sur case blanche d7 · Roi blanc sur case blanche d5 · Pion blanc sur case noire d4 | Roi noir sur case blanche d7 · Roi blanc sur case blanche d5 · Pion blanc sur case noire d4 | Roi noir sur case blanche d7 · Roi blanc sur case blanche d5 · Pion blanc sur case noire d4 | Roi noir sur case blanche d7 · Roi blanc sur case blanche d5 · Pion blanc sur case noire d4 | Roi noir sur case blanche d7 · Roi blanc sur case blanche d5 · Pion blanc sur case noire d4 | Roi noir sur case blanche d7 · Roi blanc sur case blanche d5 · Pion blanc sur case noire d4 | Roi noir sur case blanche d7 · Roi blanc sur case blanche d5 · Pion blanc sur case noire d4 | 7 |
| 6 | Roi noir sur case blanche d7 · Roi blanc sur case blanche d5 · Pion blanc sur case noire d4 | Roi noir sur case blanche d7 · Roi blanc sur case blanche d5 · Pion blanc sur case noire d4 | Roi noir sur case blanche d7 · Roi blanc sur case blanche d5 · Pion blanc sur case noire d4 | Roi noir sur case blanche d7 · Roi blanc sur case blanche d5 · Pion blanc sur case noire d4 | Roi noir sur case blanche d7 · Roi blanc sur case blanche d5 · Pion blanc sur case noire d4 | Roi noir sur case blanche d7 · Roi blanc sur case blanche d5 · Pion blanc sur case noire d4 | Roi noir sur case blanche d7 · Roi blanc sur case blanche d5 · Pion blanc sur case noire d4 | Roi noir sur case blanche d7 · Roi blanc sur case blanche d5 · Pion blanc sur case noire d4 | 6 |
| 5 | Roi noir sur case blanche d7 · Roi blanc sur case blanche d5 · Pion blanc sur case noire d4 | Roi noir sur case blanche d7 · Roi blanc sur case blanche d5 · Pion blanc sur case noire d4 | Roi noir sur case blanche d7 · Roi blanc sur case blanche d5 · Pion blanc sur case noire d4 | Roi noir sur case blanche d7 · Roi blanc sur case blanche d5 · Pion blanc sur case noire d4 | Roi noir sur case blanche d7 · Roi blanc sur case blanche d5 · Pion blanc sur case noire d4 | Roi noir sur case blanche d7 · Roi blanc sur case blanche d5 · Pion blanc sur case noire d4 | Roi noir sur case blanche d7 · Roi blanc sur case blanche d5 · Pion blanc sur case noire d4 | Roi noir sur case blanche d7 · Roi blanc sur case blanche d5 · Pion blanc sur case noire d4 | 5 |
| 4 | Roi noir sur case blanche d7 · Roi blanc sur case blanche d5 · Pion blanc sur case noire d4 | Roi noir sur case blanche d7 · Roi blanc sur case blanche d5 · Pion blanc sur case noire d4 | Roi noir sur case blanche d7 · Roi blanc sur case blanche d5 · Pion blanc sur case noire d4 | Roi noir sur case blanche d7 · Roi blanc sur case blanche d5 · Pion blanc sur case noire d4 | Roi noir sur case blanche d7 · Roi blanc sur case blanche d5 · Pion blanc sur case noire d4 | Roi noir sur case blanche d7 · Roi blanc sur case blanche d5 · Pion blanc sur case noire d4 | Roi noir sur case blanche d7 · Roi blanc sur case blanche d5 · Pion blanc sur case noire d4 | Roi noir sur case blanche d7 · Roi blanc sur case blanche d5 · Pion blanc sur case noire d4 | 4 |
| 3 | Roi noir sur case blanche d7 · Roi blanc sur case blanche d5 · Pion blanc sur case noire d4 | Roi noir sur case blanche d7 · Roi blanc sur case blanche d5 · Pion blanc sur case noire d4 | Roi noir sur case blanche d7 · Roi blanc sur case blanche d5 · Pion blanc sur case noire d4 | Roi noir sur case blanche d7 · Roi blanc sur case blanche d5 · Pion blanc sur case noire d4 | Roi noir sur case blanche d7 · Roi blanc sur case blanche d5 · Pion blanc sur case noire d4 | Roi noir sur case blanche d7 · Roi blanc sur case blanche d5 · Pion blanc sur case noire d4 | Roi noir sur case blanche d7 · Roi blanc sur case blanche d5 · Pion blanc sur case noire d4 | Roi noir sur case blanche d7 · Roi blanc sur case blanche d5 · Pion blanc sur case noire d4 | 3 |
| 2 | Roi noir sur case blanche d7 · Roi blanc sur case blanche d5 · Pion blanc sur case noire d4 | Roi noir sur case blanche d7 · Roi blanc sur case blanche d5 · Pion blanc sur case noire d4 | Roi noir sur case blanche d7 · Roi blanc sur case blanche d5 · Pion blanc sur case noire d4 | Roi noir sur case blanche d7 · Roi blanc sur case blanche d5 · Pion blanc sur case noire d4 | Roi noir sur case blanche d7 · Roi blanc sur case blanche d5 · Pion blanc sur case noire d4 | Roi noir sur case blanche d7 · Roi blanc sur case blanche d5 · Pion blanc sur case noire d4 | Roi noir sur case blanche d7 · Roi blanc sur case blanche d5 · Pion blanc sur case noire d4 | Roi noir sur case blanche d7 · Roi blanc sur case blanche d5 · Pion blanc sur case noire d4 | 2 |
| 1 | Roi noir sur case blanche d7 · Roi blanc sur case blanche d5 · Pion blanc sur case noire d4 | Roi noir sur case blanche d7 · Roi blanc sur case blanche d5 · Pion blanc sur case noire d4 | Roi noir sur case blanche d7 · Roi blanc sur case blanche d5 · Pion blanc sur case noire d4 | Roi noir sur case blanche d7 · Roi blanc sur case blanche d5 · Pion blanc sur case noire d4 | Roi noir sur case blanche d7 · Roi blanc sur case blanche d5 · Pion blanc sur case noire d4 | Roi noir sur case blanche d7 · Roi blanc sur case blanche d5 · Pion blanc sur case noire d4 | Roi noir sur case blanche d7 · Roi blanc sur case blanche d5 · Pion blanc sur case noire d4 | Roi noir sur case blanche d7 · Roi blanc sur case blanche d5 · Pion blanc sur case noire d4 | 1 |
|   | a                                                                                           | b                                                                                           | c                                                                                           | d                                                                                           | e                                                                                           | f                                                                                           | g                                                                                           | h                                                                                           |   |

|   | a                                                                                           | b                                                                                           | c                                                                                           | d                                                                                           | e                                                                                           | f                                                                                           | g                                                                                           | h                                                                                           |   |
| 8 | Roi noir sur case noire e7 · Roi blanc sur case blanche d5 · Pion blanc sur case blanche d3 | Roi noir sur case noire e7 · Roi blanc sur case blanche d5 · Pion blanc sur case blanche d3 | Roi noir sur case noire e7 · Roi blanc sur case blanche d5 · Pion blanc sur case blanche d3 | Roi noir sur case noire e7 · Roi blanc sur case blanche d5 · Pion blanc sur case blanche d3 | Roi noir sur case noire e7 · Roi blanc sur case blanche d5 · Pion blanc sur case blanche d3 | Roi noir sur case noire e7 · Roi blanc sur case blanche d5 · Pion blanc sur case blanche d3 | Roi noir sur case noire e7 · Roi blanc sur case blanche d5 · Pion blanc sur case blanche d3 | Roi noir sur case noire e7 · Roi blanc sur case blanche d5 · Pion blanc sur case blanche d3 | 8 |
| 7 | Roi noir sur case noire e7 · Roi blanc sur case blanche d5 · Pion blanc sur case blanche d3 | Roi noir sur case noire e7 · Roi blanc sur case blanche d5 · Pion blanc sur case blanche d3 | Roi noir sur case noire e7 · Roi blanc sur case blanche d5 · Pion blanc sur case blanche d3 | Roi noir sur case noire e7 · Roi blanc sur case blanche d5 · Pion blanc sur case blanche d3 | Roi noir sur case noire e7 · Roi blanc sur case blanche d5 · Pion blanc sur case blanche d3 | Roi noir sur case noire e7 · Roi blanc sur case blanche d5 · Pion blanc sur case blanche d3 | Roi noir sur case noire e7 · Roi blanc sur case blanche d5 · Pion blanc sur case blanche d3 | Roi noir sur case noire e7 · Roi blanc sur case blanche d5 · Pion blanc sur case blanche d3 | 7 |
| 6 | Roi noir sur case noire e7 · Roi blanc sur case blanche d5 · Pion blanc sur case blanche d3 | Roi noir sur case noire e7 · Roi blanc sur case blanche d5 · Pion blanc sur case blanche d3 | Roi noir sur case noire e7 · Roi blanc sur case blanche d5 · Pion blanc sur case blanche d3 | Roi noir sur case noire e7 · Roi blanc sur case blanche d5 · Pion blanc sur case blanche d3 | Roi noir sur case noire e7 · Roi blanc sur case blanche d5 · Pion blanc sur case blanche d3 | Roi noir sur case noire e7 · Roi blanc sur case blanche d5 · Pion blanc sur case blanche d3 | Roi noir sur case noire e7 · Roi blanc sur case blanche d5 · Pion blanc sur case blanche d3 | Roi noir sur case noire e7 · Roi blanc sur case blanche d5 · Pion blanc sur case blanche d3 | 6 |
| 5 | Roi noir sur case noire e7 · Roi blanc sur case blanche d5 · Pion blanc sur case blanche d3 | Roi noir sur case noire e7 · Roi blanc sur case blanche d5 · Pion blanc sur case blanche d3 | Roi noir sur case noire e7 · Roi blanc sur case blanche d5 · Pion blanc sur case blanche d3 | Roi noir sur case noire e7 · Roi blanc sur case blanche d5 · Pion blanc sur case blanche d3 | Roi noir sur case noire e7 · Roi blanc sur case blanche d5 · Pion blanc sur case blanche d3 | Roi noir sur case noire e7 · Roi blanc sur case blanche d5 · Pion blanc sur case blanche d3 | Roi noir sur case noire e7 · Roi blanc sur case blanche d5 · Pion blanc sur case blanche d3 | Roi noir sur case noire e7 · Roi blanc sur case blanche d5 · Pion blanc sur case blanche d3 | 5 |
| 4 | Roi noir sur case noire e7 · Roi blanc sur case blanche d5 · Pion blanc sur case blanche d3 | Roi noir sur case noire e7 · Roi blanc sur case blanche d5 · Pion blanc sur case blanche d3 | Roi noir sur case noire e7 · Roi blanc sur case blanche d5 · Pion blanc sur case blanche d3 | Roi noir sur case noire e7 · Roi blanc sur case blanche d5 · Pion blanc sur case blanche d3 | Roi noir sur case noire e7 · Roi blanc sur case blanche d5 · Pion blanc sur case blanche d3 | Roi noir sur case noire e7 · Roi blanc sur case blanche d5 · Pion blanc sur case blanche d3 | Roi noir sur case noire e7 · Roi blanc sur case blanche d5 · Pion blanc sur case blanche d3 | Roi noir sur case noire e7 · Roi blanc sur case blanche d5 · Pion blanc sur case blanche d3 | 4 |
| 3 | Roi noir sur case noire e7 · Roi blanc sur case blanche d5 · Pion blanc sur case blanche d3 | Roi noir sur case noire e7 · Roi blanc sur case blanche d5 · Pion blanc sur case blanche d3 | Roi noir sur case noire e7 · Roi blanc sur case blanche d5 · Pion blanc sur case blanche d3 | Roi noir sur case noire e7 · Roi blanc sur case blanche d5 · Pion blanc sur case blanche d3 | Roi noir sur case noire e7 · Roi blanc sur case blanche d5 · Pion blanc sur case blanche d3 | Roi noir sur case noire e7 · Roi blanc sur case blanche d5 · Pion blanc sur case blanche d3 | Roi noir sur case noire e7 · Roi blanc sur case blanche d5 · Pion blanc sur case blanche d3 | Roi noir sur case noire e7 · Roi blanc sur case blanche d5 · Pion blanc sur case blanche d3 | 3 |
| 2 | Roi noir sur case noire e7 · Roi blanc sur case blanche d5 · Pion blanc sur case blanche d3 | Roi noir sur case noire e7 · Roi blanc sur case blanche d5 · Pion blanc sur case blanche d3 | Roi noir sur case noire e7 · Roi blanc sur case blanche d5 · Pion blanc sur case blanche d3 | Roi noir sur case noire e7 · Roi blanc sur case blanche d5 · Pion blanc sur case blanche d3 | Roi noir sur case noire e7 · Roi blanc sur case blanche d5 · Pion blanc sur case blanche d3 | Roi noir sur case noire e7 · Roi blanc sur case blanche d5 · Pion blanc sur case blanche d3 | Roi noir sur case noire e7 · Roi blanc sur case blanche d5 · Pion blanc sur case blanche d3 | Roi noir sur case noire e7 · Roi blanc sur case blanche d5 · Pion blanc sur case blanche d3 | 2 |
| 1 | Roi noir sur case noire e7 · Roi blanc sur case blanche d5 · Pion blanc sur case blanche d3 | Roi noir sur case noire e7 · Roi blanc sur case blanche d5 · Pion blanc sur case blanche d3 | Roi noir sur case noire e7 · Roi blanc sur case blanche d5 · Pion blanc sur case blanche d3 | Roi noir sur case noire e7 · Roi blanc sur case blanche d5 · Pion blanc sur case blanche d3 | Roi noir sur case noire e7 · Roi blanc sur case blanche d5 · Pion blanc sur case blanche d3 | Roi noir sur case noire e7 · Roi blanc sur case blanche d5 · Pion blanc sur case blanche d3 | Roi noir sur case noire e7 · Roi blanc sur case blanche d5 · Pion blanc sur case blanche d3 | Roi noir sur case noire e7 · Roi blanc sur case blanche d5 · Pion blanc sur case blanche d3 | 1 |
|   | a                                                                                           | b                                                                                           | c                                                                                           | d                                                                                           | e                                                                                           | f                                                                                           | g                                                                                           | h                                                                                           |   |

À gauche : 1...Re7 2. Rc6 Rd8 3. Rd6 Re8 4. Rc7 et les Blancs gagnent

À droite : 

1. d4?? 

(1. Re5 Re8 2. d4 Rd8 3. Rd6 Re8 4. Rc7 Re7 5. d5 et les Blancs gagnent) 

1...Rd7 Nulle
|   | a                                                                                           | b                                                                                           | c                                                                                           | d                                                                                           | e                                                                                           | f                                                                                           | g                                                                                           | h                                                                                           |   |
| 8 | Roi noir sur case noire e7 · Roi blanc sur case blanche d5 · Pion blanc sur case blanche d3 | Roi noir sur case noire e7 · Roi blanc sur case blanche d5 · Pion blanc sur case blanche d3 | Roi noir sur case noire e7 · Roi blanc sur case blanche d5 · Pion blanc sur case blanche d3 | Roi noir sur case noire e7 · Roi blanc sur case blanche d5 · Pion blanc sur case blanche d3 | Roi noir sur case noire e7 · Roi blanc sur case blanche d5 · Pion blanc sur case blanche d3 | Roi noir sur case noire e7 · Roi blanc sur case blanche d5 · Pion blanc sur case blanche d3 | Roi noir sur case noire e7 · Roi blanc sur case blanche d5 · Pion blanc sur case blanche d3 | Roi noir sur case noire e7 · Roi blanc sur case blanche d5 · Pion blanc sur case blanche d3 | 8 |
| 7 | Roi noir sur case noire e7 · Roi blanc sur case blanche d5 · Pion blanc sur case blanche d3 | Roi noir sur case noire e7 · Roi blanc sur case blanche d5 · Pion blanc sur case blanche d3 | Roi noir sur case noire e7 · Roi blanc sur case blanche d5 · Pion blanc sur case blanche d3 | Roi noir sur case noire e7 · Roi blanc sur case blanche d5 · Pion blanc sur case blanche d3 | Roi noir sur case noire e7 · Roi blanc sur case blanche d5 · Pion blanc sur case blanche d3 | Roi noir sur case noire e7 · Roi blanc sur case blanche d5 · Pion blanc sur case blanche d3 | Roi noir sur case noire e7 · Roi blanc sur case blanche d5 · Pion blanc sur case blanche d3 | Roi noir sur case noire e7 · Roi blanc sur case blanche d5 · Pion blanc sur case blanche d3 | 7 |
| 6 | Roi noir sur case noire e7 · Roi blanc sur case blanche d5 · Pion blanc sur case blanche d3 | Roi noir sur case noire e7 · Roi blanc sur case blanche d5 · Pion blanc sur case blanche d3 | Roi noir sur case noire e7 · Roi blanc sur case blanche d5 · Pion blanc sur case blanche d3 | Roi noir sur case noire e7 · Roi blanc sur case blanche d5 · Pion blanc sur case blanche d3 | Roi noir sur case noire e7 · Roi blanc sur case blanche d5 · Pion blanc sur case blanche d3 | Roi noir sur case noire e7 · Roi blanc sur case blanche d5 · Pion blanc sur case blanche d3 | Roi noir sur case noire e7 · Roi blanc sur case blanche d5 · Pion blanc sur case blanche d3 | Roi noir sur case noire e7 · Roi blanc sur case blanche d5 · Pion blanc sur case blanche d3 | 6 |
| 5 | Roi noir sur case noire e7 · Roi blanc sur case blanche d5 · Pion blanc sur case blanche d3 | Roi noir sur case noire e7 · Roi blanc sur case blanche d5 · Pion blanc sur case blanche d3 | Roi noir sur case noire e7 · Roi blanc sur case blanche d5 · Pion blanc sur case blanche d3 | Roi noir sur case noire e7 · Roi blanc sur case blanche d5 · Pion blanc sur case blanche d3 | Roi noir sur case noire e7 · Roi blanc sur case blanche d5 · Pion blanc sur case blanche d3 | Roi noir sur case noire e7 · Roi blanc sur case blanche d5 · Pion blanc sur case blanche d3 | Roi noir sur case noire e7 · Roi blanc sur case blanche d5 · Pion blanc sur case blanche d3 | Roi noir sur case noire e7 · Roi blanc sur case blanche d5 · Pion blanc sur case blanche d3 | 5 |
| 4 | Roi noir sur case noire e7 · Roi blanc sur case blanche d5 · Pion blanc sur case blanche d3 | Roi noir sur case noire e7 · Roi blanc sur case blanche d5 · Pion blanc sur case blanche d3 | Roi noir sur case noire e7 · Roi blanc sur case blanche d5 · Pion blanc sur case blanche d3 | Roi noir sur case noire e7 · Roi blanc sur case blanche d5 · Pion blanc sur case blanche d3 | Roi noir sur case noire e7 · Roi blanc sur case blanche d5 · Pion blanc sur case blanche d3 | Roi noir sur case noire e7 · Roi blanc sur case blanche d5 · Pion blanc sur case blanche d3 | Roi noir sur case noire e7 · Roi blanc sur case blanche d5 · Pion blanc sur case blanche d3 | Roi noir sur case noire e7 · Roi blanc sur case blanche d5 · Pion blanc sur case blanche d3 | 4 |
| 3 | Roi noir sur case noire e7 · Roi blanc sur case blanche d5 · Pion blanc sur case blanche d3 | Roi noir sur case noire e7 · Roi blanc sur case blanche d5 · Pion blanc sur case blanche d3 | Roi noir sur case noire e7 · Roi blanc sur case blanche d5 · Pion blanc sur case blanche d3 | Roi noir sur case noire e7 · Roi blanc sur case blanche d5 · Pion blanc sur case blanche d3 | Roi noir sur case noire e7 · Roi blanc sur case blanche d5 · Pion blanc sur case blanche d3 | Roi noir sur case noire e7 · Roi blanc sur case blanche d5 · Pion blanc sur case blanche d3 | Roi noir sur case noire e7 · Roi blanc sur case blanche d5 · Pion blanc sur case blanche d3 | Roi noir sur case noire e7 · Roi blanc sur case blanche d5 · Pion blanc sur case blanche d3 | 3 |
| 2 | Roi noir sur case noire e7 · Roi blanc sur case blanche d5 · Pion blanc sur case blanche d3 | Roi noir sur case noire e7 · Roi blanc sur case blanche d5 · Pion blanc sur case blanche d3 | Roi noir sur case noire e7 · Roi blanc sur case blanche d5 · Pion blanc sur case blanche d3 | Roi noir sur case noire e7 · Roi blanc sur case blanche d5 · Pion blanc sur case blanche d3 | Roi noir sur case noire e7 · Roi blanc sur case blanche d5 · Pion blanc sur case blanche d3 | Roi noir sur case noire e7 · Roi blanc sur case blanche d5 · Pion blanc sur case blanche d3 | Roi noir sur case noire e7 · Roi blanc sur case blanche d5 · Pion blanc sur case blanche d3 | Roi noir sur case noire e7 · Roi blanc sur case blanche d5 · Pion blanc sur case blanche d3 | 2 |
| 1 | Roi noir sur case noire e7 · Roi blanc sur case blanche d5 · Pion blanc sur case blanche d3 | Roi noir sur case noire e7 · Roi blanc sur case blanche d5 · Pion blanc sur case blanche d3 | Roi noir sur case noire e7 · Roi blanc sur case blanche d5 · Pion blanc sur case blanche d3 | Roi noir sur case noire e7 · Roi blanc sur case blanche d5 · Pion blanc sur case blanche d3 | Roi noir sur case noire e7 · Roi blanc sur case blanche d5 · Pion blanc sur case blanche d3 | Roi noir sur case noire e7 · Roi blanc sur case blanche d5 · Pion blanc sur case blanche d3 | Roi noir sur case noire e7 · Roi blanc sur case blanche d5 · Pion blanc sur case blanche d3 | Roi noir sur case noire e7 · Roi blanc sur case blanche d5 · Pion blanc sur case blanche d3 | 1 |
|   | a                                                                                           | b                                                                                           | c                                                                                           | d                                                                                           | e                                                                                           | f                                                                                           | g                                                                                           | h                                                                                           |   |

|   | a                                                                                           | b                                                                                           | c                                                                                           | d                                                                                           | e                                                                                           | f                                                                                           | g                                                                                           | h                                                                                           |   |
| 8 | Roi noir sur case blanche d7 · Pion blanc sur case noire d6 · Roi blanc sur case blanche d5 | Roi noir sur case blanche d7 · Pion blanc sur case noire d6 · Roi blanc sur case blanche d5 | Roi noir sur case blanche d7 · Pion blanc sur case noire d6 · Roi blanc sur case blanche d5 | Roi noir sur case blanche d7 · Pion blanc sur case noire d6 · Roi blanc sur case blanche d5 | Roi noir sur case blanche d7 · Pion blanc sur case noire d6 · Roi blanc sur case blanche d5 | Roi noir sur case blanche d7 · Pion blanc sur case noire d6 · Roi blanc sur case blanche d5 | Roi noir sur case blanche d7 · Pion blanc sur case noire d6 · Roi blanc sur case blanche d5 | Roi noir sur case blanche d7 · Pion blanc sur case noire d6 · Roi blanc sur case blanche d5 | 8 |
| 7 | Roi noir sur case blanche d7 · Pion blanc sur case noire d6 · Roi blanc sur case blanche d5 | Roi noir sur case blanche d7 · Pion blanc sur case noire d6 · Roi blanc sur case blanche d5 | Roi noir sur case blanche d7 · Pion blanc sur case noire d6 · Roi blanc sur case blanche d5 | Roi noir sur case blanche d7 · Pion blanc sur case noire d6 · Roi blanc sur case blanche d5 | Roi noir sur case blanche d7 · Pion blanc sur case noire d6 · Roi blanc sur case blanche d5 | Roi noir sur case blanche d7 · Pion blanc sur case noire d6 · Roi blanc sur case blanche d5 | Roi noir sur case blanche d7 · Pion blanc sur case noire d6 · Roi blanc sur case blanche d5 | Roi noir sur case blanche d7 · Pion blanc sur case noire d6 · Roi blanc sur case blanche d5 | 7 |
| 6 | Roi noir sur case blanche d7 · Pion blanc sur case noire d6 · Roi blanc sur case blanche d5 | Roi noir sur case blanche d7 · Pion blanc sur case noire d6 · Roi blanc sur case blanche d5 | Roi noir sur case blanche d7 · Pion blanc sur case noire d6 · Roi blanc sur case blanche d5 | Roi noir sur case blanche d7 · Pion blanc sur case noire d6 · Roi blanc sur case blanche d5 | Roi noir sur case blanche d7 · Pion blanc sur case noire d6 · Roi blanc sur case blanche d5 | Roi noir sur case blanche d7 · Pion blanc sur case noire d6 · Roi blanc sur case blanche d5 | Roi noir sur case blanche d7 · Pion blanc sur case noire d6 · Roi blanc sur case blanche d5 | Roi noir sur case blanche d7 · Pion blanc sur case noire d6 · Roi blanc sur case blanche d5 | 6 |
| 5 | Roi noir sur case blanche d7 · Pion blanc sur case noire d6 · Roi blanc sur case blanche d5 | Roi noir sur case blanche d7 · Pion blanc sur case noire d6 · Roi blanc sur case blanche d5 | Roi noir sur case blanche d7 · Pion blanc sur case noire d6 · Roi blanc sur case blanche d5 | Roi noir sur case blanche d7 · Pion blanc sur case noire d6 · Roi blanc sur case blanche d5 | Roi noir sur case blanche d7 · Pion blanc sur case noire d6 · Roi blanc sur case blanche d5 | Roi noir sur case blanche d7 · Pion blanc sur case noire d6 · Roi blanc sur case blanche d5 | Roi noir sur case blanche d7 · Pion blanc sur case noire d6 · Roi blanc sur case blanche d5 | Roi noir sur case blanche d7 · Pion blanc sur case noire d6 · Roi blanc sur case blanche d5 | 5 |
| 4 | Roi noir sur case blanche d7 · Pion blanc sur case noire d6 · Roi blanc sur case blanche d5 | Roi noir sur case blanche d7 · Pion blanc sur case noire d6 · Roi blanc sur case blanche d5 | Roi noir sur case blanche d7 · Pion blanc sur case noire d6 · Roi blanc sur case blanche d5 | Roi noir sur case blanche d7 · Pion blanc sur case noire d6 · Roi blanc sur case blanche d5 | Roi noir sur case blanche d7 · Pion blanc sur case noire d6 · Roi blanc sur case blanche d5 | Roi noir sur case blanche d7 · Pion blanc sur case noire d6 · Roi blanc sur case blanche d5 | Roi noir sur case blanche d7 · Pion blanc sur case noire d6 · Roi blanc sur case blanche d5 | Roi noir sur case blanche d7 · Pion blanc sur case noire d6 · Roi blanc sur case blanche d5 | 4 |
| 3 | Roi noir sur case blanche d7 · Pion blanc sur case noire d6 · Roi blanc sur case blanche d5 | Roi noir sur case blanche d7 · Pion blanc sur case noire d6 · Roi blanc sur case blanche d5 | Roi noir sur case blanche d7 · Pion blanc sur case noire d6 · Roi blanc sur case blanche d5 | Roi noir sur case blanche d7 · Pion blanc sur case noire d6 · Roi blanc sur case blanche d5 | Roi noir sur case blanche d7 · Pion blanc sur case noire d6 · Roi blanc sur case blanche d5 | Roi noir sur case blanche d7 · Pion blanc sur case noire d6 · Roi blanc sur case blanche d5 | Roi noir sur case blanche d7 · Pion blanc sur case noire d6 · Roi blanc sur case blanche d5 | Roi noir sur case blanche d7 · Pion blanc sur case noire d6 · Roi blanc sur case blanche d5 | 3 |
| 2 | Roi noir sur case blanche d7 · Pion blanc sur case noire d6 · Roi blanc sur case blanche d5 | Roi noir sur case blanche d7 · Pion blanc sur case noire d6 · Roi blanc sur case blanche d5 | Roi noir sur case blanche d7 · Pion blanc sur case noire d6 · Roi blanc sur case blanche d5 | Roi noir sur case blanche d7 · Pion blanc sur case noire d6 · Roi blanc sur case blanche d5 | Roi noir sur case blanche d7 · Pion blanc sur case noire d6 · Roi blanc sur case blanche d5 | Roi noir sur case blanche d7 · Pion blanc sur case noire d6 · Roi blanc sur case blanche d5 | Roi noir sur case blanche d7 · Pion blanc sur case noire d6 · Roi blanc sur case blanche d5 | Roi noir sur case blanche d7 · Pion blanc sur case noire d6 · Roi blanc sur case blanche d5 | 2 |
| 1 | Roi noir sur case blanche d7 · Pion blanc sur case noire d6 · Roi blanc sur case blanche d5 | Roi noir sur case blanche d7 · Pion blanc sur case noire d6 · Roi blanc sur case blanche d5 | Roi noir sur case blanche d7 · Pion blanc sur case noire d6 · Roi blanc sur case blanche d5 | Roi noir sur case blanche d7 · Pion blanc sur case noire d6 · Roi blanc sur case blanche d5 | Roi noir sur case blanche d7 · Pion blanc sur case noire d6 · Roi blanc sur case blanche d5 | Roi noir sur case blanche d7 · Pion blanc sur case noire d6 · Roi blanc sur case blanche d5 | Roi noir sur case blanche d7 · Pion blanc sur case noire d6 · Roi blanc sur case blanche d5 | Roi noir sur case blanche d7 · Pion blanc sur case noire d6 · Roi blanc sur case blanche d5 | 1 |
|   | a                                                                                           | b                                                                                           | c                                                                                           | d                                                                                           | e                                                                                           | f                                                                                           | g                                                                                           | h                                                                                           |   |

À gauche : 1. d4?? 

(1. Rd5 Rd8 2. Rd6 Rc8 3. d4 Rd8 5. d5 Re8 5. Rc7 et les Blancs gagnent)

1...Re7 2. d5 Rd7 3. d6 Rd8 4. Re6 Re8 5. d7+ Rd8 Nulle.
|   | a                                                                                           | b                                                                                           | c                                                                                           | d                                                                                           | e                                                                                           | f                                                                                           | g                                                                                           | h                                                                                           |   |
| 8 | Roi noir sur case blanche d7 · Roi blanc sur case blanche d5 · Pion blanc sur case noire d4 | Roi noir sur case blanche d7 · Roi blanc sur case blanche d5 · Pion blanc sur case noire d4 | Roi noir sur case blanche d7 · Roi blanc sur case blanche d5 · Pion blanc sur case noire d4 | Roi noir sur case blanche d7 · Roi blanc sur case blanche d5 · Pion blanc sur case noire d4 | Roi noir sur case blanche d7 · Roi blanc sur case blanche d5 · Pion blanc sur case noire d4 | Roi noir sur case blanche d7 · Roi blanc sur case blanche d5 · Pion blanc sur case noire d4 | Roi noir sur case blanche d7 · Roi blanc sur case blanche d5 · Pion blanc sur case noire d4 | Roi noir sur case blanche d7 · Roi blanc sur case blanche d5 · Pion blanc sur case noire d4 | 8 |
| 7 | Roi noir sur case blanche d7 · Roi blanc sur case blanche d5 · Pion blanc sur case noire d4 | Roi noir sur case blanche d7 · Roi blanc sur case blanche d5 · Pion blanc sur case noire d4 | Roi noir sur case blanche d7 · Roi blanc sur case blanche d5 · Pion blanc sur case noire d4 | Roi noir sur case blanche d7 · Roi blanc sur case blanche d5 · Pion blanc sur case noire d4 | Roi noir sur case blanche d7 · Roi blanc sur case blanche d5 · Pion blanc sur case noire d4 | Roi noir sur case blanche d7 · Roi blanc sur case blanche d5 · Pion blanc sur case noire d4 | Roi noir sur case blanche d7 · Roi blanc sur case blanche d5 · Pion blanc sur case noire d4 | Roi noir sur case blanche d7 · Roi blanc sur case blanche d5 · Pion blanc sur case noire d4 | 7 |
| 6 | Roi noir sur case blanche d7 · Roi blanc sur case blanche d5 · Pion blanc sur case noire d4 | Roi noir sur case blanche d7 · Roi blanc sur case blanche d5 · Pion blanc sur case noire d4 | Roi noir sur case blanche d7 · Roi blanc sur case blanche d5 · Pion blanc sur case noire d4 | Roi noir sur case blanche d7 · Roi blanc sur case blanche d5 · Pion blanc sur case noire d4 | Roi noir sur case blanche d7 · Roi blanc sur case blanche d5 · Pion blanc sur case noire d4 | Roi noir sur case blanche d7 · Roi blanc sur case blanche d5 · Pion blanc sur case noire d4 | Roi noir sur case blanche d7 · Roi blanc sur case blanche d5 · Pion blanc sur case noire d4 | Roi noir sur case blanche d7 · Roi blanc sur case blanche d5 · Pion blanc sur case noire d4 | 6 |
| 5 | Roi noir sur case blanche d7 · Roi blanc sur case blanche d5 · Pion blanc sur case noire d4 | Roi noir sur case blanche d7 · Roi blanc sur case blanche d5 · Pion blanc sur case noire d4 | Roi noir sur case blanche d7 · Roi blanc sur case blanche d5 · Pion blanc sur case noire d4 | Roi noir sur case blanche d7 · Roi blanc sur case blanche d5 · Pion blanc sur case noire d4 | Roi noir sur case blanche d7 · Roi blanc sur case blanche d5 · Pion blanc sur case noire d4 | Roi noir sur case blanche d7 · Roi blanc sur case blanche d5 · Pion blanc sur case noire d4 | Roi noir sur case blanche d7 · Roi blanc sur case blanche d5 · Pion blanc sur case noire d4 | Roi noir sur case blanche d7 · Roi blanc sur case blanche d5 · Pion blanc sur case noire d4 | 5 |
| 4 | Roi noir sur case blanche d7 · Roi blanc sur case blanche d5 · Pion blanc sur case noire d4 | Roi noir sur case blanche d7 · Roi blanc sur case blanche d5 · Pion blanc sur case noire d4 | Roi noir sur case blanche d7 · Roi blanc sur case blanche d5 · Pion blanc sur case noire d4 | Roi noir sur case blanche d7 · Roi blanc sur case blanche d5 · Pion blanc sur case noire d4 | Roi noir sur case blanche d7 · Roi blanc sur case blanche d5 · Pion blanc sur case noire d4 | Roi noir sur case blanche d7 · Roi blanc sur case blanche d5 · Pion blanc sur case noire d4 | Roi noir sur case blanche d7 · Roi blanc sur case blanche d5 · Pion blanc sur case noire d4 | Roi noir sur case blanche d7 · Roi blanc sur case blanche d5 · Pion blanc sur case noire d4 | 4 |
| 3 | Roi noir sur case blanche d7 · Roi blanc sur case blanche d5 · Pion blanc sur case noire d4 | Roi noir sur case blanche d7 · Roi blanc sur case blanche d5 · Pion blanc sur case noire d4 | Roi noir sur case blanche d7 · Roi blanc sur case blanche d5 · Pion blanc sur case noire d4 | Roi noir sur case blanche d7 · Roi blanc sur case blanche d5 · Pion blanc sur case noire d4 | Roi noir sur case blanche d7 · Roi blanc sur case blanche d5 · Pion blanc sur case noire d4 | Roi noir sur case blanche d7 · Roi blanc sur case blanche d5 · Pion blanc sur case noire d4 | Roi noir sur case blanche d7 · Roi blanc sur case blanche d5 · Pion blanc sur case noire d4 | Roi noir sur case blanche d7 · Roi blanc sur case blanche d5 · Pion blanc sur case noire d4 | 3 |
| 2 | Roi noir sur case blanche d7 · Roi blanc sur case blanche d5 · Pion blanc sur case noire d4 | Roi noir sur case blanche d7 · Roi blanc sur case blanche d5 · Pion blanc sur case noire d4 | Roi noir sur case blanche d7 · Roi blanc sur case blanche d5 · Pion blanc sur case noire d4 | Roi noir sur case blanche d7 · Roi blanc sur case blanche d5 · Pion blanc sur case noire d4 | Roi noir sur case blanche d7 · Roi blanc sur case blanche d5 · Pion blanc sur case noire d4 | Roi noir sur case blanche d7 · Roi blanc sur case blanche d5 · Pion blanc sur case noire d4 | Roi noir sur case blanche d7 · Roi blanc sur case blanche d5 · Pion blanc sur case noire d4 | Roi noir sur case blanche d7 · Roi blanc sur case blanche d5 · Pion blanc sur case noire d4 | 2 |
| 1 | Roi noir sur case blanche d7 · Roi blanc sur case blanche d5 · Pion blanc sur case noire d4 | Roi noir sur case blanche d7 · Roi blanc sur case blanche d5 · Pion blanc sur case noire d4 | Roi noir sur case blanche d7 · Roi blanc sur case blanche d5 · Pion blanc sur case noire d4 | Roi noir sur case blanche d7 · Roi blanc sur case blanche d5 · Pion blanc sur case noire d4 | Roi noir sur case blanche d7 · Roi blanc sur case blanche d5 · Pion blanc sur case noire d4 | Roi noir sur case blanche d7 · Roi blanc sur case blanche d5 · Pion blanc sur case noire d4 | Roi noir sur case blanche d7 · Roi blanc sur case blanche d5 · Pion blanc sur case noire d4 | Roi noir sur case blanche d7 · Roi blanc sur case blanche d5 · Pion blanc sur case noire d4 | 1 |
|   | a                                                                                           | b                                                                                           | c                                                                                           | d                                                                                           | e                                                                                           | f                                                                                           | g                                                                                           | h                                                                                           |   |

|   | a                                                                                         | b                                                                                         | c                                                                                         | d                                                                                         | e                                                                                         | f                                                                                         | g                                                                                         | h                                                                                         |   |
| 8 | Roi noir sur case noire g5 · Pion blanc sur case blanche e4 · Roi blanc sur case noire c3 | Roi noir sur case noire g5 · Pion blanc sur case blanche e4 · Roi blanc sur case noire c3 | Roi noir sur case noire g5 · Pion blanc sur case blanche e4 · Roi blanc sur case noire c3 | Roi noir sur case noire g5 · Pion blanc sur case blanche e4 · Roi blanc sur case noire c3 | Roi noir sur case noire g5 · Pion blanc sur case blanche e4 · Roi blanc sur case noire c3 | Roi noir sur case noire g5 · Pion blanc sur case blanche e4 · Roi blanc sur case noire c3 | Roi noir sur case noire g5 · Pion blanc sur case blanche e4 · Roi blanc sur case noire c3 | Roi noir sur case noire g5 · Pion blanc sur case blanche e4 · Roi blanc sur case noire c3 | 8 |
| 7 | Roi noir sur case noire g5 · Pion blanc sur case blanche e4 · Roi blanc sur case noire c3 | Roi noir sur case noire g5 · Pion blanc sur case blanche e4 · Roi blanc sur case noire c3 | Roi noir sur case noire g5 · Pion blanc sur case blanche e4 · Roi blanc sur case noire c3 | Roi noir sur case noire g5 · Pion blanc sur case blanche e4 · Roi blanc sur case noire c3 | Roi noir sur case noire g5 · Pion blanc sur case blanche e4 · Roi blanc sur case noire c3 | Roi noir sur case noire g5 · Pion blanc sur case blanche e4 · Roi blanc sur case noire c3 | Roi noir sur case noire g5 · Pion blanc sur case blanche e4 · Roi blanc sur case noire c3 | Roi noir sur case noire g5 · Pion blanc sur case blanche e4 · Roi blanc sur case noire c3 | 7 |
| 6 | Roi noir sur case noire g5 · Pion blanc sur case blanche e4 · Roi blanc sur case noire c3 | Roi noir sur case noire g5 · Pion blanc sur case blanche e4 · Roi blanc sur case noire c3 | Roi noir sur case noire g5 · Pion blanc sur case blanche e4 · Roi blanc sur case noire c3 | Roi noir sur case noire g5 · Pion blanc sur case blanche e4 · Roi blanc sur case noire c3 | Roi noir sur case noire g5 · Pion blanc sur case blanche e4 · Roi blanc sur case noire c3 | Roi noir sur case noire g5 · Pion blanc sur case blanche e4 · Roi blanc sur case noire c3 | Roi noir sur case noire g5 · Pion blanc sur case blanche e4 · Roi blanc sur case noire c3 | Roi noir sur case noire g5 · Pion blanc sur case blanche e4 · Roi blanc sur case noire c3 | 6 |
| 5 | Roi noir sur case noire g5 · Pion blanc sur case blanche e4 · Roi blanc sur case noire c3 | Roi noir sur case noire g5 · Pion blanc sur case blanche e4 · Roi blanc sur case noire c3 | Roi noir sur case noire g5 · Pion blanc sur case blanche e4 · Roi blanc sur case noire c3 | Roi noir sur case noire g5 · Pion blanc sur case blanche e4 · Roi blanc sur case noire c3 | Roi noir sur case noire g5 · Pion blanc sur case blanche e4 · Roi blanc sur case noire c3 | Roi noir sur case noire g5 · Pion blanc sur case blanche e4 · Roi blanc sur case noire c3 | Roi noir sur case noire g5 · Pion blanc sur case blanche e4 · Roi blanc sur case noire c3 | Roi noir sur case noire g5 · Pion blanc sur case blanche e4 · Roi blanc sur case noire c3 | 5 |
| 4 | Roi noir sur case noire g5 · Pion blanc sur case blanche e4 · Roi blanc sur case noire c3 | Roi noir sur case noire g5 · Pion blanc sur case blanche e4 · Roi blanc sur case noire c3 | Roi noir sur case noire g5 · Pion blanc sur case blanche e4 · Roi blanc sur case noire c3 | Roi noir sur case noire g5 · Pion blanc sur case blanche e4 · Roi blanc sur case noire c3 | Roi noir sur case noire g5 · Pion blanc sur case blanche e4 · Roi blanc sur case noire c3 | Roi noir sur case noire g5 · Pion blanc sur case blanche e4 · Roi blanc sur case noire c3 | Roi noir sur case noire g5 · Pion blanc sur case blanche e4 · Roi blanc sur case noire c3 | Roi noir sur case noire g5 · Pion blanc sur case blanche e4 · Roi blanc sur case noire c3 | 4 |
| 3 | Roi noir sur case noire g5 · Pion blanc sur case blanche e4 · Roi blanc sur case noire c3 | Roi noir sur case noire g5 · Pion blanc sur case blanche e4 · Roi blanc sur case noire c3 | Roi noir sur case noire g5 · Pion blanc sur case blanche e4 · Roi blanc sur case noire c3 | Roi noir sur case noire g5 · Pion blanc sur case blanche e4 · Roi blanc sur case noire c3 | Roi noir sur case noire g5 · Pion blanc sur case blanche e4 · Roi blanc sur case noire c3 | Roi noir sur case noire g5 · Pion blanc sur case blanche e4 · Roi blanc sur case noire c3 | Roi noir sur case noire g5 · Pion blanc sur case blanche e4 · Roi blanc sur case noire c3 | Roi noir sur case noire g5 · Pion blanc sur case blanche e4 · Roi blanc sur case noire c3 | 3 |
| 2 | Roi noir sur case noire g5 · Pion blanc sur case blanche e4 · Roi blanc sur case noire c3 | Roi noir sur case noire g5 · Pion blanc sur case blanche e4 · Roi blanc sur case noire c3 | Roi noir sur case noire g5 · Pion blanc sur case blanche e4 · Roi blanc sur case noire c3 | Roi noir sur case noire g5 · Pion blanc sur case blanche e4 · Roi blanc sur case noire c3 | Roi noir sur case noire g5 · Pion blanc sur case blanche e4 · Roi blanc sur case noire c3 | Roi noir sur case noire g5 · Pion blanc sur case blanche e4 · Roi blanc sur case noire c3 | Roi noir sur case noire g5 · Pion blanc sur case blanche e4 · Roi blanc sur case noire c3 | Roi noir sur case noire g5 · Pion blanc sur case blanche e4 · Roi blanc sur case noire c3 | 2 |
| 1 | Roi noir sur case noire g5 · Pion blanc sur case blanche e4 · Roi blanc sur case noire c3 | Roi noir sur case noire g5 · Pion blanc sur case blanche e4 · Roi blanc sur case noire c3 | Roi noir sur case noire g5 · Pion blanc sur case blanche e4 · Roi blanc sur case noire c3 | Roi noir sur case noire g5 · Pion blanc sur case blanche e4 · Roi blanc sur case noire c3 | Roi noir sur case noire g5 · Pion blanc sur case blanche e4 · Roi blanc sur case noire c3 | Roi noir sur case noire g5 · Pion blanc sur case blanche e4 · Roi blanc sur case noire c3 | Roi noir sur case noire g5 · Pion blanc sur case blanche e4 · Roi blanc sur case noire c3 | Roi noir sur case noire g5 · Pion blanc sur case blanche e4 · Roi blanc sur case noire c3 | 1 |
|   | a                                                                                         | b                                                                                         | c                                                                                         | d                                                                                         | e                                                                                         | f                                                                                         | g                                                                                         | h                                                                                         |   |

À gauche : le Roi blanc est obligé de perdre l'opposition : partie nulle.

À droite : les blancs gagnent par 1. Rd4 (ou 1. Rc4) et 2. Rd5 suivi de 3. Re5
|   | a                                                                                           | b                                                                                           | c                                                                                           | d                                                                                           | e                                                                                           | f                                                                                           | g                                                                                           | h                                                                                           |   |
| 8 | Roi noir sur case noire d8 · Pion blanc sur case blanche d5 · Roi blanc sur case blanche f5 | Roi noir sur case noire d8 · Pion blanc sur case blanche d5 · Roi blanc sur case blanche f5 | Roi noir sur case noire d8 · Pion blanc sur case blanche d5 · Roi blanc sur case blanche f5 | Roi noir sur case noire d8 · Pion blanc sur case blanche d5 · Roi blanc sur case blanche f5 | Roi noir sur case noire d8 · Pion blanc sur case blanche d5 · Roi blanc sur case blanche f5 | Roi noir sur case noire d8 · Pion blanc sur case blanche d5 · Roi blanc sur case blanche f5 | Roi noir sur case noire d8 · Pion blanc sur case blanche d5 · Roi blanc sur case blanche f5 | Roi noir sur case noire d8 · Pion blanc sur case blanche d5 · Roi blanc sur case blanche f5 | 8 |
| 7 | Roi noir sur case noire d8 · Pion blanc sur case blanche d5 · Roi blanc sur case blanche f5 | Roi noir sur case noire d8 · Pion blanc sur case blanche d5 · Roi blanc sur case blanche f5 | Roi noir sur case noire d8 · Pion blanc sur case blanche d5 · Roi blanc sur case blanche f5 | Roi noir sur case noire d8 · Pion blanc sur case blanche d5 · Roi blanc sur case blanche f5 | Roi noir sur case noire d8 · Pion blanc sur case blanche d5 · Roi blanc sur case blanche f5 | Roi noir sur case noire d8 · Pion blanc sur case blanche d5 · Roi blanc sur case blanche f5 | Roi noir sur case noire d8 · Pion blanc sur case blanche d5 · Roi blanc sur case blanche f5 | Roi noir sur case noire d8 · Pion blanc sur case blanche d5 · Roi blanc sur case blanche f5 | 7 |
| 6 | Roi noir sur case noire d8 · Pion blanc sur case blanche d5 · Roi blanc sur case blanche f5 | Roi noir sur case noire d8 · Pion blanc sur case blanche d5 · Roi blanc sur case blanche f5 | Roi noir sur case noire d8 · Pion blanc sur case blanche d5 · Roi blanc sur case blanche f5 | Roi noir sur case noire d8 · Pion blanc sur case blanche d5 · Roi blanc sur case blanche f5 | Roi noir sur case noire d8 · Pion blanc sur case blanche d5 · Roi blanc sur case blanche f5 | Roi noir sur case noire d8 · Pion blanc sur case blanche d5 · Roi blanc sur case blanche f5 | Roi noir sur case noire d8 · Pion blanc sur case blanche d5 · Roi blanc sur case blanche f5 | Roi noir sur case noire d8 · Pion blanc sur case blanche d5 · Roi blanc sur case blanche f5 | 6 |
| 5 | Roi noir sur case noire d8 · Pion blanc sur case blanche d5 · Roi blanc sur case blanche f5 | Roi noir sur case noire d8 · Pion blanc sur case blanche d5 · Roi blanc sur case blanche f5 | Roi noir sur case noire d8 · Pion blanc sur case blanche d5 · Roi blanc sur case blanche f5 | Roi noir sur case noire d8 · Pion blanc sur case blanche d5 · Roi blanc sur case blanche f5 | Roi noir sur case noire d8 · Pion blanc sur case blanche d5 · Roi blanc sur case blanche f5 | Roi noir sur case noire d8 · Pion blanc sur case blanche d5 · Roi blanc sur case blanche f5 | Roi noir sur case noire d8 · Pion blanc sur case blanche d5 · Roi blanc sur case blanche f5 | Roi noir sur case noire d8 · Pion blanc sur case blanche d5 · Roi blanc sur case blanche f5 | 5 |
| 4 | Roi noir sur case noire d8 · Pion blanc sur case blanche d5 · Roi blanc sur case blanche f5 | Roi noir sur case noire d8 · Pion blanc sur case blanche d5 · Roi blanc sur case blanche f5 | Roi noir sur case noire d8 · Pion blanc sur case blanche d5 · Roi blanc sur case blanche f5 | Roi noir sur case noire d8 · Pion blanc sur case blanche d5 · Roi blanc sur case blanche f5 | Roi noir sur case noire d8 · Pion blanc sur case blanche d5 · Roi blanc sur case blanche f5 | Roi noir sur case noire d8 · Pion blanc sur case blanche d5 · Roi blanc sur case blanche f5 | Roi noir sur case noire d8 · Pion blanc sur case blanche d5 · Roi blanc sur case blanche f5 | Roi noir sur case noire d8 · Pion blanc sur case blanche d5 · Roi blanc sur case blanche f5 | 4 |
| 3 | Roi noir sur case noire d8 · Pion blanc sur case blanche d5 · Roi blanc sur case blanche f5 | Roi noir sur case noire d8 · Pion blanc sur case blanche d5 · Roi blanc sur case blanche f5 | Roi noir sur case noire d8 · Pion blanc sur case blanche d5 · Roi blanc sur case blanche f5 | Roi noir sur case noire d8 · Pion blanc sur case blanche d5 · Roi blanc sur case blanche f5 | Roi noir sur case noire d8 · Pion blanc sur case blanche d5 · Roi blanc sur case blanche f5 | Roi noir sur case noire d8 · Pion blanc sur case blanche d5 · Roi blanc sur case blanche f5 | Roi noir sur case noire d8 · Pion blanc sur case blanche d5 · Roi blanc sur case blanche f5 | Roi noir sur case noire d8 · Pion blanc sur case blanche d5 · Roi blanc sur case blanche f5 | 3 |
| 2 | Roi noir sur case noire d8 · Pion blanc sur case blanche d5 · Roi blanc sur case blanche f5 | Roi noir sur case noire d8 · Pion blanc sur case blanche d5 · Roi blanc sur case blanche f5 | Roi noir sur case noire d8 · Pion blanc sur case blanche d5 · Roi blanc sur case blanche f5 | Roi noir sur case noire d8 · Pion blanc sur case blanche d5 · Roi blanc sur case blanche f5 | Roi noir sur case noire d8 · Pion blanc sur case blanche d5 · Roi blanc sur case blanche f5 | Roi noir sur case noire d8 · Pion blanc sur case blanche d5 · Roi blanc sur case blanche f5 | Roi noir sur case noire d8 · Pion blanc sur case blanche d5 · Roi blanc sur case blanche f5 | Roi noir sur case noire d8 · Pion blanc sur case blanche d5 · Roi blanc sur case blanche f5 | 2 |
| 1 | Roi noir sur case noire d8 · Pion blanc sur case blanche d5 · Roi blanc sur case blanche f5 | Roi noir sur case noire d8 · Pion blanc sur case blanche d5 · Roi blanc sur case blanche f5 | Roi noir sur case noire d8 · Pion blanc sur case blanche d5 · Roi blanc sur case blanche f5 | Roi noir sur case noire d8 · Pion blanc sur case blanche d5 · Roi blanc sur case blanche f5 | Roi noir sur case noire d8 · Pion blanc sur case blanche d5 · Roi blanc sur case blanche f5 | Roi noir sur case noire d8 · Pion blanc sur case blanche d5 · Roi blanc sur case blanche f5 | Roi noir sur case noire d8 · Pion blanc sur case blanche d5 · Roi blanc sur case blanche f5 | Roi noir sur case noire d8 · Pion blanc sur case blanche d5 · Roi blanc sur case blanche f5 | 1 |
|   | a                                                                                           | b                                                                                           | c                                                                                           | d                                                                                           | e                                                                                           | f                                                                                           | g                                                                                           | h                                                                                           |   |

|   | a                                                                                           | b                                                                                           | c                                                                                           | d                                                                                           | e                                                                                           | f                                                                                           | g                                                                                           | h                                                                                           |   |
| 8 | Roi noir sur case blanche d7 · Pion blanc sur case noire f6 · Roi blanc sur case blanche d5 | Roi noir sur case blanche d7 · Pion blanc sur case noire f6 · Roi blanc sur case blanche d5 | Roi noir sur case blanche d7 · Pion blanc sur case noire f6 · Roi blanc sur case blanche d5 | Roi noir sur case blanche d7 · Pion blanc sur case noire f6 · Roi blanc sur case blanche d5 | Roi noir sur case blanche d7 · Pion blanc sur case noire f6 · Roi blanc sur case blanche d5 | Roi noir sur case blanche d7 · Pion blanc sur case noire f6 · Roi blanc sur case blanche d5 | Roi noir sur case blanche d7 · Pion blanc sur case noire f6 · Roi blanc sur case blanche d5 | Roi noir sur case blanche d7 · Pion blanc sur case noire f6 · Roi blanc sur case blanche d5 | 8 |
| 7 | Roi noir sur case blanche d7 · Pion blanc sur case noire f6 · Roi blanc sur case blanche d5 | Roi noir sur case blanche d7 · Pion blanc sur case noire f6 · Roi blanc sur case blanche d5 | Roi noir sur case blanche d7 · Pion blanc sur case noire f6 · Roi blanc sur case blanche d5 | Roi noir sur case blanche d7 · Pion blanc sur case noire f6 · Roi blanc sur case blanche d5 | Roi noir sur case blanche d7 · Pion blanc sur case noire f6 · Roi blanc sur case blanche d5 | Roi noir sur case blanche d7 · Pion blanc sur case noire f6 · Roi blanc sur case blanche d5 | Roi noir sur case blanche d7 · Pion blanc sur case noire f6 · Roi blanc sur case blanche d5 | Roi noir sur case blanche d7 · Pion blanc sur case noire f6 · Roi blanc sur case blanche d5 | 7 |
| 6 | Roi noir sur case blanche d7 · Pion blanc sur case noire f6 · Roi blanc sur case blanche d5 | Roi noir sur case blanche d7 · Pion blanc sur case noire f6 · Roi blanc sur case blanche d5 | Roi noir sur case blanche d7 · Pion blanc sur case noire f6 · Roi blanc sur case blanche d5 | Roi noir sur case blanche d7 · Pion blanc sur case noire f6 · Roi blanc sur case blanche d5 | Roi noir sur case blanche d7 · Pion blanc sur case noire f6 · Roi blanc sur case blanche d5 | Roi noir sur case blanche d7 · Pion blanc sur case noire f6 · Roi blanc sur case blanche d5 | Roi noir sur case blanche d7 · Pion blanc sur case noire f6 · Roi blanc sur case blanche d5 | Roi noir sur case blanche d7 · Pion blanc sur case noire f6 · Roi blanc sur case blanche d5 | 6 |
| 5 | Roi noir sur case blanche d7 · Pion blanc sur case noire f6 · Roi blanc sur case blanche d5 | Roi noir sur case blanche d7 · Pion blanc sur case noire f6 · Roi blanc sur case blanche d5 | Roi noir sur case blanche d7 · Pion blanc sur case noire f6 · Roi blanc sur case blanche d5 | Roi noir sur case blanche d7 · Pion blanc sur case noire f6 · Roi blanc sur case blanche d5 | Roi noir sur case blanche d7 · Pion blanc sur case noire f6 · Roi blanc sur case blanche d5 | Roi noir sur case blanche d7 · Pion blanc sur case noire f6 · Roi blanc sur case blanche d5 | Roi noir sur case blanche d7 · Pion blanc sur case noire f6 · Roi blanc sur case blanche d5 | Roi noir sur case blanche d7 · Pion blanc sur case noire f6 · Roi blanc sur case blanche d5 | 5 |
| 4 | Roi noir sur case blanche d7 · Pion blanc sur case noire f6 · Roi blanc sur case blanche d5 | Roi noir sur case blanche d7 · Pion blanc sur case noire f6 · Roi blanc sur case blanche d5 | Roi noir sur case blanche d7 · Pion blanc sur case noire f6 · Roi blanc sur case blanche d5 | Roi noir sur case blanche d7 · Pion blanc sur case noire f6 · Roi blanc sur case blanche d5 | Roi noir sur case blanche d7 · Pion blanc sur case noire f6 · Roi blanc sur case blanche d5 | Roi noir sur case blanche d7 · Pion blanc sur case noire f6 · Roi blanc sur case blanche d5 | Roi noir sur case blanche d7 · Pion blanc sur case noire f6 · Roi blanc sur case blanche d5 | Roi noir sur case blanche d7 · Pion blanc sur case noire f6 · Roi blanc sur case blanche d5 | 4 |
| 3 | Roi noir sur case blanche d7 · Pion blanc sur case noire f6 · Roi blanc sur case blanche d5 | Roi noir sur case blanche d7 · Pion blanc sur case noire f6 · Roi blanc sur case blanche d5 | Roi noir sur case blanche d7 · Pion blanc sur case noire f6 · Roi blanc sur case blanche d5 | Roi noir sur case blanche d7 · Pion blanc sur case noire f6 · Roi blanc sur case blanche d5 | Roi noir sur case blanche d7 · Pion blanc sur case noire f6 · Roi blanc sur case blanche d5 | Roi noir sur case blanche d7 · Pion blanc sur case noire f6 · Roi blanc sur case blanche d5 | Roi noir sur case blanche d7 · Pion blanc sur case noire f6 · Roi blanc sur case blanche d5 | Roi noir sur case blanche d7 · Pion blanc sur case noire f6 · Roi blanc sur case blanche d5 | 3 |
| 2 | Roi noir sur case blanche d7 · Pion blanc sur case noire f6 · Roi blanc sur case blanche d5 | Roi noir sur case blanche d7 · Pion blanc sur case noire f6 · Roi blanc sur case blanche d5 | Roi noir sur case blanche d7 · Pion blanc sur case noire f6 · Roi blanc sur case blanche d5 | Roi noir sur case blanche d7 · Pion blanc sur case noire f6 · Roi blanc sur case blanche d5 | Roi noir sur case blanche d7 · Pion blanc sur case noire f6 · Roi blanc sur case blanche d5 | Roi noir sur case blanche d7 · Pion blanc sur case noire f6 · Roi blanc sur case blanche d5 | Roi noir sur case blanche d7 · Pion blanc sur case noire f6 · Roi blanc sur case blanche d5 | Roi noir sur case blanche d7 · Pion blanc sur case noire f6 · Roi blanc sur case blanche d5 | 2 |
| 1 | Roi noir sur case blanche d7 · Pion blanc sur case noire f6 · Roi blanc sur case blanche d5 | Roi noir sur case blanche d7 · Pion blanc sur case noire f6 · Roi blanc sur case blanche d5 | Roi noir sur case blanche d7 · Pion blanc sur case noire f6 · Roi blanc sur case blanche d5 | Roi noir sur case blanche d7 · Pion blanc sur case noire f6 · Roi blanc sur case blanche d5 | Roi noir sur case blanche d7 · Pion blanc sur case noire f6 · Roi blanc sur case blanche d5 | Roi noir sur case blanche d7 · Pion blanc sur case noire f6 · Roi blanc sur case blanche d5 | Roi noir sur case blanche d7 · Pion blanc sur case noire f6 · Roi blanc sur case blanche d5 | Roi noir sur case blanche d7 · Pion blanc sur case noire f6 · Roi blanc sur case blanche d5 | 1 |
|   | a                                                                                           | b                                                                                           | c                                                                                           | d                                                                                           | e                                                                                           | f                                                                                           | g                                                                                           | h                                                                                           |   |

À droite : les blancs gagnent par 1. Re5 Rd8 2. Rd6
|   | a                                                                                         | b                                                                                         | c                                                                                         | d                                                                                         | e                                                                                         | f                                                                                         | g                                                                                         | h                                                                                         |   |
| 8 | Roi noir sur case noire f8 · Pion blanc sur case noire c3 · Roi blanc sur case blanche d1 | Roi noir sur case noire f8 · Pion blanc sur case noire c3 · Roi blanc sur case blanche d1 | Roi noir sur case noire f8 · Pion blanc sur case noire c3 · Roi blanc sur case blanche d1 | Roi noir sur case noire f8 · Pion blanc sur case noire c3 · Roi blanc sur case blanche d1 | Roi noir sur case noire f8 · Pion blanc sur case noire c3 · Roi blanc sur case blanche d1 | Roi noir sur case noire f8 · Pion blanc sur case noire c3 · Roi blanc sur case blanche d1 | Roi noir sur case noire f8 · Pion blanc sur case noire c3 · Roi blanc sur case blanche d1 | Roi noir sur case noire f8 · Pion blanc sur case noire c3 · Roi blanc sur case blanche d1 | 8 |
| 7 | Roi noir sur case noire f8 · Pion blanc sur case noire c3 · Roi blanc sur case blanche d1 | Roi noir sur case noire f8 · Pion blanc sur case noire c3 · Roi blanc sur case blanche d1 | Roi noir sur case noire f8 · Pion blanc sur case noire c3 · Roi blanc sur case blanche d1 | Roi noir sur case noire f8 · Pion blanc sur case noire c3 · Roi blanc sur case blanche d1 | Roi noir sur case noire f8 · Pion blanc sur case noire c3 · Roi blanc sur case blanche d1 | Roi noir sur case noire f8 · Pion blanc sur case noire c3 · Roi blanc sur case blanche d1 | Roi noir sur case noire f8 · Pion blanc sur case noire c3 · Roi blanc sur case blanche d1 | Roi noir sur case noire f8 · Pion blanc sur case noire c3 · Roi blanc sur case blanche d1 | 7 |
| 6 | Roi noir sur case noire f8 · Pion blanc sur case noire c3 · Roi blanc sur case blanche d1 | Roi noir sur case noire f8 · Pion blanc sur case noire c3 · Roi blanc sur case blanche d1 | Roi noir sur case noire f8 · Pion blanc sur case noire c3 · Roi blanc sur case blanche d1 | Roi noir sur case noire f8 · Pion blanc sur case noire c3 · Roi blanc sur case blanche d1 | Roi noir sur case noire f8 · Pion blanc sur case noire c3 · Roi blanc sur case blanche d1 | Roi noir sur case noire f8 · Pion blanc sur case noire c3 · Roi blanc sur case blanche d1 | Roi noir sur case noire f8 · Pion blanc sur case noire c3 · Roi blanc sur case blanche d1 | Roi noir sur case noire f8 · Pion blanc sur case noire c3 · Roi blanc sur case blanche d1 | 6 |
| 5 | Roi noir sur case noire f8 · Pion blanc sur case noire c3 · Roi blanc sur case blanche d1 | Roi noir sur case noire f8 · Pion blanc sur case noire c3 · Roi blanc sur case blanche d1 | Roi noir sur case noire f8 · Pion blanc sur case noire c3 · Roi blanc sur case blanche d1 | Roi noir sur case noire f8 · Pion blanc sur case noire c3 · Roi blanc sur case blanche d1 | Roi noir sur case noire f8 · Pion blanc sur case noire c3 · Roi blanc sur case blanche d1 | Roi noir sur case noire f8 · Pion blanc sur case noire c3 · Roi blanc sur case blanche d1 | Roi noir sur case noire f8 · Pion blanc sur case noire c3 · Roi blanc sur case blanche d1 | Roi noir sur case noire f8 · Pion blanc sur case noire c3 · Roi blanc sur case blanche d1 | 5 |
| 4 | Roi noir sur case noire f8 · Pion blanc sur case noire c3 · Roi blanc sur case blanche d1 | Roi noir sur case noire f8 · Pion blanc sur case noire c3 · Roi blanc sur case blanche d1 | Roi noir sur case noire f8 · Pion blanc sur case noire c3 · Roi blanc sur case blanche d1 | Roi noir sur case noire f8 · Pion blanc sur case noire c3 · Roi blanc sur case blanche d1 | Roi noir sur case noire f8 · Pion blanc sur case noire c3 · Roi blanc sur case blanche d1 | Roi noir sur case noire f8 · Pion blanc sur case noire c3 · Roi blanc sur case blanche d1 | Roi noir sur case noire f8 · Pion blanc sur case noire c3 · Roi blanc sur case blanche d1 | Roi noir sur case noire f8 · Pion blanc sur case noire c3 · Roi blanc sur case blanche d1 | 4 |
| 3 | Roi noir sur case noire f8 · Pion blanc sur case noire c3 · Roi blanc sur case blanche d1 | Roi noir sur case noire f8 · Pion blanc sur case noire c3 · Roi blanc sur case blanche d1 | Roi noir sur case noire f8 · Pion blanc sur case noire c3 · Roi blanc sur case blanche d1 | Roi noir sur case noire f8 · Pion blanc sur case noire c3 · Roi blanc sur case blanche d1 | Roi noir sur case noire f8 · Pion blanc sur case noire c3 · Roi blanc sur case blanche d1 | Roi noir sur case noire f8 · Pion blanc sur case noire c3 · Roi blanc sur case blanche d1 | Roi noir sur case noire f8 · Pion blanc sur case noire c3 · Roi blanc sur case blanche d1 | Roi noir sur case noire f8 · Pion blanc sur case noire c3 · Roi blanc sur case blanche d1 | 3 |
| 2 | Roi noir sur case noire f8 · Pion blanc sur case noire c3 · Roi blanc sur case blanche d1 | Roi noir sur case noire f8 · Pion blanc sur case noire c3 · Roi blanc sur case blanche d1 | Roi noir sur case noire f8 · Pion blanc sur case noire c3 · Roi blanc sur case blanche d1 | Roi noir sur case noire f8 · Pion blanc sur case noire c3 · Roi blanc sur case blanche d1 | Roi noir sur case noire f8 · Pion blanc sur case noire c3 · Roi blanc sur case blanche d1 | Roi noir sur case noire f8 · Pion blanc sur case noire c3 · Roi blanc sur case blanche d1 | Roi noir sur case noire f8 · Pion blanc sur case noire c3 · Roi blanc sur case blanche d1 | Roi noir sur case noire f8 · Pion blanc sur case noire c3 · Roi blanc sur case blanche d1 | 2 |
| 1 | Roi noir sur case noire f8 · Pion blanc sur case noire c3 · Roi blanc sur case blanche d1 | Roi noir sur case noire f8 · Pion blanc sur case noire c3 · Roi blanc sur case blanche d1 | Roi noir sur case noire f8 · Pion blanc sur case noire c3 · Roi blanc sur case blanche d1 | Roi noir sur case noire f8 · Pion blanc sur case noire c3 · Roi blanc sur case blanche d1 | Roi noir sur case noire f8 · Pion blanc sur case noire c3 · Roi blanc sur case blanche d1 | Roi noir sur case noire f8 · Pion blanc sur case noire c3 · Roi blanc sur case blanche d1 | Roi noir sur case noire f8 · Pion blanc sur case noire c3 · Roi blanc sur case blanche d1 | Roi noir sur case noire f8 · Pion blanc sur case noire c3 · Roi blanc sur case blanche d1 | 1 |
|   | a                                                                                         | b                                                                                         | c                                                                                         | d                                                                                         | e                                                                                         | f                                                                                         | g                                                                                         | h                                                                                         |   |

|   | a                                                                                       | b                                                                                       | c                                                                                       | d                                                                                       | e                                                                                       | f                                                                                       | g                                                                                       | h                                                                                       |   |
| 8 | Pion blanc sur case noire d4 · Roi noir sur case noire f4 · Roi blanc sur case noire d2 | Pion blanc sur case noire d4 · Roi noir sur case noire f4 · Roi blanc sur case noire d2 | Pion blanc sur case noire d4 · Roi noir sur case noire f4 · Roi blanc sur case noire d2 | Pion blanc sur case noire d4 · Roi noir sur case noire f4 · Roi blanc sur case noire d2 | Pion blanc sur case noire d4 · Roi noir sur case noire f4 · Roi blanc sur case noire d2 | Pion blanc sur case noire d4 · Roi noir sur case noire f4 · Roi blanc sur case noire d2 | Pion blanc sur case noire d4 · Roi noir sur case noire f4 · Roi blanc sur case noire d2 | Pion blanc sur case noire d4 · Roi noir sur case noire f4 · Roi blanc sur case noire d2 | 8 |
| 7 | Pion blanc sur case noire d4 · Roi noir sur case noire f4 · Roi blanc sur case noire d2 | Pion blanc sur case noire d4 · Roi noir sur case noire f4 · Roi blanc sur case noire d2 | Pion blanc sur case noire d4 · Roi noir sur case noire f4 · Roi blanc sur case noire d2 | Pion blanc sur case noire d4 · Roi noir sur case noire f4 · Roi blanc sur case noire d2 | Pion blanc sur case noire d4 · Roi noir sur case noire f4 · Roi blanc sur case noire d2 | Pion blanc sur case noire d4 · Roi noir sur case noire f4 · Roi blanc sur case noire d2 | Pion blanc sur case noire d4 · Roi noir sur case noire f4 · Roi blanc sur case noire d2 | Pion blanc sur case noire d4 · Roi noir sur case noire f4 · Roi blanc sur case noire d2 | 7 |
| 6 | Pion blanc sur case noire d4 · Roi noir sur case noire f4 · Roi blanc sur case noire d2 | Pion blanc sur case noire d4 · Roi noir sur case noire f4 · Roi blanc sur case noire d2 | Pion blanc sur case noire d4 · Roi noir sur case noire f4 · Roi blanc sur case noire d2 | Pion blanc sur case noire d4 · Roi noir sur case noire f4 · Roi blanc sur case noire d2 | Pion blanc sur case noire d4 · Roi noir sur case noire f4 · Roi blanc sur case noire d2 | Pion blanc sur case noire d4 · Roi noir sur case noire f4 · Roi blanc sur case noire d2 | Pion blanc sur case noire d4 · Roi noir sur case noire f4 · Roi blanc sur case noire d2 | Pion blanc sur case noire d4 · Roi noir sur case noire f4 · Roi blanc sur case noire d2 | 6 |
| 5 | Pion blanc sur case noire d4 · Roi noir sur case noire f4 · Roi blanc sur case noire d2 | Pion blanc sur case noire d4 · Roi noir sur case noire f4 · Roi blanc sur case noire d2 | Pion blanc sur case noire d4 · Roi noir sur case noire f4 · Roi blanc sur case noire d2 | Pion blanc sur case noire d4 · Roi noir sur case noire f4 · Roi blanc sur case noire d2 | Pion blanc sur case noire d4 · Roi noir sur case noire f4 · Roi blanc sur case noire d2 | Pion blanc sur case noire d4 · Roi noir sur case noire f4 · Roi blanc sur case noire d2 | Pion blanc sur case noire d4 · Roi noir sur case noire f4 · Roi blanc sur case noire d2 | Pion blanc sur case noire d4 · Roi noir sur case noire f4 · Roi blanc sur case noire d2 | 5 |
| 4 | Pion blanc sur case noire d4 · Roi noir sur case noire f4 · Roi blanc sur case noire d2 | Pion blanc sur case noire d4 · Roi noir sur case noire f4 · Roi blanc sur case noire d2 | Pion blanc sur case noire d4 · Roi noir sur case noire f4 · Roi blanc sur case noire d2 | Pion blanc sur case noire d4 · Roi noir sur case noire f4 · Roi blanc sur case noire d2 | Pion blanc sur case noire d4 · Roi noir sur case noire f4 · Roi blanc sur case noire d2 | Pion blanc sur case noire d4 · Roi noir sur case noire f4 · Roi blanc sur case noire d2 | Pion blanc sur case noire d4 · Roi noir sur case noire f4 · Roi blanc sur case noire d2 | Pion blanc sur case noire d4 · Roi noir sur case noire f4 · Roi blanc sur case noire d2 | 4 |
| 3 | Pion blanc sur case noire d4 · Roi noir sur case noire f4 · Roi blanc sur case noire d2 | Pion blanc sur case noire d4 · Roi noir sur case noire f4 · Roi blanc sur case noire d2 | Pion blanc sur case noire d4 · Roi noir sur case noire f4 · Roi blanc sur case noire d2 | Pion blanc sur case noire d4 · Roi noir sur case noire f4 · Roi blanc sur case noire d2 | Pion blanc sur case noire d4 · Roi noir sur case noire f4 · Roi blanc sur case noire d2 | Pion blanc sur case noire d4 · Roi noir sur case noire f4 · Roi blanc sur case noire d2 | Pion blanc sur case noire d4 · Roi noir sur case noire f4 · Roi blanc sur case noire d2 | Pion blanc sur case noire d4 · Roi noir sur case noire f4 · Roi blanc sur case noire d2 | 3 |
| 2 | Pion blanc sur case noire d4 · Roi noir sur case noire f4 · Roi blanc sur case noire d2 | Pion blanc sur case noire d4 · Roi noir sur case noire f4 · Roi blanc sur case noire d2 | Pion blanc sur case noire d4 · Roi noir sur case noire f4 · Roi blanc sur case noire d2 | Pion blanc sur case noire d4 · Roi noir sur case noire f4 · Roi blanc sur case noire d2 | Pion blanc sur case noire d4 · Roi noir sur case noire f4 · Roi blanc sur case noire d2 | Pion blanc sur case noire d4 · Roi noir sur case noire f4 · Roi blanc sur case noire d2 | Pion blanc sur case noire d4 · Roi noir sur case noire f4 · Roi blanc sur case noire d2 | Pion blanc sur case noire d4 · Roi noir sur case noire f4 · Roi blanc sur case noire d2 | 2 |
| 1 | Pion blanc sur case noire d4 · Roi noir sur case noire f4 · Roi blanc sur case noire d2 | Pion blanc sur case noire d4 · Roi noir sur case noire f4 · Roi blanc sur case noire d2 | Pion blanc sur case noire d4 · Roi noir sur case noire f4 · Roi blanc sur case noire d2 | Pion blanc sur case noire d4 · Roi noir sur case noire f4 · Roi blanc sur case noire d2 | Pion blanc sur case noire d4 · Roi noir sur case noire f4 · Roi blanc sur case noire d2 | Pion blanc sur case noire d4 · Roi noir sur case noire f4 · Roi blanc sur case noire d2 | Pion blanc sur case noire d4 · Roi noir sur case noire f4 · Roi blanc sur case noire d2 | Pion blanc sur case noire d4 · Roi noir sur case noire f4 · Roi blanc sur case noire d2 | 1 |
|   | a                                                                                       | b                                                                                       | c                                                                                       | d                                                                                       | e                                                                                       | f                                                                                       | g                                                                                       | h                                                                                       |   |

Les Blancs jouent et gagnent en "prenant l'extérieur" : 1. Rc2 Re7 2. Rb3 Rd6 3. Rb4

Les Blancs jouent et gagnent en "prenant l'extérieur" : 1. Rd3 Rf5 2. Rc4 Re6 3. Rc5
|   | a                                                                                           | b                                                                                           | c                                                                                           | d                                                                                           | e                                                                                           | f                                                                                           | g                                                                                           | h                                                                                           |   |
| 8 | Roi noir sur case noire a7 · Roi blanc sur case blanche c6 · Pion blanc sur case blanche b5 | Roi noir sur case noire a7 · Roi blanc sur case blanche c6 · Pion blanc sur case blanche b5 | Roi noir sur case noire a7 · Roi blanc sur case blanche c6 · Pion blanc sur case blanche b5 | Roi noir sur case noire a7 · Roi blanc sur case blanche c6 · Pion blanc sur case blanche b5 | Roi noir sur case noire a7 · Roi blanc sur case blanche c6 · Pion blanc sur case blanche b5 | Roi noir sur case noire a7 · Roi blanc sur case blanche c6 · Pion blanc sur case blanche b5 | Roi noir sur case noire a7 · Roi blanc sur case blanche c6 · Pion blanc sur case blanche b5 | Roi noir sur case noire a7 · Roi blanc sur case blanche c6 · Pion blanc sur case blanche b5 | 8 |
| 7 | Roi noir sur case noire a7 · Roi blanc sur case blanche c6 · Pion blanc sur case blanche b5 | Roi noir sur case noire a7 · Roi blanc sur case blanche c6 · Pion blanc sur case blanche b5 | Roi noir sur case noire a7 · Roi blanc sur case blanche c6 · Pion blanc sur case blanche b5 | Roi noir sur case noire a7 · Roi blanc sur case blanche c6 · Pion blanc sur case blanche b5 | Roi noir sur case noire a7 · Roi blanc sur case blanche c6 · Pion blanc sur case blanche b5 | Roi noir sur case noire a7 · Roi blanc sur case blanche c6 · Pion blanc sur case blanche b5 | Roi noir sur case noire a7 · Roi blanc sur case blanche c6 · Pion blanc sur case blanche b5 | Roi noir sur case noire a7 · Roi blanc sur case blanche c6 · Pion blanc sur case blanche b5 | 7 |
| 6 | Roi noir sur case noire a7 · Roi blanc sur case blanche c6 · Pion blanc sur case blanche b5 | Roi noir sur case noire a7 · Roi blanc sur case blanche c6 · Pion blanc sur case blanche b5 | Roi noir sur case noire a7 · Roi blanc sur case blanche c6 · Pion blanc sur case blanche b5 | Roi noir sur case noire a7 · Roi blanc sur case blanche c6 · Pion blanc sur case blanche b5 | Roi noir sur case noire a7 · Roi blanc sur case blanche c6 · Pion blanc sur case blanche b5 | Roi noir sur case noire a7 · Roi blanc sur case blanche c6 · Pion blanc sur case blanche b5 | Roi noir sur case noire a7 · Roi blanc sur case blanche c6 · Pion blanc sur case blanche b5 | Roi noir sur case noire a7 · Roi blanc sur case blanche c6 · Pion blanc sur case blanche b5 | 6 |
| 5 | Roi noir sur case noire a7 · Roi blanc sur case blanche c6 · Pion blanc sur case blanche b5 | Roi noir sur case noire a7 · Roi blanc sur case blanche c6 · Pion blanc sur case blanche b5 | Roi noir sur case noire a7 · Roi blanc sur case blanche c6 · Pion blanc sur case blanche b5 | Roi noir sur case noire a7 · Roi blanc sur case blanche c6 · Pion blanc sur case blanche b5 | Roi noir sur case noire a7 · Roi blanc sur case blanche c6 · Pion blanc sur case blanche b5 | Roi noir sur case noire a7 · Roi blanc sur case blanche c6 · Pion blanc sur case blanche b5 | Roi noir sur case noire a7 · Roi blanc sur case blanche c6 · Pion blanc sur case blanche b5 | Roi noir sur case noire a7 · Roi blanc sur case blanche c6 · Pion blanc sur case blanche b5 | 5 |
| 4 | Roi noir sur case noire a7 · Roi blanc sur case blanche c6 · Pion blanc sur case blanche b5 | Roi noir sur case noire a7 · Roi blanc sur case blanche c6 · Pion blanc sur case blanche b5 | Roi noir sur case noire a7 · Roi blanc sur case blanche c6 · Pion blanc sur case blanche b5 | Roi noir sur case noire a7 · Roi blanc sur case blanche c6 · Pion blanc sur case blanche b5 | Roi noir sur case noire a7 · Roi blanc sur case blanche c6 · Pion blanc sur case blanche b5 | Roi noir sur case noire a7 · Roi blanc sur case blanche c6 · Pion blanc sur case blanche b5 | Roi noir sur case noire a7 · Roi blanc sur case blanche c6 · Pion blanc sur case blanche b5 | Roi noir sur case noire a7 · Roi blanc sur case blanche c6 · Pion blanc sur case blanche b5 | 4 |
| 3 | Roi noir sur case noire a7 · Roi blanc sur case blanche c6 · Pion blanc sur case blanche b5 | Roi noir sur case noire a7 · Roi blanc sur case blanche c6 · Pion blanc sur case blanche b5 | Roi noir sur case noire a7 · Roi blanc sur case blanche c6 · Pion blanc sur case blanche b5 | Roi noir sur case noire a7 · Roi blanc sur case blanche c6 · Pion blanc sur case blanche b5 | Roi noir sur case noire a7 · Roi blanc sur case blanche c6 · Pion blanc sur case blanche b5 | Roi noir sur case noire a7 · Roi blanc sur case blanche c6 · Pion blanc sur case blanche b5 | Roi noir sur case noire a7 · Roi blanc sur case blanche c6 · Pion blanc sur case blanche b5 | Roi noir sur case noire a7 · Roi blanc sur case blanche c6 · Pion blanc sur case blanche b5 | 3 |
| 2 | Roi noir sur case noire a7 · Roi blanc sur case blanche c6 · Pion blanc sur case blanche b5 | Roi noir sur case noire a7 · Roi blanc sur case blanche c6 · Pion blanc sur case blanche b5 | Roi noir sur case noire a7 · Roi blanc sur case blanche c6 · Pion blanc sur case blanche b5 | Roi noir sur case noire a7 · Roi blanc sur case blanche c6 · Pion blanc sur case blanche b5 | Roi noir sur case noire a7 · Roi blanc sur case blanche c6 · Pion blanc sur case blanche b5 | Roi noir sur case noire a7 · Roi blanc sur case blanche c6 · Pion blanc sur case blanche b5 | Roi noir sur case noire a7 · Roi blanc sur case blanche c6 · Pion blanc sur case blanche b5 | Roi noir sur case noire a7 · Roi blanc sur case blanche c6 · Pion blanc sur case blanche b5 | 2 |
| 1 | Roi noir sur case noire a7 · Roi blanc sur case blanche c6 · Pion blanc sur case blanche b5 | Roi noir sur case noire a7 · Roi blanc sur case blanche c6 · Pion blanc sur case blanche b5 | Roi noir sur case noire a7 · Roi blanc sur case blanche c6 · Pion blanc sur case blanche b5 | Roi noir sur case noire a7 · Roi blanc sur case blanche c6 · Pion blanc sur case blanche b5 | Roi noir sur case noire a7 · Roi blanc sur case blanche c6 · Pion blanc sur case blanche b5 | Roi noir sur case noire a7 · Roi blanc sur case blanche c6 · Pion blanc sur case blanche b5 | Roi noir sur case noire a7 · Roi blanc sur case blanche c6 · Pion blanc sur case blanche b5 | Roi noir sur case noire a7 · Roi blanc sur case blanche c6 · Pion blanc sur case blanche b5 | 1 |
|   | a                                                                                           | b                                                                                           | c                                                                                           | d                                                                                           | e                                                                                           | f                                                                                           | g                                                                                           | h                                                                                           |   |

|   | a                                                                                           | b                                                                                           | c                                                                                           | d                                                                                           | e                                                                                           | f                                                                                           | g                                                                                           | h                                                                                           |   |
| 8 | Roi noir sur case blanche f5 · Roi blanc sur case noire d4 · Pion blanc sur case blanche a2 | Roi noir sur case blanche f5 · Roi blanc sur case noire d4 · Pion blanc sur case blanche a2 | Roi noir sur case blanche f5 · Roi blanc sur case noire d4 · Pion blanc sur case blanche a2 | Roi noir sur case blanche f5 · Roi blanc sur case noire d4 · Pion blanc sur case blanche a2 | Roi noir sur case blanche f5 · Roi blanc sur case noire d4 · Pion blanc sur case blanche a2 | Roi noir sur case blanche f5 · Roi blanc sur case noire d4 · Pion blanc sur case blanche a2 | Roi noir sur case blanche f5 · Roi blanc sur case noire d4 · Pion blanc sur case blanche a2 | Roi noir sur case blanche f5 · Roi blanc sur case noire d4 · Pion blanc sur case blanche a2 | 8 |
| 7 | Roi noir sur case blanche f5 · Roi blanc sur case noire d4 · Pion blanc sur case blanche a2 | Roi noir sur case blanche f5 · Roi blanc sur case noire d4 · Pion blanc sur case blanche a2 | Roi noir sur case blanche f5 · Roi blanc sur case noire d4 · Pion blanc sur case blanche a2 | Roi noir sur case blanche f5 · Roi blanc sur case noire d4 · Pion blanc sur case blanche a2 | Roi noir sur case blanche f5 · Roi blanc sur case noire d4 · Pion blanc sur case blanche a2 | Roi noir sur case blanche f5 · Roi blanc sur case noire d4 · Pion blanc sur case blanche a2 | Roi noir sur case blanche f5 · Roi blanc sur case noire d4 · Pion blanc sur case blanche a2 | Roi noir sur case blanche f5 · Roi blanc sur case noire d4 · Pion blanc sur case blanche a2 | 7 |
| 6 | Roi noir sur case blanche f5 · Roi blanc sur case noire d4 · Pion blanc sur case blanche a2 | Roi noir sur case blanche f5 · Roi blanc sur case noire d4 · Pion blanc sur case blanche a2 | Roi noir sur case blanche f5 · Roi blanc sur case noire d4 · Pion blanc sur case blanche a2 | Roi noir sur case blanche f5 · Roi blanc sur case noire d4 · Pion blanc sur case blanche a2 | Roi noir sur case blanche f5 · Roi blanc sur case noire d4 · Pion blanc sur case blanche a2 | Roi noir sur case blanche f5 · Roi blanc sur case noire d4 · Pion blanc sur case blanche a2 | Roi noir sur case blanche f5 · Roi blanc sur case noire d4 · Pion blanc sur case blanche a2 | Roi noir sur case blanche f5 · Roi blanc sur case noire d4 · Pion blanc sur case blanche a2 | 6 |
| 5 | Roi noir sur case blanche f5 · Roi blanc sur case noire d4 · Pion blanc sur case blanche a2 | Roi noir sur case blanche f5 · Roi blanc sur case noire d4 · Pion blanc sur case blanche a2 | Roi noir sur case blanche f5 · Roi blanc sur case noire d4 · Pion blanc sur case blanche a2 | Roi noir sur case blanche f5 · Roi blanc sur case noire d4 · Pion blanc sur case blanche a2 | Roi noir sur case blanche f5 · Roi blanc sur case noire d4 · Pion blanc sur case blanche a2 | Roi noir sur case blanche f5 · Roi blanc sur case noire d4 · Pion blanc sur case blanche a2 | Roi noir sur case blanche f5 · Roi blanc sur case noire d4 · Pion blanc sur case blanche a2 | Roi noir sur case blanche f5 · Roi blanc sur case noire d4 · Pion blanc sur case blanche a2 | 5 |
| 4 | Roi noir sur case blanche f5 · Roi blanc sur case noire d4 · Pion blanc sur case blanche a2 | Roi noir sur case blanche f5 · Roi blanc sur case noire d4 · Pion blanc sur case blanche a2 | Roi noir sur case blanche f5 · Roi blanc sur case noire d4 · Pion blanc sur case blanche a2 | Roi noir sur case blanche f5 · Roi blanc sur case noire d4 · Pion blanc sur case blanche a2 | Roi noir sur case blanche f5 · Roi blanc sur case noire d4 · Pion blanc sur case blanche a2 | Roi noir sur case blanche f5 · Roi blanc sur case noire d4 · Pion blanc sur case blanche a2 | Roi noir sur case blanche f5 · Roi blanc sur case noire d4 · Pion blanc sur case blanche a2 | Roi noir sur case blanche f5 · Roi blanc sur case noire d4 · Pion blanc sur case blanche a2 | 4 |
| 3 | Roi noir sur case blanche f5 · Roi blanc sur case noire d4 · Pion blanc sur case blanche a2 | Roi noir sur case blanche f5 · Roi blanc sur case noire d4 · Pion blanc sur case blanche a2 | Roi noir sur case blanche f5 · Roi blanc sur case noire d4 · Pion blanc sur case blanche a2 | Roi noir sur case blanche f5 · Roi blanc sur case noire d4 · Pion blanc sur case blanche a2 | Roi noir sur case blanche f5 · Roi blanc sur case noire d4 · Pion blanc sur case blanche a2 | Roi noir sur case blanche f5 · Roi blanc sur case noire d4 · Pion blanc sur case blanche a2 | Roi noir sur case blanche f5 · Roi blanc sur case noire d4 · Pion blanc sur case blanche a2 | Roi noir sur case blanche f5 · Roi blanc sur case noire d4 · Pion blanc sur case blanche a2 | 3 |
| 2 | Roi noir sur case blanche f5 · Roi blanc sur case noire d4 · Pion blanc sur case blanche a2 | Roi noir sur case blanche f5 · Roi blanc sur case noire d4 · Pion blanc sur case blanche a2 | Roi noir sur case blanche f5 · Roi blanc sur case noire d4 · Pion blanc sur case blanche a2 | Roi noir sur case blanche f5 · Roi blanc sur case noire d4 · Pion blanc sur case blanche a2 | Roi noir sur case blanche f5 · Roi blanc sur case noire d4 · Pion blanc sur case blanche a2 | Roi noir sur case blanche f5 · Roi blanc sur case noire d4 · Pion blanc sur case blanche a2 | Roi noir sur case blanche f5 · Roi blanc sur case noire d4 · Pion blanc sur case blanche a2 | Roi noir sur case blanche f5 · Roi blanc sur case noire d4 · Pion blanc sur case blanche a2 | 2 |
| 1 | Roi noir sur case blanche f5 · Roi blanc sur case noire d4 · Pion blanc sur case blanche a2 | Roi noir sur case blanche f5 · Roi blanc sur case noire d4 · Pion blanc sur case blanche a2 | Roi noir sur case blanche f5 · Roi blanc sur case noire d4 · Pion blanc sur case blanche a2 | Roi noir sur case blanche f5 · Roi blanc sur case noire d4 · Pion blanc sur case blanche a2 | Roi noir sur case blanche f5 · Roi blanc sur case noire d4 · Pion blanc sur case blanche a2 | Roi noir sur case blanche f5 · Roi blanc sur case noire d4 · Pion blanc sur case blanche a2 | Roi noir sur case blanche f5 · Roi blanc sur case noire d4 · Pion blanc sur case blanche a2 | Roi noir sur case blanche f5 · Roi blanc sur case noire d4 · Pion blanc sur case blanche a2 | 1 |
|   | a                                                                                           | b                                                                                           | c                                                                                           | d                                                                                           | e                                                                                           | f                                                                                           | g                                                                                           | h                                                                                           |   |

Quel que soit le camp qui a le trait, les Blancs gagnent (au trait par 1. Rc7 et non 1. b6+??).

Particularité du pion-Tour : les Noirs au trait annulent car ils atteignent la case c8 (par 1...Re6)
|   | a                                                                                         | b                                                                                         | c                                                                                         | d                                                                                         | e                                                                                         | f                                                                                         | g                                                                                         | h                                                                                         |   |
| 8 | Roi noir sur case noire c7 · Roi blanc sur case blanche d5 · Pion blanc sur case noire h2 | Roi noir sur case noire c7 · Roi blanc sur case blanche d5 · Pion blanc sur case noire h2 | Roi noir sur case noire c7 · Roi blanc sur case blanche d5 · Pion blanc sur case noire h2 | Roi noir sur case noire c7 · Roi blanc sur case blanche d5 · Pion blanc sur case noire h2 | Roi noir sur case noire c7 · Roi blanc sur case blanche d5 · Pion blanc sur case noire h2 | Roi noir sur case noire c7 · Roi blanc sur case blanche d5 · Pion blanc sur case noire h2 | Roi noir sur case noire c7 · Roi blanc sur case blanche d5 · Pion blanc sur case noire h2 | Roi noir sur case noire c7 · Roi blanc sur case blanche d5 · Pion blanc sur case noire h2 | 8 |
| 7 | Roi noir sur case noire c7 · Roi blanc sur case blanche d5 · Pion blanc sur case noire h2 | Roi noir sur case noire c7 · Roi blanc sur case blanche d5 · Pion blanc sur case noire h2 | Roi noir sur case noire c7 · Roi blanc sur case blanche d5 · Pion blanc sur case noire h2 | Roi noir sur case noire c7 · Roi blanc sur case blanche d5 · Pion blanc sur case noire h2 | Roi noir sur case noire c7 · Roi blanc sur case blanche d5 · Pion blanc sur case noire h2 | Roi noir sur case noire c7 · Roi blanc sur case blanche d5 · Pion blanc sur case noire h2 | Roi noir sur case noire c7 · Roi blanc sur case blanche d5 · Pion blanc sur case noire h2 | Roi noir sur case noire c7 · Roi blanc sur case blanche d5 · Pion blanc sur case noire h2 | 7 |
| 6 | Roi noir sur case noire c7 · Roi blanc sur case blanche d5 · Pion blanc sur case noire h2 | Roi noir sur case noire c7 · Roi blanc sur case blanche d5 · Pion blanc sur case noire h2 | Roi noir sur case noire c7 · Roi blanc sur case blanche d5 · Pion blanc sur case noire h2 | Roi noir sur case noire c7 · Roi blanc sur case blanche d5 · Pion blanc sur case noire h2 | Roi noir sur case noire c7 · Roi blanc sur case blanche d5 · Pion blanc sur case noire h2 | Roi noir sur case noire c7 · Roi blanc sur case blanche d5 · Pion blanc sur case noire h2 | Roi noir sur case noire c7 · Roi blanc sur case blanche d5 · Pion blanc sur case noire h2 | Roi noir sur case noire c7 · Roi blanc sur case blanche d5 · Pion blanc sur case noire h2 | 6 |
| 5 | Roi noir sur case noire c7 · Roi blanc sur case blanche d5 · Pion blanc sur case noire h2 | Roi noir sur case noire c7 · Roi blanc sur case blanche d5 · Pion blanc sur case noire h2 | Roi noir sur case noire c7 · Roi blanc sur case blanche d5 · Pion blanc sur case noire h2 | Roi noir sur case noire c7 · Roi blanc sur case blanche d5 · Pion blanc sur case noire h2 | Roi noir sur case noire c7 · Roi blanc sur case blanche d5 · Pion blanc sur case noire h2 | Roi noir sur case noire c7 · Roi blanc sur case blanche d5 · Pion blanc sur case noire h2 | Roi noir sur case noire c7 · Roi blanc sur case blanche d5 · Pion blanc sur case noire h2 | Roi noir sur case noire c7 · Roi blanc sur case blanche d5 · Pion blanc sur case noire h2 | 5 |
| 4 | Roi noir sur case noire c7 · Roi blanc sur case blanche d5 · Pion blanc sur case noire h2 | Roi noir sur case noire c7 · Roi blanc sur case blanche d5 · Pion blanc sur case noire h2 | Roi noir sur case noire c7 · Roi blanc sur case blanche d5 · Pion blanc sur case noire h2 | Roi noir sur case noire c7 · Roi blanc sur case blanche d5 · Pion blanc sur case noire h2 | Roi noir sur case noire c7 · Roi blanc sur case blanche d5 · Pion blanc sur case noire h2 | Roi noir sur case noire c7 · Roi blanc sur case blanche d5 · Pion blanc sur case noire h2 | Roi noir sur case noire c7 · Roi blanc sur case blanche d5 · Pion blanc sur case noire h2 | Roi noir sur case noire c7 · Roi blanc sur case blanche d5 · Pion blanc sur case noire h2 | 4 |
| 3 | Roi noir sur case noire c7 · Roi blanc sur case blanche d5 · Pion blanc sur case noire h2 | Roi noir sur case noire c7 · Roi blanc sur case blanche d5 · Pion blanc sur case noire h2 | Roi noir sur case noire c7 · Roi blanc sur case blanche d5 · Pion blanc sur case noire h2 | Roi noir sur case noire c7 · Roi blanc sur case blanche d5 · Pion blanc sur case noire h2 | Roi noir sur case noire c7 · Roi blanc sur case blanche d5 · Pion blanc sur case noire h2 | Roi noir sur case noire c7 · Roi blanc sur case blanche d5 · Pion blanc sur case noire h2 | Roi noir sur case noire c7 · Roi blanc sur case blanche d5 · Pion blanc sur case noire h2 | Roi noir sur case noire c7 · Roi blanc sur case blanche d5 · Pion blanc sur case noire h2 | 3 |
| 2 | Roi noir sur case noire c7 · Roi blanc sur case blanche d5 · Pion blanc sur case noire h2 | Roi noir sur case noire c7 · Roi blanc sur case blanche d5 · Pion blanc sur case noire h2 | Roi noir sur case noire c7 · Roi blanc sur case blanche d5 · Pion blanc sur case noire h2 | Roi noir sur case noire c7 · Roi blanc sur case blanche d5 · Pion blanc sur case noire h2 | Roi noir sur case noire c7 · Roi blanc sur case blanche d5 · Pion blanc sur case noire h2 | Roi noir sur case noire c7 · Roi blanc sur case blanche d5 · Pion blanc sur case noire h2 | Roi noir sur case noire c7 · Roi blanc sur case blanche d5 · Pion blanc sur case noire h2 | Roi noir sur case noire c7 · Roi blanc sur case blanche d5 · Pion blanc sur case noire h2 | 2 |
| 1 | Roi noir sur case noire c7 · Roi blanc sur case blanche d5 · Pion blanc sur case noire h2 | Roi noir sur case noire c7 · Roi blanc sur case blanche d5 · Pion blanc sur case noire h2 | Roi noir sur case noire c7 · Roi blanc sur case blanche d5 · Pion blanc sur case noire h2 | Roi noir sur case noire c7 · Roi blanc sur case blanche d5 · Pion blanc sur case noire h2 | Roi noir sur case noire c7 · Roi blanc sur case blanche d5 · Pion blanc sur case noire h2 | Roi noir sur case noire c7 · Roi blanc sur case blanche d5 · Pion blanc sur case noire h2 | Roi noir sur case noire c7 · Roi blanc sur case blanche d5 · Pion blanc sur case noire h2 | Roi noir sur case noire c7 · Roi blanc sur case blanche d5 · Pion blanc sur case noire h2 | 1 |
|   | a                                                                                         | b                                                                                         | c                                                                                         | d                                                                                         | e                                                                                         | f                                                                                         | g                                                                                         | h                                                                                         |   |

|   | a                                                                                             | b                                                                                             | c                                                                                             | d                                                                                             | e                                                                                             | f                                                                                             | g                                                                                             | h                                                                                             |   |
| 8 | Roi blanc sur case blanche h7 · Roi noir sur case blanche e4 · Pion blanc sur case blanche h3 | Roi blanc sur case blanche h7 · Roi noir sur case blanche e4 · Pion blanc sur case blanche h3 | Roi blanc sur case blanche h7 · Roi noir sur case blanche e4 · Pion blanc sur case blanche h3 | Roi blanc sur case blanche h7 · Roi noir sur case blanche e4 · Pion blanc sur case blanche h3 | Roi blanc sur case blanche h7 · Roi noir sur case blanche e4 · Pion blanc sur case blanche h3 | Roi blanc sur case blanche h7 · Roi noir sur case blanche e4 · Pion blanc sur case blanche h3 | Roi blanc sur case blanche h7 · Roi noir sur case blanche e4 · Pion blanc sur case blanche h3 | Roi blanc sur case blanche h7 · Roi noir sur case blanche e4 · Pion blanc sur case blanche h3 | 8 |
| 7 | Roi blanc sur case blanche h7 · Roi noir sur case blanche e4 · Pion blanc sur case blanche h3 | Roi blanc sur case blanche h7 · Roi noir sur case blanche e4 · Pion blanc sur case blanche h3 | Roi blanc sur case blanche h7 · Roi noir sur case blanche e4 · Pion blanc sur case blanche h3 | Roi blanc sur case blanche h7 · Roi noir sur case blanche e4 · Pion blanc sur case blanche h3 | Roi blanc sur case blanche h7 · Roi noir sur case blanche e4 · Pion blanc sur case blanche h3 | Roi blanc sur case blanche h7 · Roi noir sur case blanche e4 · Pion blanc sur case blanche h3 | Roi blanc sur case blanche h7 · Roi noir sur case blanche e4 · Pion blanc sur case blanche h3 | Roi blanc sur case blanche h7 · Roi noir sur case blanche e4 · Pion blanc sur case blanche h3 | 7 |
| 6 | Roi blanc sur case blanche h7 · Roi noir sur case blanche e4 · Pion blanc sur case blanche h3 | Roi blanc sur case blanche h7 · Roi noir sur case blanche e4 · Pion blanc sur case blanche h3 | Roi blanc sur case blanche h7 · Roi noir sur case blanche e4 · Pion blanc sur case blanche h3 | Roi blanc sur case blanche h7 · Roi noir sur case blanche e4 · Pion blanc sur case blanche h3 | Roi blanc sur case blanche h7 · Roi noir sur case blanche e4 · Pion blanc sur case blanche h3 | Roi blanc sur case blanche h7 · Roi noir sur case blanche e4 · Pion blanc sur case blanche h3 | Roi blanc sur case blanche h7 · Roi noir sur case blanche e4 · Pion blanc sur case blanche h3 | Roi blanc sur case blanche h7 · Roi noir sur case blanche e4 · Pion blanc sur case blanche h3 | 6 |
| 5 | Roi blanc sur case blanche h7 · Roi noir sur case blanche e4 · Pion blanc sur case blanche h3 | Roi blanc sur case blanche h7 · Roi noir sur case blanche e4 · Pion blanc sur case blanche h3 | Roi blanc sur case blanche h7 · Roi noir sur case blanche e4 · Pion blanc sur case blanche h3 | Roi blanc sur case blanche h7 · Roi noir sur case blanche e4 · Pion blanc sur case blanche h3 | Roi blanc sur case blanche h7 · Roi noir sur case blanche e4 · Pion blanc sur case blanche h3 | Roi blanc sur case blanche h7 · Roi noir sur case blanche e4 · Pion blanc sur case blanche h3 | Roi blanc sur case blanche h7 · Roi noir sur case blanche e4 · Pion blanc sur case blanche h3 | Roi blanc sur case blanche h7 · Roi noir sur case blanche e4 · Pion blanc sur case blanche h3 | 5 |
| 4 | Roi blanc sur case blanche h7 · Roi noir sur case blanche e4 · Pion blanc sur case blanche h3 | Roi blanc sur case blanche h7 · Roi noir sur case blanche e4 · Pion blanc sur case blanche h3 | Roi blanc sur case blanche h7 · Roi noir sur case blanche e4 · Pion blanc sur case blanche h3 | Roi blanc sur case blanche h7 · Roi noir sur case blanche e4 · Pion blanc sur case blanche h3 | Roi blanc sur case blanche h7 · Roi noir sur case blanche e4 · Pion blanc sur case blanche h3 | Roi blanc sur case blanche h7 · Roi noir sur case blanche e4 · Pion blanc sur case blanche h3 | Roi blanc sur case blanche h7 · Roi noir sur case blanche e4 · Pion blanc sur case blanche h3 | Roi blanc sur case blanche h7 · Roi noir sur case blanche e4 · Pion blanc sur case blanche h3 | 4 |
| 3 | Roi blanc sur case blanche h7 · Roi noir sur case blanche e4 · Pion blanc sur case blanche h3 | Roi blanc sur case blanche h7 · Roi noir sur case blanche e4 · Pion blanc sur case blanche h3 | Roi blanc sur case blanche h7 · Roi noir sur case blanche e4 · Pion blanc sur case blanche h3 | Roi blanc sur case blanche h7 · Roi noir sur case blanche e4 · Pion blanc sur case blanche h3 | Roi blanc sur case blanche h7 · Roi noir sur case blanche e4 · Pion blanc sur case blanche h3 | Roi blanc sur case blanche h7 · Roi noir sur case blanche e4 · Pion blanc sur case blanche h3 | Roi blanc sur case blanche h7 · Roi noir sur case blanche e4 · Pion blanc sur case blanche h3 | Roi blanc sur case blanche h7 · Roi noir sur case blanche e4 · Pion blanc sur case blanche h3 | 3 |
| 2 | Roi blanc sur case blanche h7 · Roi noir sur case blanche e4 · Pion blanc sur case blanche h3 | Roi blanc sur case blanche h7 · Roi noir sur case blanche e4 · Pion blanc sur case blanche h3 | Roi blanc sur case blanche h7 · Roi noir sur case blanche e4 · Pion blanc sur case blanche h3 | Roi blanc sur case blanche h7 · Roi noir sur case blanche e4 · Pion blanc sur case blanche h3 | Roi blanc sur case blanche h7 · Roi noir sur case blanche e4 · Pion blanc sur case blanche h3 | Roi blanc sur case blanche h7 · Roi noir sur case blanche e4 · Pion blanc sur case blanche h3 | Roi blanc sur case blanche h7 · Roi noir sur case blanche e4 · Pion blanc sur case blanche h3 | Roi blanc sur case blanche h7 · Roi noir sur case blanche e4 · Pion blanc sur case blanche h3 | 2 |
| 1 | Roi blanc sur case blanche h7 · Roi noir sur case blanche e4 · Pion blanc sur case blanche h3 | Roi blanc sur case blanche h7 · Roi noir sur case blanche e4 · Pion blanc sur case blanche h3 | Roi blanc sur case blanche h7 · Roi noir sur case blanche e4 · Pion blanc sur case blanche h3 | Roi blanc sur case blanche h7 · Roi noir sur case blanche e4 · Pion blanc sur case blanche h3 | Roi blanc sur case blanche h7 · Roi noir sur case blanche e4 · Pion blanc sur case blanche h3 | Roi blanc sur case blanche h7 · Roi noir sur case blanche e4 · Pion blanc sur case blanche h3 | Roi blanc sur case blanche h7 · Roi noir sur case blanche e4 · Pion blanc sur case blanche h3 | Roi blanc sur case blanche h7 · Roi noir sur case blanche e4 · Pion blanc sur case blanche h3 | 1 |
|   | a                                                                                             | b                                                                                             | c                                                                                             | d                                                                                             | e                                                                                             | f                                                                                             | g                                                                                             | h                                                                                             |   |

À gauche : 1. h4?? annule (1. Re6! gagne)

À droite : 1. h4?? annule (1. Rg6! gagne)

## Le zugzwang
|   | a                                                                                          | b                                                                                          | c                                                                                          | d                                                                                          | e                                                                                          | f                                                                                          | g                                                                                          | h                                                                                          |   |
| 8 | Roi noir sur case blanche f3 · Pion noir sur case blanche e2 · Roi blanc sur case noire e1 | Roi noir sur case blanche f3 · Pion noir sur case blanche e2 · Roi blanc sur case noire e1 | Roi noir sur case blanche f3 · Pion noir sur case blanche e2 · Roi blanc sur case noire e1 | Roi noir sur case blanche f3 · Pion noir sur case blanche e2 · Roi blanc sur case noire e1 | Roi noir sur case blanche f3 · Pion noir sur case blanche e2 · Roi blanc sur case noire e1 | Roi noir sur case blanche f3 · Pion noir sur case blanche e2 · Roi blanc sur case noire e1 | Roi noir sur case blanche f3 · Pion noir sur case blanche e2 · Roi blanc sur case noire e1 | Roi noir sur case blanche f3 · Pion noir sur case blanche e2 · Roi blanc sur case noire e1 | 8 |
| 7 | Roi noir sur case blanche f3 · Pion noir sur case blanche e2 · Roi blanc sur case noire e1 | Roi noir sur case blanche f3 · Pion noir sur case blanche e2 · Roi blanc sur case noire e1 | Roi noir sur case blanche f3 · Pion noir sur case blanche e2 · Roi blanc sur case noire e1 | Roi noir sur case blanche f3 · Pion noir sur case blanche e2 · Roi blanc sur case noire e1 | Roi noir sur case blanche f3 · Pion noir sur case blanche e2 · Roi blanc sur case noire e1 | Roi noir sur case blanche f3 · Pion noir sur case blanche e2 · Roi blanc sur case noire e1 | Roi noir sur case blanche f3 · Pion noir sur case blanche e2 · Roi blanc sur case noire e1 | Roi noir sur case blanche f3 · Pion noir sur case blanche e2 · Roi blanc sur case noire e1 | 7 |
| 6 | Roi noir sur case blanche f3 · Pion noir sur case blanche e2 · Roi blanc sur case noire e1 | Roi noir sur case blanche f3 · Pion noir sur case blanche e2 · Roi blanc sur case noire e1 | Roi noir sur case blanche f3 · Pion noir sur case blanche e2 · Roi blanc sur case noire e1 | Roi noir sur case blanche f3 · Pion noir sur case blanche e2 · Roi blanc sur case noire e1 | Roi noir sur case blanche f3 · Pion noir sur case blanche e2 · Roi blanc sur case noire e1 | Roi noir sur case blanche f3 · Pion noir sur case blanche e2 · Roi blanc sur case noire e1 | Roi noir sur case blanche f3 · Pion noir sur case blanche e2 · Roi blanc sur case noire e1 | Roi noir sur case blanche f3 · Pion noir sur case blanche e2 · Roi blanc sur case noire e1 | 6 |
| 5 | Roi noir sur case blanche f3 · Pion noir sur case blanche e2 · Roi blanc sur case noire e1 | Roi noir sur case blanche f3 · Pion noir sur case blanche e2 · Roi blanc sur case noire e1 | Roi noir sur case blanche f3 · Pion noir sur case blanche e2 · Roi blanc sur case noire e1 | Roi noir sur case blanche f3 · Pion noir sur case blanche e2 · Roi blanc sur case noire e1 | Roi noir sur case blanche f3 · Pion noir sur case blanche e2 · Roi blanc sur case noire e1 | Roi noir sur case blanche f3 · Pion noir sur case blanche e2 · Roi blanc sur case noire e1 | Roi noir sur case blanche f3 · Pion noir sur case blanche e2 · Roi blanc sur case noire e1 | Roi noir sur case blanche f3 · Pion noir sur case blanche e2 · Roi blanc sur case noire e1 | 5 |
| 4 | Roi noir sur case blanche f3 · Pion noir sur case blanche e2 · Roi blanc sur case noire e1 | Roi noir sur case blanche f3 · Pion noir sur case blanche e2 · Roi blanc sur case noire e1 | Roi noir sur case blanche f3 · Pion noir sur case blanche e2 · Roi blanc sur case noire e1 | Roi noir sur case blanche f3 · Pion noir sur case blanche e2 · Roi blanc sur case noire e1 | Roi noir sur case blanche f3 · Pion noir sur case blanche e2 · Roi blanc sur case noire e1 | Roi noir sur case blanche f3 · Pion noir sur case blanche e2 · Roi blanc sur case noire e1 | Roi noir sur case blanche f3 · Pion noir sur case blanche e2 · Roi blanc sur case noire e1 | Roi noir sur case blanche f3 · Pion noir sur case blanche e2 · Roi blanc sur case noire e1 | 4 |
| 3 | Roi noir sur case blanche f3 · Pion noir sur case blanche e2 · Roi blanc sur case noire e1 | Roi noir sur case blanche f3 · Pion noir sur case blanche e2 · Roi blanc sur case noire e1 | Roi noir sur case blanche f3 · Pion noir sur case blanche e2 · Roi blanc sur case noire e1 | Roi noir sur case blanche f3 · Pion noir sur case blanche e2 · Roi blanc sur case noire e1 | Roi noir sur case blanche f3 · Pion noir sur case blanche e2 · Roi blanc sur case noire e1 | Roi noir sur case blanche f3 · Pion noir sur case blanche e2 · Roi blanc sur case noire e1 | Roi noir sur case blanche f3 · Pion noir sur case blanche e2 · Roi blanc sur case noire e1 | Roi noir sur case blanche f3 · Pion noir sur case blanche e2 · Roi blanc sur case noire e1 | 3 |
| 2 | Roi noir sur case blanche f3 · Pion noir sur case blanche e2 · Roi blanc sur case noire e1 | Roi noir sur case blanche f3 · Pion noir sur case blanche e2 · Roi blanc sur case noire e1 | Roi noir sur case blanche f3 · Pion noir sur case blanche e2 · Roi blanc sur case noire e1 | Roi noir sur case blanche f3 · Pion noir sur case blanche e2 · Roi blanc sur case noire e1 | Roi noir sur case blanche f3 · Pion noir sur case blanche e2 · Roi blanc sur case noire e1 | Roi noir sur case blanche f3 · Pion noir sur case blanche e2 · Roi blanc sur case noire e1 | Roi noir sur case blanche f3 · Pion noir sur case blanche e2 · Roi blanc sur case noire e1 | Roi noir sur case blanche f3 · Pion noir sur case blanche e2 · Roi blanc sur case noire e1 | 2 |
| 1 | Roi noir sur case blanche f3 · Pion noir sur case blanche e2 · Roi blanc sur case noire e1 | Roi noir sur case blanche f3 · Pion noir sur case blanche e2 · Roi blanc sur case noire e1 | Roi noir sur case blanche f3 · Pion noir sur case blanche e2 · Roi blanc sur case noire e1 | Roi noir sur case blanche f3 · Pion noir sur case blanche e2 · Roi blanc sur case noire e1 | Roi noir sur case blanche f3 · Pion noir sur case blanche e2 · Roi blanc sur case noire e1 | Roi noir sur case blanche f3 · Pion noir sur case blanche e2 · Roi blanc sur case noire e1 | Roi noir sur case blanche f3 · Pion noir sur case blanche e2 · Roi blanc sur case noire e1 | Roi noir sur case blanche f3 · Pion noir sur case blanche e2 · Roi blanc sur case noire e1 | 1 |
|   | a                                                                                          | b                                                                                          | c                                                                                          | d                                                                                          | e                                                                                          | f                                                                                          | g                                                                                          | h                                                                                          |   |

|   | a | b | c | d | e | f | g | h |   |
| 8 | Roi noir sur case blanche e8 · Pion blanc sur case noire e7 · Roi blanc sur case noire d6 · Pion noir sur case blanche a4 · Pion noir sur case noire g3 · Pion blanc sur case noire b2 · Pion blanc sur case blanche g2 | Roi noir sur case blanche e8 · Pion blanc sur case noire e7 · Roi blanc sur case noire d6 · Pion noir sur case blanche a4 · Pion noir sur case noire g3 · Pion blanc sur case noire b2 · Pion blanc sur case blanche g2 | Roi noir sur case blanche e8 · Pion blanc sur case noire e7 · Roi blanc sur case noire d6 · Pion noir sur case blanche a4 · Pion noir sur case noire g3 · Pion blanc sur case noire b2 · Pion blanc sur case blanche g2 | Roi noir sur case blanche e8 · Pion blanc sur case noire e7 · Roi blanc sur case noire d6 · Pion noir sur case blanche a4 · Pion noir sur case noire g3 · Pion blanc sur case noire b2 · Pion blanc sur case blanche g2 | Roi noir sur case blanche e8 · Pion blanc sur case noire e7 · Roi blanc sur case noire d6 · Pion noir sur case blanche a4 · Pion noir sur case noire g3 · Pion blanc sur case noire b2 · Pion blanc sur case blanche g2 | Roi noir sur case blanche e8 · Pion blanc sur case noire e7 · Roi blanc sur case noire d6 · Pion noir sur case blanche a4 · Pion noir sur case noire g3 · Pion blanc sur case noire b2 · Pion blanc sur case blanche g2 | Roi noir sur case blanche e8 · Pion blanc sur case noire e7 · Roi blanc sur case noire d6 · Pion noir sur case blanche a4 · Pion noir sur case noire g3 · Pion blanc sur case noire b2 · Pion blanc sur case blanche g2 | Roi noir sur case blanche e8 · Pion blanc sur case noire e7 · Roi blanc sur case noire d6 · Pion noir sur case blanche a4 · Pion noir sur case noire g3 · Pion blanc sur case noire b2 · Pion blanc sur case blanche g2 | 8 |
| 7 | Roi noir sur case blanche e8 · Pion blanc sur case noire e7 · Roi blanc sur case noire d6 · Pion noir sur case blanche a4 · Pion noir sur case noire g3 · Pion blanc sur case noire b2 · Pion blanc sur case blanche g2 | Roi noir sur case blanche e8 · Pion blanc sur case noire e7 · Roi blanc sur case noire d6 · Pion noir sur case blanche a4 · Pion noir sur case noire g3 · Pion blanc sur case noire b2 · Pion blanc sur case blanche g2 | Roi noir sur case blanche e8 · Pion blanc sur case noire e7 · Roi blanc sur case noire d6 · Pion noir sur case blanche a4 · Pion noir sur case noire g3 · Pion blanc sur case noire b2 · Pion blanc sur case blanche g2 | Roi noir sur case blanche e8 · Pion blanc sur case noire e7 · Roi blanc sur case noire d6 · Pion noir sur case blanche a4 · Pion noir sur case noire g3 · Pion blanc sur case noire b2 · Pion blanc sur case blanche g2 | Roi noir sur case blanche e8 · Pion blanc sur case noire e7 · Roi blanc sur case noire d6 · Pion noir sur case blanche a4 · Pion noir sur case noire g3 · Pion blanc sur case noire b2 · Pion blanc sur case blanche g2 | Roi noir sur case blanche e8 · Pion blanc sur case noire e7 · Roi blanc sur case noire d6 · Pion noir sur case blanche a4 · Pion noir sur case noire g3 · Pion blanc sur case noire b2 · Pion blanc sur case blanche g2 | Roi noir sur case blanche e8 · Pion blanc sur case noire e7 · Roi blanc sur case noire d6 · Pion noir sur case blanche a4 · Pion noir sur case noire g3 · Pion blanc sur case noire b2 · Pion blanc sur case blanche g2 | Roi noir sur case blanche e8 · Pion blanc sur case noire e7 · Roi blanc sur case noire d6 · Pion noir sur case blanche a4 · Pion noir sur case noire g3 · Pion blanc sur case noire b2 · Pion blanc sur case blanche g2 | 7 |
| 6 | Roi noir sur case blanche e8 · Pion blanc sur case noire e7 · Roi blanc sur case noire d6 · Pion noir sur case blanche a4 · Pion noir sur case noire g3 · Pion blanc sur case noire b2 · Pion blanc sur case blanche g2 | Roi noir sur case blanche e8 · Pion blanc sur case noire e7 · Roi blanc sur case noire d6 · Pion noir sur case blanche a4 · Pion noir sur case noire g3 · Pion blanc sur case noire b2 · Pion blanc sur case blanche g2 | Roi noir sur case blanche e8 · Pion blanc sur case noire e7 · Roi blanc sur case noire d6 · Pion noir sur case blanche a4 · Pion noir sur case noire g3 · Pion blanc sur case noire b2 · Pion blanc sur case blanche g2 | Roi noir sur case blanche e8 · Pion blanc sur case noire e7 · Roi blanc sur case noire d6 · Pion noir sur case blanche a4 · Pion noir sur case noire g3 · Pion blanc sur case noire b2 · Pion blanc sur case blanche g2 | Roi noir sur case blanche e8 · Pion blanc sur case noire e7 · Roi blanc sur case noire d6 · Pion noir sur case blanche a4 · Pion noir sur case noire g3 · Pion blanc sur case noire b2 · Pion blanc sur case blanche g2 | Roi noir sur case blanche e8 · Pion blanc sur case noire e7 · Roi blanc sur case noire d6 · Pion noir sur case blanche a4 · Pion noir sur case noire g3 · Pion blanc sur case noire b2 · Pion blanc sur case blanche g2 | Roi noir sur case blanche e8 · Pion blanc sur case noire e7 · Roi blanc sur case noire d6 · Pion noir sur case blanche a4 · Pion noir sur case noire g3 · Pion blanc sur case noire b2 · Pion blanc sur case blanche g2 | Roi noir sur case blanche e8 · Pion blanc sur case noire e7 · Roi blanc sur case noire d6 · Pion noir sur case blanche a4 · Pion noir sur case noire g3 · Pion blanc sur case noire b2 · Pion blanc sur case blanche g2 | 6 |
| 5 | Roi noir sur case blanche e8 · Pion blanc sur case noire e7 · Roi blanc sur case noire d6 · Pion noir sur case blanche a4 · Pion noir sur case noire g3 · Pion blanc sur case noire b2 · Pion blanc sur case blanche g2 | Roi noir sur case blanche e8 · Pion blanc sur case noire e7 · Roi blanc sur case noire d6 · Pion noir sur case blanche a4 · Pion noir sur case noire g3 · Pion blanc sur case noire b2 · Pion blanc sur case blanche g2 | Roi noir sur case blanche e8 · Pion blanc sur case noire e7 · Roi blanc sur case noire d6 · Pion noir sur case blanche a4 · Pion noir sur case noire g3 · Pion blanc sur case noire b2 · Pion blanc sur case blanche g2 | Roi noir sur case blanche e8 · Pion blanc sur case noire e7 · Roi blanc sur case noire d6 · Pion noir sur case blanche a4 · Pion noir sur case noire g3 · Pion blanc sur case noire b2 · Pion blanc sur case blanche g2 | Roi noir sur case blanche e8 · Pion blanc sur case noire e7 · Roi blanc sur case noire d6 · Pion noir sur case blanche a4 · Pion noir sur case noire g3 · Pion blanc sur case noire b2 · Pion blanc sur case blanche g2 | Roi noir sur case blanche e8 · Pion blanc sur case noire e7 · Roi blanc sur case noire d6 · Pion noir sur case blanche a4 · Pion noir sur case noire g3 · Pion blanc sur case noire b2 · Pion blanc sur case blanche g2 | Roi noir sur case blanche e8 · Pion blanc sur case noire e7 · Roi blanc sur case noire d6 · Pion noir sur case blanche a4 · Pion noir sur case noire g3 · Pion blanc sur case noire b2 · Pion blanc sur case blanche g2 | Roi noir sur case blanche e8 · Pion blanc sur case noire e7 · Roi blanc sur case noire d6 · Pion noir sur case blanche a4 · Pion noir sur case noire g3 · Pion blanc sur case noire b2 · Pion blanc sur case blanche g2 | 5 |
| 4 | Roi noir sur case blanche e8 · Pion blanc sur case noire e7 · Roi blanc sur case noire d6 · Pion noir sur case blanche a4 · Pion noir sur case noire g3 · Pion blanc sur case noire b2 · Pion blanc sur case blanche g2 | Roi noir sur case blanche e8 · Pion blanc sur case noire e7 · Roi blanc sur case noire d6 · Pion noir sur case blanche a4 · Pion noir sur case noire g3 · Pion blanc sur case noire b2 · Pion blanc sur case blanche g2 | Roi noir sur case blanche e8 · Pion blanc sur case noire e7 · Roi blanc sur case noire d6 · Pion noir sur case blanche a4 · Pion noir sur case noire g3 · Pion blanc sur case noire b2 · Pion blanc sur case blanche g2 | Roi noir sur case blanche e8 · Pion blanc sur case noire e7 · Roi blanc sur case noire d6 · Pion noir sur case blanche a4 · Pion noir sur case noire g3 · Pion blanc sur case noire b2 · Pion blanc sur case blanche g2 | Roi noir sur case blanche e8 · Pion blanc sur case noire e7 · Roi blanc sur case noire d6 · Pion noir sur case blanche a4 · Pion noir sur case noire g3 · Pion blanc sur case noire b2 · Pion blanc sur case blanche g2 | Roi noir sur case blanche e8 · Pion blanc sur case noire e7 · Roi blanc sur case noire d6 · Pion noir sur case blanche a4 · Pion noir sur case noire g3 · Pion blanc sur case noire b2 · Pion blanc sur case blanche g2 | Roi noir sur case blanche e8 · Pion blanc sur case noire e7 · Roi blanc sur case noire d6 · Pion noir sur case blanche a4 · Pion noir sur case noire g3 · Pion blanc sur case noire b2 · Pion blanc sur case blanche g2 | Roi noir sur case blanche e8 · Pion blanc sur case noire e7 · Roi blanc sur case noire d6 · Pion noir sur case blanche a4 · Pion noir sur case noire g3 · Pion blanc sur case noire b2 · Pion blanc sur case blanche g2 | 4 |
| 3 | Roi noir sur case blanche e8 · Pion blanc sur case noire e7 · Roi blanc sur case noire d6 · Pion noir sur case blanche a4 · Pion noir sur case noire g3 · Pion blanc sur case noire b2 · Pion blanc sur case blanche g2 | Roi noir sur case blanche e8 · Pion blanc sur case noire e7 · Roi blanc sur case noire d6 · Pion noir sur case blanche a4 · Pion noir sur case noire g3 · Pion blanc sur case noire b2 · Pion blanc sur case blanche g2 | Roi noir sur case blanche e8 · Pion blanc sur case noire e7 · Roi blanc sur case noire d6 · Pion noir sur case blanche a4 · Pion noir sur case noire g3 · Pion blanc sur case noire b2 · Pion blanc sur case blanche g2 | Roi noir sur case blanche e8 · Pion blanc sur case noire e7 · Roi blanc sur case noire d6 · Pion noir sur case blanche a4 · Pion noir sur case noire g3 · Pion blanc sur case noire b2 · Pion blanc sur case blanche g2 | Roi noir sur case blanche e8 · Pion blanc sur case noire e7 · Roi blanc sur case noire d6 · Pion noir sur case blanche a4 · Pion noir sur case noire g3 · Pion blanc sur case noire b2 · Pion blanc sur case blanche g2 | Roi noir sur case blanche e8 · Pion blanc sur case noire e7 · Roi blanc sur case noire d6 · Pion noir sur case blanche a4 · Pion noir sur case noire g3 · Pion blanc sur case noire b2 · Pion blanc sur case blanche g2 | Roi noir sur case blanche e8 · Pion blanc sur case noire e7 · Roi blanc sur case noire d6 · Pion noir sur case blanche a4 · Pion noir sur case noire g3 · Pion blanc sur case noire b2 · Pion blanc sur case blanche g2 | Roi noir sur case blanche e8 · Pion blanc sur case noire e7 · Roi blanc sur case noire d6 · Pion noir sur case blanche a4 · Pion noir sur case noire g3 · Pion blanc sur case noire b2 · Pion blanc sur case blanche g2 | 3 |
| 2 | Roi noir sur case blanche e8 · Pion blanc sur case noire e7 · Roi blanc sur case noire d6 · Pion noir sur case blanche a4 · Pion noir sur case noire g3 · Pion blanc sur case noire b2 · Pion blanc sur case blanche g2 | Roi noir sur case blanche e8 · Pion blanc sur case noire e7 · Roi blanc sur case noire d6 · Pion noir sur case blanche a4 · Pion noir sur case noire g3 · Pion blanc sur case noire b2 · Pion blanc sur case blanche g2 | Roi noir sur case blanche e8 · Pion blanc sur case noire e7 · Roi blanc sur case noire d6 · Pion noir sur case blanche a4 · Pion noir sur case noire g3 · Pion blanc sur case noire b2 · Pion blanc sur case blanche g2 | Roi noir sur case blanche e8 · Pion blanc sur case noire e7 · Roi blanc sur case noire d6 · Pion noir sur case blanche a4 · Pion noir sur case noire g3 · Pion blanc sur case noire b2 · Pion blanc sur case blanche g2 | Roi noir sur case blanche e8 · Pion blanc sur case noire e7 · Roi blanc sur case noire d6 · Pion noir sur case blanche a4 · Pion noir sur case noire g3 · Pion blanc sur case noire b2 · Pion blanc sur case blanche g2 | Roi noir sur case blanche e8 · Pion blanc sur case noire e7 · Roi blanc sur case noire d6 · Pion noir sur case blanche a4 · Pion noir sur case noire g3 · Pion blanc sur case noire b2 · Pion blanc sur case blanche g2 | Roi noir sur case blanche e8 · Pion blanc sur case noire e7 · Roi blanc sur case noire d6 · Pion noir sur case blanche a4 · Pion noir sur case noire g3 · Pion blanc sur case noire b2 · Pion blanc sur case blanche g2 | Roi noir sur case blanche e8 · Pion blanc sur case noire e7 · Roi blanc sur case noire d6 · Pion noir sur case blanche a4 · Pion noir sur case noire g3 · Pion blanc sur case noire b2 · Pion blanc sur case blanche g2 | 2 |
| 1 | Roi noir sur case blanche e8 · Pion blanc sur case noire e7 · Roi blanc sur case noire d6 · Pion noir sur case blanche a4 · Pion noir sur case noire g3 · Pion blanc sur case noire b2 · Pion blanc sur case blanche g2 | Roi noir sur case blanche e8 · Pion blanc sur case noire e7 · Roi blanc sur case noire d6 · Pion noir sur case blanche a4 · Pion noir sur case noire g3 · Pion blanc sur case noire b2 · Pion blanc sur case blanche g2 | Roi noir sur case blanche e8 · Pion blanc sur case noire e7 · Roi blanc sur case noire d6 · Pion noir sur case blanche a4 · Pion noir sur case noire g3 · Pion blanc sur case noire b2 · Pion blanc sur case blanche g2 | Roi noir sur case blanche e8 · Pion blanc sur case noire e7 · Roi blanc sur case noire d6 · Pion noir sur case blanche a4 · Pion noir sur case noire g3 · Pion blanc sur case noire b2 · Pion blanc sur case blanche g2 | Roi noir sur case blanche e8 · Pion blanc sur case noire e7 · Roi blanc sur case noire d6 · Pion noir sur case blanche a4 · Pion noir sur case noire g3 · Pion blanc sur case noire b2 · Pion blanc sur case blanche g2 | Roi noir sur case blanche e8 · Pion blanc sur case noire e7 · Roi blanc sur case noire d6 · Pion noir sur case blanche a4 · Pion noir sur case noire g3 · Pion blanc sur case noire b2 · Pion blanc sur case blanche g2 | Roi noir sur case blanche e8 · Pion blanc sur case noire e7 · Roi blanc sur case noire d6 · Pion noir sur case blanche a4 · Pion noir sur case noire g3 · Pion blanc sur case noire b2 · Pion blanc sur case blanche g2 | Roi noir sur case blanche e8 · Pion blanc sur case noire e7 · Roi blanc sur case noire d6 · Pion noir sur case blanche a4 · Pion noir sur case noire g3 · Pion blanc sur case noire b2 · Pion blanc sur case blanche g2 | 1 |
|   | a | b | c | d | e | f | g | h |   |

Un joueur est en zugzwang quand sa position est bloquée et quand les seuls coups qu'il peut faire sont mauvais.
L'opposition peut être un cas particulier de zugzwang.
La triangulation est également une forme particulière de zugzwang.
|   | a | b | c | d | e | f | g | h |   |
| 8 | Pion noir sur case blanche b7 · Roi blanc sur case noire c5 · Roi noir sur case blanche f5 · Pion blanc sur case noire b2 | Pion noir sur case blanche b7 · Roi blanc sur case noire c5 · Roi noir sur case blanche f5 · Pion blanc sur case noire b2 | Pion noir sur case blanche b7 · Roi blanc sur case noire c5 · Roi noir sur case blanche f5 · Pion blanc sur case noire b2 | Pion noir sur case blanche b7 · Roi blanc sur case noire c5 · Roi noir sur case blanche f5 · Pion blanc sur case noire b2 | Pion noir sur case blanche b7 · Roi blanc sur case noire c5 · Roi noir sur case blanche f5 · Pion blanc sur case noire b2 | Pion noir sur case blanche b7 · Roi blanc sur case noire c5 · Roi noir sur case blanche f5 · Pion blanc sur case noire b2 | Pion noir sur case blanche b7 · Roi blanc sur case noire c5 · Roi noir sur case blanche f5 · Pion blanc sur case noire b2 | Pion noir sur case blanche b7 · Roi blanc sur case noire c5 · Roi noir sur case blanche f5 · Pion blanc sur case noire b2 | 8 |
| 7 | Pion noir sur case blanche b7 · Roi blanc sur case noire c5 · Roi noir sur case blanche f5 · Pion blanc sur case noire b2 | Pion noir sur case blanche b7 · Roi blanc sur case noire c5 · Roi noir sur case blanche f5 · Pion blanc sur case noire b2 | Pion noir sur case blanche b7 · Roi blanc sur case noire c5 · Roi noir sur case blanche f5 · Pion blanc sur case noire b2 | Pion noir sur case blanche b7 · Roi blanc sur case noire c5 · Roi noir sur case blanche f5 · Pion blanc sur case noire b2 | Pion noir sur case blanche b7 · Roi blanc sur case noire c5 · Roi noir sur case blanche f5 · Pion blanc sur case noire b2 | Pion noir sur case blanche b7 · Roi blanc sur case noire c5 · Roi noir sur case blanche f5 · Pion blanc sur case noire b2 | Pion noir sur case blanche b7 · Roi blanc sur case noire c5 · Roi noir sur case blanche f5 · Pion blanc sur case noire b2 | Pion noir sur case blanche b7 · Roi blanc sur case noire c5 · Roi noir sur case blanche f5 · Pion blanc sur case noire b2 | 7 |
| 6 | Pion noir sur case blanche b7 · Roi blanc sur case noire c5 · Roi noir sur case blanche f5 · Pion blanc sur case noire b2 | Pion noir sur case blanche b7 · Roi blanc sur case noire c5 · Roi noir sur case blanche f5 · Pion blanc sur case noire b2 | Pion noir sur case blanche b7 · Roi blanc sur case noire c5 · Roi noir sur case blanche f5 · Pion blanc sur case noire b2 | Pion noir sur case blanche b7 · Roi blanc sur case noire c5 · Roi noir sur case blanche f5 · Pion blanc sur case noire b2 | Pion noir sur case blanche b7 · Roi blanc sur case noire c5 · Roi noir sur case blanche f5 · Pion blanc sur case noire b2 | Pion noir sur case blanche b7 · Roi blanc sur case noire c5 · Roi noir sur case blanche f5 · Pion blanc sur case noire b2 | Pion noir sur case blanche b7 · Roi blanc sur case noire c5 · Roi noir sur case blanche f5 · Pion blanc sur case noire b2 | Pion noir sur case blanche b7 · Roi blanc sur case noire c5 · Roi noir sur case blanche f5 · Pion blanc sur case noire b2 | 6 |
| 5 | Pion noir sur case blanche b7 · Roi blanc sur case noire c5 · Roi noir sur case blanche f5 · Pion blanc sur case noire b2 | Pion noir sur case blanche b7 · Roi blanc sur case noire c5 · Roi noir sur case blanche f5 · Pion blanc sur case noire b2 | Pion noir sur case blanche b7 · Roi blanc sur case noire c5 · Roi noir sur case blanche f5 · Pion blanc sur case noire b2 | Pion noir sur case blanche b7 · Roi blanc sur case noire c5 · Roi noir sur case blanche f5 · Pion blanc sur case noire b2 | Pion noir sur case blanche b7 · Roi blanc sur case noire c5 · Roi noir sur case blanche f5 · Pion blanc sur case noire b2 | Pion noir sur case blanche b7 · Roi blanc sur case noire c5 · Roi noir sur case blanche f5 · Pion blanc sur case noire b2 | Pion noir sur case blanche b7 · Roi blanc sur case noire c5 · Roi noir sur case blanche f5 · Pion blanc sur case noire b2 | Pion noir sur case blanche b7 · Roi blanc sur case noire c5 · Roi noir sur case blanche f5 · Pion blanc sur case noire b2 | 5 |
| 4 | Pion noir sur case blanche b7 · Roi blanc sur case noire c5 · Roi noir sur case blanche f5 · Pion blanc sur case noire b2 | Pion noir sur case blanche b7 · Roi blanc sur case noire c5 · Roi noir sur case blanche f5 · Pion blanc sur case noire b2 | Pion noir sur case blanche b7 · Roi blanc sur case noire c5 · Roi noir sur case blanche f5 · Pion blanc sur case noire b2 | Pion noir sur case blanche b7 · Roi blanc sur case noire c5 · Roi noir sur case blanche f5 · Pion blanc sur case noire b2 | Pion noir sur case blanche b7 · Roi blanc sur case noire c5 · Roi noir sur case blanche f5 · Pion blanc sur case noire b2 | Pion noir sur case blanche b7 · Roi blanc sur case noire c5 · Roi noir sur case blanche f5 · Pion blanc sur case noire b2 | Pion noir sur case blanche b7 · Roi blanc sur case noire c5 · Roi noir sur case blanche f5 · Pion blanc sur case noire b2 | Pion noir sur case blanche b7 · Roi blanc sur case noire c5 · Roi noir sur case blanche f5 · Pion blanc sur case noire b2 | 4 |
| 3 | Pion noir sur case blanche b7 · Roi blanc sur case noire c5 · Roi noir sur case blanche f5 · Pion blanc sur case noire b2 | Pion noir sur case blanche b7 · Roi blanc sur case noire c5 · Roi noir sur case blanche f5 · Pion blanc sur case noire b2 | Pion noir sur case blanche b7 · Roi blanc sur case noire c5 · Roi noir sur case blanche f5 · Pion blanc sur case noire b2 | Pion noir sur case blanche b7 · Roi blanc sur case noire c5 · Roi noir sur case blanche f5 · Pion blanc sur case noire b2 | Pion noir sur case blanche b7 · Roi blanc sur case noire c5 · Roi noir sur case blanche f5 · Pion blanc sur case noire b2 | Pion noir sur case blanche b7 · Roi blanc sur case noire c5 · Roi noir sur case blanche f5 · Pion blanc sur case noire b2 | Pion noir sur case blanche b7 · Roi blanc sur case noire c5 · Roi noir sur case blanche f5 · Pion blanc sur case noire b2 | Pion noir sur case blanche b7 · Roi blanc sur case noire c5 · Roi noir sur case blanche f5 · Pion blanc sur case noire b2 | 3 |
| 2 | Pion noir sur case blanche b7 · Roi blanc sur case noire c5 · Roi noir sur case blanche f5 · Pion blanc sur case noire b2 | Pion noir sur case blanche b7 · Roi blanc sur case noire c5 · Roi noir sur case blanche f5 · Pion blanc sur case noire b2 | Pion noir sur case blanche b7 · Roi blanc sur case noire c5 · Roi noir sur case blanche f5 · Pion blanc sur case noire b2 | Pion noir sur case blanche b7 · Roi blanc sur case noire c5 · Roi noir sur case blanche f5 · Pion blanc sur case noire b2 | Pion noir sur case blanche b7 · Roi blanc sur case noire c5 · Roi noir sur case blanche f5 · Pion blanc sur case noire b2 | Pion noir sur case blanche b7 · Roi blanc sur case noire c5 · Roi noir sur case blanche f5 · Pion blanc sur case noire b2 | Pion noir sur case blanche b7 · Roi blanc sur case noire c5 · Roi noir sur case blanche f5 · Pion blanc sur case noire b2 | Pion noir sur case blanche b7 · Roi blanc sur case noire c5 · Roi noir sur case blanche f5 · Pion blanc sur case noire b2 | 2 |
| 1 | Pion noir sur case blanche b7 · Roi blanc sur case noire c5 · Roi noir sur case blanche f5 · Pion blanc sur case noire b2 | Pion noir sur case blanche b7 · Roi blanc sur case noire c5 · Roi noir sur case blanche f5 · Pion blanc sur case noire b2 | Pion noir sur case blanche b7 · Roi blanc sur case noire c5 · Roi noir sur case blanche f5 · Pion blanc sur case noire b2 | Pion noir sur case blanche b7 · Roi blanc sur case noire c5 · Roi noir sur case blanche f5 · Pion blanc sur case noire b2 | Pion noir sur case blanche b7 · Roi blanc sur case noire c5 · Roi noir sur case blanche f5 · Pion blanc sur case noire b2 | Pion noir sur case blanche b7 · Roi blanc sur case noire c5 · Roi noir sur case blanche f5 · Pion blanc sur case noire b2 | Pion noir sur case blanche b7 · Roi blanc sur case noire c5 · Roi noir sur case blanche f5 · Pion blanc sur case noire b2 | Pion noir sur case blanche b7 · Roi blanc sur case noire c5 · Roi noir sur case blanche f5 · Pion blanc sur case noire b2 | 1 |
|   | a | b | c | d | e | f | g | h |   |

Nikolaï Kroguious présente la position suivante : 
Les Blancs (au trait) prirent l'opposition par 1. Rd5, et les Noirs se trouvèrent en zugzwang (la distinction entre opposition et zugzwang étant que l'opposition ne concerne que la position des deux rois, alors que le zugzwang relève de toutes les pièces du camp perdant). Les Noirs abandonnèrent après 1...b6 2. Rd6! Rf4 3. b4 Re4 4. b5 Rd4 5. Rc6.

## La structure de pions

### Les pions passés
|   | a | b | c | d | e | f | g | h |   |
| 8 | Roi noir sur case noire c7 · Pion noir sur case blanche a6 · Pion noir sur case noire b6 · Pion noir sur case noire h6 · Pion blanc sur case blanche h5 · Pion noir sur case blanche c4 · Pion blanc sur case noire c3 · Pion blanc sur case noire e3 · Roi blanc sur case blanche f3 · Pion blanc sur case noire b2 | Roi noir sur case noire c7 · Pion noir sur case blanche a6 · Pion noir sur case noire b6 · Pion noir sur case noire h6 · Pion blanc sur case blanche h5 · Pion noir sur case blanche c4 · Pion blanc sur case noire c3 · Pion blanc sur case noire e3 · Roi blanc sur case blanche f3 · Pion blanc sur case noire b2 | Roi noir sur case noire c7 · Pion noir sur case blanche a6 · Pion noir sur case noire b6 · Pion noir sur case noire h6 · Pion blanc sur case blanche h5 · Pion noir sur case blanche c4 · Pion blanc sur case noire c3 · Pion blanc sur case noire e3 · Roi blanc sur case blanche f3 · Pion blanc sur case noire b2 | Roi noir sur case noire c7 · Pion noir sur case blanche a6 · Pion noir sur case noire b6 · Pion noir sur case noire h6 · Pion blanc sur case blanche h5 · Pion noir sur case blanche c4 · Pion blanc sur case noire c3 · Pion blanc sur case noire e3 · Roi blanc sur case blanche f3 · Pion blanc sur case noire b2 | Roi noir sur case noire c7 · Pion noir sur case blanche a6 · Pion noir sur case noire b6 · Pion noir sur case noire h6 · Pion blanc sur case blanche h5 · Pion noir sur case blanche c4 · Pion blanc sur case noire c3 · Pion blanc sur case noire e3 · Roi blanc sur case blanche f3 · Pion blanc sur case noire b2 | Roi noir sur case noire c7 · Pion noir sur case blanche a6 · Pion noir sur case noire b6 · Pion noir sur case noire h6 · Pion blanc sur case blanche h5 · Pion noir sur case blanche c4 · Pion blanc sur case noire c3 · Pion blanc sur case noire e3 · Roi blanc sur case blanche f3 · Pion blanc sur case noire b2 | Roi noir sur case noire c7 · Pion noir sur case blanche a6 · Pion noir sur case noire b6 · Pion noir sur case noire h6 · Pion blanc sur case blanche h5 · Pion noir sur case blanche c4 · Pion blanc sur case noire c3 · Pion blanc sur case noire e3 · Roi blanc sur case blanche f3 · Pion blanc sur case noire b2 | Roi noir sur case noire c7 · Pion noir sur case blanche a6 · Pion noir sur case noire b6 · Pion noir sur case noire h6 · Pion blanc sur case blanche h5 · Pion noir sur case blanche c4 · Pion blanc sur case noire c3 · Pion blanc sur case noire e3 · Roi blanc sur case blanche f3 · Pion blanc sur case noire b2 | 8 |
| 7 | Roi noir sur case noire c7 · Pion noir sur case blanche a6 · Pion noir sur case noire b6 · Pion noir sur case noire h6 · Pion blanc sur case blanche h5 · Pion noir sur case blanche c4 · Pion blanc sur case noire c3 · Pion blanc sur case noire e3 · Roi blanc sur case blanche f3 · Pion blanc sur case noire b2 | Roi noir sur case noire c7 · Pion noir sur case blanche a6 · Pion noir sur case noire b6 · Pion noir sur case noire h6 · Pion blanc sur case blanche h5 · Pion noir sur case blanche c4 · Pion blanc sur case noire c3 · Pion blanc sur case noire e3 · Roi blanc sur case blanche f3 · Pion blanc sur case noire b2 | Roi noir sur case noire c7 · Pion noir sur case blanche a6 · Pion noir sur case noire b6 · Pion noir sur case noire h6 · Pion blanc sur case blanche h5 · Pion noir sur case blanche c4 · Pion blanc sur case noire c3 · Pion blanc sur case noire e3 · Roi blanc sur case blanche f3 · Pion blanc sur case noire b2 | Roi noir sur case noire c7 · Pion noir sur case blanche a6 · Pion noir sur case noire b6 · Pion noir sur case noire h6 · Pion blanc sur case blanche h5 · Pion noir sur case blanche c4 · Pion blanc sur case noire c3 · Pion blanc sur case noire e3 · Roi blanc sur case blanche f3 · Pion blanc sur case noire b2 | Roi noir sur case noire c7 · Pion noir sur case blanche a6 · Pion noir sur case noire b6 · Pion noir sur case noire h6 · Pion blanc sur case blanche h5 · Pion noir sur case blanche c4 · Pion blanc sur case noire c3 · Pion blanc sur case noire e3 · Roi blanc sur case blanche f3 · Pion blanc sur case noire b2 | Roi noir sur case noire c7 · Pion noir sur case blanche a6 · Pion noir sur case noire b6 · Pion noir sur case noire h6 · Pion blanc sur case blanche h5 · Pion noir sur case blanche c4 · Pion blanc sur case noire c3 · Pion blanc sur case noire e3 · Roi blanc sur case blanche f3 · Pion blanc sur case noire b2 | Roi noir sur case noire c7 · Pion noir sur case blanche a6 · Pion noir sur case noire b6 · Pion noir sur case noire h6 · Pion blanc sur case blanche h5 · Pion noir sur case blanche c4 · Pion blanc sur case noire c3 · Pion blanc sur case noire e3 · Roi blanc sur case blanche f3 · Pion blanc sur case noire b2 | Roi noir sur case noire c7 · Pion noir sur case blanche a6 · Pion noir sur case noire b6 · Pion noir sur case noire h6 · Pion blanc sur case blanche h5 · Pion noir sur case blanche c4 · Pion blanc sur case noire c3 · Pion blanc sur case noire e3 · Roi blanc sur case blanche f3 · Pion blanc sur case noire b2 | 7 |
| 6 | Roi noir sur case noire c7 · Pion noir sur case blanche a6 · Pion noir sur case noire b6 · Pion noir sur case noire h6 · Pion blanc sur case blanche h5 · Pion noir sur case blanche c4 · Pion blanc sur case noire c3 · Pion blanc sur case noire e3 · Roi blanc sur case blanche f3 · Pion blanc sur case noire b2 | Roi noir sur case noire c7 · Pion noir sur case blanche a6 · Pion noir sur case noire b6 · Pion noir sur case noire h6 · Pion blanc sur case blanche h5 · Pion noir sur case blanche c4 · Pion blanc sur case noire c3 · Pion blanc sur case noire e3 · Roi blanc sur case blanche f3 · Pion blanc sur case noire b2 | Roi noir sur case noire c7 · Pion noir sur case blanche a6 · Pion noir sur case noire b6 · Pion noir sur case noire h6 · Pion blanc sur case blanche h5 · Pion noir sur case blanche c4 · Pion blanc sur case noire c3 · Pion blanc sur case noire e3 · Roi blanc sur case blanche f3 · Pion blanc sur case noire b2 | Roi noir sur case noire c7 · Pion noir sur case blanche a6 · Pion noir sur case noire b6 · Pion noir sur case noire h6 · Pion blanc sur case blanche h5 · Pion noir sur case blanche c4 · Pion blanc sur case noire c3 · Pion blanc sur case noire e3 · Roi blanc sur case blanche f3 · Pion blanc sur case noire b2 | Roi noir sur case noire c7 · Pion noir sur case blanche a6 · Pion noir sur case noire b6 · Pion noir sur case noire h6 · Pion blanc sur case blanche h5 · Pion noir sur case blanche c4 · Pion blanc sur case noire c3 · Pion blanc sur case noire e3 · Roi blanc sur case blanche f3 · Pion blanc sur case noire b2 | Roi noir sur case noire c7 · Pion noir sur case blanche a6 · Pion noir sur case noire b6 · Pion noir sur case noire h6 · Pion blanc sur case blanche h5 · Pion noir sur case blanche c4 · Pion blanc sur case noire c3 · Pion blanc sur case noire e3 · Roi blanc sur case blanche f3 · Pion blanc sur case noire b2 | Roi noir sur case noire c7 · Pion noir sur case blanche a6 · Pion noir sur case noire b6 · Pion noir sur case noire h6 · Pion blanc sur case blanche h5 · Pion noir sur case blanche c4 · Pion blanc sur case noire c3 · Pion blanc sur case noire e3 · Roi blanc sur case blanche f3 · Pion blanc sur case noire b2 | Roi noir sur case noire c7 · Pion noir sur case blanche a6 · Pion noir sur case noire b6 · Pion noir sur case noire h6 · Pion blanc sur case blanche h5 · Pion noir sur case blanche c4 · Pion blanc sur case noire c3 · Pion blanc sur case noire e3 · Roi blanc sur case blanche f3 · Pion blanc sur case noire b2 | 6 |
| 5 | Roi noir sur case noire c7 · Pion noir sur case blanche a6 · Pion noir sur case noire b6 · Pion noir sur case noire h6 · Pion blanc sur case blanche h5 · Pion noir sur case blanche c4 · Pion blanc sur case noire c3 · Pion blanc sur case noire e3 · Roi blanc sur case blanche f3 · Pion blanc sur case noire b2 | Roi noir sur case noire c7 · Pion noir sur case blanche a6 · Pion noir sur case noire b6 · Pion noir sur case noire h6 · Pion blanc sur case blanche h5 · Pion noir sur case blanche c4 · Pion blanc sur case noire c3 · Pion blanc sur case noire e3 · Roi blanc sur case blanche f3 · Pion blanc sur case noire b2 | Roi noir sur case noire c7 · Pion noir sur case blanche a6 · Pion noir sur case noire b6 · Pion noir sur case noire h6 · Pion blanc sur case blanche h5 · Pion noir sur case blanche c4 · Pion blanc sur case noire c3 · Pion blanc sur case noire e3 · Roi blanc sur case blanche f3 · Pion blanc sur case noire b2 | Roi noir sur case noire c7 · Pion noir sur case blanche a6 · Pion noir sur case noire b6 · Pion noir sur case noire h6 · Pion blanc sur case blanche h5 · Pion noir sur case blanche c4 · Pion blanc sur case noire c3 · Pion blanc sur case noire e3 · Roi blanc sur case blanche f3 · Pion blanc sur case noire b2 | Roi noir sur case noire c7 · Pion noir sur case blanche a6 · Pion noir sur case noire b6 · Pion noir sur case noire h6 · Pion blanc sur case blanche h5 · Pion noir sur case blanche c4 · Pion blanc sur case noire c3 · Pion blanc sur case noire e3 · Roi blanc sur case blanche f3 · Pion blanc sur case noire b2 | Roi noir sur case noire c7 · Pion noir sur case blanche a6 · Pion noir sur case noire b6 · Pion noir sur case noire h6 · Pion blanc sur case blanche h5 · Pion noir sur case blanche c4 · Pion blanc sur case noire c3 · Pion blanc sur case noire e3 · Roi blanc sur case blanche f3 · Pion blanc sur case noire b2 | Roi noir sur case noire c7 · Pion noir sur case blanche a6 · Pion noir sur case noire b6 · Pion noir sur case noire h6 · Pion blanc sur case blanche h5 · Pion noir sur case blanche c4 · Pion blanc sur case noire c3 · Pion blanc sur case noire e3 · Roi blanc sur case blanche f3 · Pion blanc sur case noire b2 | Roi noir sur case noire c7 · Pion noir sur case blanche a6 · Pion noir sur case noire b6 · Pion noir sur case noire h6 · Pion blanc sur case blanche h5 · Pion noir sur case blanche c4 · Pion blanc sur case noire c3 · Pion blanc sur case noire e3 · Roi blanc sur case blanche f3 · Pion blanc sur case noire b2 | 5 |
| 4 | Roi noir sur case noire c7 · Pion noir sur case blanche a6 · Pion noir sur case noire b6 · Pion noir sur case noire h6 · Pion blanc sur case blanche h5 · Pion noir sur case blanche c4 · Pion blanc sur case noire c3 · Pion blanc sur case noire e3 · Roi blanc sur case blanche f3 · Pion blanc sur case noire b2 | Roi noir sur case noire c7 · Pion noir sur case blanche a6 · Pion noir sur case noire b6 · Pion noir sur case noire h6 · Pion blanc sur case blanche h5 · Pion noir sur case blanche c4 · Pion blanc sur case noire c3 · Pion blanc sur case noire e3 · Roi blanc sur case blanche f3 · Pion blanc sur case noire b2 | Roi noir sur case noire c7 · Pion noir sur case blanche a6 · Pion noir sur case noire b6 · Pion noir sur case noire h6 · Pion blanc sur case blanche h5 · Pion noir sur case blanche c4 · Pion blanc sur case noire c3 · Pion blanc sur case noire e3 · Roi blanc sur case blanche f3 · Pion blanc sur case noire b2 | Roi noir sur case noire c7 · Pion noir sur case blanche a6 · Pion noir sur case noire b6 · Pion noir sur case noire h6 · Pion blanc sur case blanche h5 · Pion noir sur case blanche c4 · Pion blanc sur case noire c3 · Pion blanc sur case noire e3 · Roi blanc sur case blanche f3 · Pion blanc sur case noire b2 | Roi noir sur case noire c7 · Pion noir sur case blanche a6 · Pion noir sur case noire b6 · Pion noir sur case noire h6 · Pion blanc sur case blanche h5 · Pion noir sur case blanche c4 · Pion blanc sur case noire c3 · Pion blanc sur case noire e3 · Roi blanc sur case blanche f3 · Pion blanc sur case noire b2 | Roi noir sur case noire c7 · Pion noir sur case blanche a6 · Pion noir sur case noire b6 · Pion noir sur case noire h6 · Pion blanc sur case blanche h5 · Pion noir sur case blanche c4 · Pion blanc sur case noire c3 · Pion blanc sur case noire e3 · Roi blanc sur case blanche f3 · Pion blanc sur case noire b2 | Roi noir sur case noire c7 · Pion noir sur case blanche a6 · Pion noir sur case noire b6 · Pion noir sur case noire h6 · Pion blanc sur case blanche h5 · Pion noir sur case blanche c4 · Pion blanc sur case noire c3 · Pion blanc sur case noire e3 · Roi blanc sur case blanche f3 · Pion blanc sur case noire b2 | Roi noir sur case noire c7 · Pion noir sur case blanche a6 · Pion noir sur case noire b6 · Pion noir sur case noire h6 · Pion blanc sur case blanche h5 · Pion noir sur case blanche c4 · Pion blanc sur case noire c3 · Pion blanc sur case noire e3 · Roi blanc sur case blanche f3 · Pion blanc sur case noire b2 | 4 |
| 3 | Roi noir sur case noire c7 · Pion noir sur case blanche a6 · Pion noir sur case noire b6 · Pion noir sur case noire h6 · Pion blanc sur case blanche h5 · Pion noir sur case blanche c4 · Pion blanc sur case noire c3 · Pion blanc sur case noire e3 · Roi blanc sur case blanche f3 · Pion blanc sur case noire b2 | Roi noir sur case noire c7 · Pion noir sur case blanche a6 · Pion noir sur case noire b6 · Pion noir sur case noire h6 · Pion blanc sur case blanche h5 · Pion noir sur case blanche c4 · Pion blanc sur case noire c3 · Pion blanc sur case noire e3 · Roi blanc sur case blanche f3 · Pion blanc sur case noire b2 | Roi noir sur case noire c7 · Pion noir sur case blanche a6 · Pion noir sur case noire b6 · Pion noir sur case noire h6 · Pion blanc sur case blanche h5 · Pion noir sur case blanche c4 · Pion blanc sur case noire c3 · Pion blanc sur case noire e3 · Roi blanc sur case blanche f3 · Pion blanc sur case noire b2 | Roi noir sur case noire c7 · Pion noir sur case blanche a6 · Pion noir sur case noire b6 · Pion noir sur case noire h6 · Pion blanc sur case blanche h5 · Pion noir sur case blanche c4 · Pion blanc sur case noire c3 · Pion blanc sur case noire e3 · Roi blanc sur case blanche f3 · Pion blanc sur case noire b2 | Roi noir sur case noire c7 · Pion noir sur case blanche a6 · Pion noir sur case noire b6 · Pion noir sur case noire h6 · Pion blanc sur case blanche h5 · Pion noir sur case blanche c4 · Pion blanc sur case noire c3 · Pion blanc sur case noire e3 · Roi blanc sur case blanche f3 · Pion blanc sur case noire b2 | Roi noir sur case noire c7 · Pion noir sur case blanche a6 · Pion noir sur case noire b6 · Pion noir sur case noire h6 · Pion blanc sur case blanche h5 · Pion noir sur case blanche c4 · Pion blanc sur case noire c3 · Pion blanc sur case noire e3 · Roi blanc sur case blanche f3 · Pion blanc sur case noire b2 | Roi noir sur case noire c7 · Pion noir sur case blanche a6 · Pion noir sur case noire b6 · Pion noir sur case noire h6 · Pion blanc sur case blanche h5 · Pion noir sur case blanche c4 · Pion blanc sur case noire c3 · Pion blanc sur case noire e3 · Roi blanc sur case blanche f3 · Pion blanc sur case noire b2 | Roi noir sur case noire c7 · Pion noir sur case blanche a6 · Pion noir sur case noire b6 · Pion noir sur case noire h6 · Pion blanc sur case blanche h5 · Pion noir sur case blanche c4 · Pion blanc sur case noire c3 · Pion blanc sur case noire e3 · Roi blanc sur case blanche f3 · Pion blanc sur case noire b2 | 3 |
| 2 | Roi noir sur case noire c7 · Pion noir sur case blanche a6 · Pion noir sur case noire b6 · Pion noir sur case noire h6 · Pion blanc sur case blanche h5 · Pion noir sur case blanche c4 · Pion blanc sur case noire c3 · Pion blanc sur case noire e3 · Roi blanc sur case blanche f3 · Pion blanc sur case noire b2 | Roi noir sur case noire c7 · Pion noir sur case blanche a6 · Pion noir sur case noire b6 · Pion noir sur case noire h6 · Pion blanc sur case blanche h5 · Pion noir sur case blanche c4 · Pion blanc sur case noire c3 · Pion blanc sur case noire e3 · Roi blanc sur case blanche f3 · Pion blanc sur case noire b2 | Roi noir sur case noire c7 · Pion noir sur case blanche a6 · Pion noir sur case noire b6 · Pion noir sur case noire h6 · Pion blanc sur case blanche h5 · Pion noir sur case blanche c4 · Pion blanc sur case noire c3 · Pion blanc sur case noire e3 · Roi blanc sur case blanche f3 · Pion blanc sur case noire b2 | Roi noir sur case noire c7 · Pion noir sur case blanche a6 · Pion noir sur case noire b6 · Pion noir sur case noire h6 · Pion blanc sur case blanche h5 · Pion noir sur case blanche c4 · Pion blanc sur case noire c3 · Pion blanc sur case noire e3 · Roi blanc sur case blanche f3 · Pion blanc sur case noire b2 | Roi noir sur case noire c7 · Pion noir sur case blanche a6 · Pion noir sur case noire b6 · Pion noir sur case noire h6 · Pion blanc sur case blanche h5 · Pion noir sur case blanche c4 · Pion blanc sur case noire c3 · Pion blanc sur case noire e3 · Roi blanc sur case blanche f3 · Pion blanc sur case noire b2 | Roi noir sur case noire c7 · Pion noir sur case blanche a6 · Pion noir sur case noire b6 · Pion noir sur case noire h6 · Pion blanc sur case blanche h5 · Pion noir sur case blanche c4 · Pion blanc sur case noire c3 · Pion blanc sur case noire e3 · Roi blanc sur case blanche f3 · Pion blanc sur case noire b2 | Roi noir sur case noire c7 · Pion noir sur case blanche a6 · Pion noir sur case noire b6 · Pion noir sur case noire h6 · Pion blanc sur case blanche h5 · Pion noir sur case blanche c4 · Pion blanc sur case noire c3 · Pion blanc sur case noire e3 · Roi blanc sur case blanche f3 · Pion blanc sur case noire b2 | Roi noir sur case noire c7 · Pion noir sur case blanche a6 · Pion noir sur case noire b6 · Pion noir sur case noire h6 · Pion blanc sur case blanche h5 · Pion noir sur case blanche c4 · Pion blanc sur case noire c3 · Pion blanc sur case noire e3 · Roi blanc sur case blanche f3 · Pion blanc sur case noire b2 | 2 |
| 1 | Roi noir sur case noire c7 · Pion noir sur case blanche a6 · Pion noir sur case noire b6 · Pion noir sur case noire h6 · Pion blanc sur case blanche h5 · Pion noir sur case blanche c4 · Pion blanc sur case noire c3 · Pion blanc sur case noire e3 · Roi blanc sur case blanche f3 · Pion blanc sur case noire b2 | Roi noir sur case noire c7 · Pion noir sur case blanche a6 · Pion noir sur case noire b6 · Pion noir sur case noire h6 · Pion blanc sur case blanche h5 · Pion noir sur case blanche c4 · Pion blanc sur case noire c3 · Pion blanc sur case noire e3 · Roi blanc sur case blanche f3 · Pion blanc sur case noire b2 | Roi noir sur case noire c7 · Pion noir sur case blanche a6 · Pion noir sur case noire b6 · Pion noir sur case noire h6 · Pion blanc sur case blanche h5 · Pion noir sur case blanche c4 · Pion blanc sur case noire c3 · Pion blanc sur case noire e3 · Roi blanc sur case blanche f3 · Pion blanc sur case noire b2 | Roi noir sur case noire c7 · Pion noir sur case blanche a6 · Pion noir sur case noire b6 · Pion noir sur case noire h6 · Pion blanc sur case blanche h5 · Pion noir sur case blanche c4 · Pion blanc sur case noire c3 · Pion blanc sur case noire e3 · Roi blanc sur case blanche f3 · Pion blanc sur case noire b2 | Roi noir sur case noire c7 · Pion noir sur case blanche a6 · Pion noir sur case noire b6 · Pion noir sur case noire h6 · Pion blanc sur case blanche h5 · Pion noir sur case blanche c4 · Pion blanc sur case noire c3 · Pion blanc sur case noire e3 · Roi blanc sur case blanche f3 · Pion blanc sur case noire b2 | Roi noir sur case noire c7 · Pion noir sur case blanche a6 · Pion noir sur case noire b6 · Pion noir sur case noire h6 · Pion blanc sur case blanche h5 · Pion noir sur case blanche c4 · Pion blanc sur case noire c3 · Pion blanc sur case noire e3 · Roi blanc sur case blanche f3 · Pion blanc sur case noire b2 | Roi noir sur case noire c7 · Pion noir sur case blanche a6 · Pion noir sur case noire b6 · Pion noir sur case noire h6 · Pion blanc sur case blanche h5 · Pion noir sur case blanche c4 · Pion blanc sur case noire c3 · Pion blanc sur case noire e3 · Roi blanc sur case blanche f3 · Pion blanc sur case noire b2 | Roi noir sur case noire c7 · Pion noir sur case blanche a6 · Pion noir sur case noire b6 · Pion noir sur case noire h6 · Pion blanc sur case blanche h5 · Pion noir sur case blanche c4 · Pion blanc sur case noire c3 · Pion blanc sur case noire e3 · Roi blanc sur case blanche f3 · Pion blanc sur case noire b2 | 1 |
|   | a | b | c | d | e | f | g | h |   |

Un pion passé est un pion qui ne peut pas être attaqué ou bloqué par d'autres pions dans toute sa colonne. Les pions passés servent généralement à évaluer les finales de pions égales en matériel, car ils sont les seuls à pouvoir aller à dame.
Ici, les Blancs ont un pion passé en e3, alors que les Noirs n'en ont pas. Pour gagner, les Blancs n'ont qu'à aller à dame avec leur pion :
1.e4 Rd6 2.Rf4 Re6 3.e5 Re7 4.Rf5 Rf7 5.e6 Re7 6.Re5 Re8 7.Rd6 Rd8 8.e7 Re8 (voir position). Les Noirs sont en zugzwang, les Blancs n'ont plus qu'à attendre qu'ils poussent leurs pions en alternant Re6 et Rd6.
|   | a | b | c | d | e | f | g | h |   |
| 8 | Roi noir sur case noire h8 · Pion noir sur case blanche a6 · Pion noir sur case noire b6 · Pion noir sur case blanche c6 · Pion blanc sur case blanche a4 · Pion blanc sur case noire b4 · Pion blanc sur case blanche c4 · Roi blanc sur case blanche h1 | Roi noir sur case noire h8 · Pion noir sur case blanche a6 · Pion noir sur case noire b6 · Pion noir sur case blanche c6 · Pion blanc sur case blanche a4 · Pion blanc sur case noire b4 · Pion blanc sur case blanche c4 · Roi blanc sur case blanche h1 | Roi noir sur case noire h8 · Pion noir sur case blanche a6 · Pion noir sur case noire b6 · Pion noir sur case blanche c6 · Pion blanc sur case blanche a4 · Pion blanc sur case noire b4 · Pion blanc sur case blanche c4 · Roi blanc sur case blanche h1 | Roi noir sur case noire h8 · Pion noir sur case blanche a6 · Pion noir sur case noire b6 · Pion noir sur case blanche c6 · Pion blanc sur case blanche a4 · Pion blanc sur case noire b4 · Pion blanc sur case blanche c4 · Roi blanc sur case blanche h1 | Roi noir sur case noire h8 · Pion noir sur case blanche a6 · Pion noir sur case noire b6 · Pion noir sur case blanche c6 · Pion blanc sur case blanche a4 · Pion blanc sur case noire b4 · Pion blanc sur case blanche c4 · Roi blanc sur case blanche h1 | Roi noir sur case noire h8 · Pion noir sur case blanche a6 · Pion noir sur case noire b6 · Pion noir sur case blanche c6 · Pion blanc sur case blanche a4 · Pion blanc sur case noire b4 · Pion blanc sur case blanche c4 · Roi blanc sur case blanche h1 | Roi noir sur case noire h8 · Pion noir sur case blanche a6 · Pion noir sur case noire b6 · Pion noir sur case blanche c6 · Pion blanc sur case blanche a4 · Pion blanc sur case noire b4 · Pion blanc sur case blanche c4 · Roi blanc sur case blanche h1 | Roi noir sur case noire h8 · Pion noir sur case blanche a6 · Pion noir sur case noire b6 · Pion noir sur case blanche c6 · Pion blanc sur case blanche a4 · Pion blanc sur case noire b4 · Pion blanc sur case blanche c4 · Roi blanc sur case blanche h1 | 8 |
| 7 | Roi noir sur case noire h8 · Pion noir sur case blanche a6 · Pion noir sur case noire b6 · Pion noir sur case blanche c6 · Pion blanc sur case blanche a4 · Pion blanc sur case noire b4 · Pion blanc sur case blanche c4 · Roi blanc sur case blanche h1 | Roi noir sur case noire h8 · Pion noir sur case blanche a6 · Pion noir sur case noire b6 · Pion noir sur case blanche c6 · Pion blanc sur case blanche a4 · Pion blanc sur case noire b4 · Pion blanc sur case blanche c4 · Roi blanc sur case blanche h1 | Roi noir sur case noire h8 · Pion noir sur case blanche a6 · Pion noir sur case noire b6 · Pion noir sur case blanche c6 · Pion blanc sur case blanche a4 · Pion blanc sur case noire b4 · Pion blanc sur case blanche c4 · Roi blanc sur case blanche h1 | Roi noir sur case noire h8 · Pion noir sur case blanche a6 · Pion noir sur case noire b6 · Pion noir sur case blanche c6 · Pion blanc sur case blanche a4 · Pion blanc sur case noire b4 · Pion blanc sur case blanche c4 · Roi blanc sur case blanche h1 | Roi noir sur case noire h8 · Pion noir sur case blanche a6 · Pion noir sur case noire b6 · Pion noir sur case blanche c6 · Pion blanc sur case blanche a4 · Pion blanc sur case noire b4 · Pion blanc sur case blanche c4 · Roi blanc sur case blanche h1 | Roi noir sur case noire h8 · Pion noir sur case blanche a6 · Pion noir sur case noire b6 · Pion noir sur case blanche c6 · Pion blanc sur case blanche a4 · Pion blanc sur case noire b4 · Pion blanc sur case blanche c4 · Roi blanc sur case blanche h1 | Roi noir sur case noire h8 · Pion noir sur case blanche a6 · Pion noir sur case noire b6 · Pion noir sur case blanche c6 · Pion blanc sur case blanche a4 · Pion blanc sur case noire b4 · Pion blanc sur case blanche c4 · Roi blanc sur case blanche h1 | Roi noir sur case noire h8 · Pion noir sur case blanche a6 · Pion noir sur case noire b6 · Pion noir sur case blanche c6 · Pion blanc sur case blanche a4 · Pion blanc sur case noire b4 · Pion blanc sur case blanche c4 · Roi blanc sur case blanche h1 | 7 |
| 6 | Roi noir sur case noire h8 · Pion noir sur case blanche a6 · Pion noir sur case noire b6 · Pion noir sur case blanche c6 · Pion blanc sur case blanche a4 · Pion blanc sur case noire b4 · Pion blanc sur case blanche c4 · Roi blanc sur case blanche h1 | Roi noir sur case noire h8 · Pion noir sur case blanche a6 · Pion noir sur case noire b6 · Pion noir sur case blanche c6 · Pion blanc sur case blanche a4 · Pion blanc sur case noire b4 · Pion blanc sur case blanche c4 · Roi blanc sur case blanche h1 | Roi noir sur case noire h8 · Pion noir sur case blanche a6 · Pion noir sur case noire b6 · Pion noir sur case blanche c6 · Pion blanc sur case blanche a4 · Pion blanc sur case noire b4 · Pion blanc sur case blanche c4 · Roi blanc sur case blanche h1 | Roi noir sur case noire h8 · Pion noir sur case blanche a6 · Pion noir sur case noire b6 · Pion noir sur case blanche c6 · Pion blanc sur case blanche a4 · Pion blanc sur case noire b4 · Pion blanc sur case blanche c4 · Roi blanc sur case blanche h1 | Roi noir sur case noire h8 · Pion noir sur case blanche a6 · Pion noir sur case noire b6 · Pion noir sur case blanche c6 · Pion blanc sur case blanche a4 · Pion blanc sur case noire b4 · Pion blanc sur case blanche c4 · Roi blanc sur case blanche h1 | Roi noir sur case noire h8 · Pion noir sur case blanche a6 · Pion noir sur case noire b6 · Pion noir sur case blanche c6 · Pion blanc sur case blanche a4 · Pion blanc sur case noire b4 · Pion blanc sur case blanche c4 · Roi blanc sur case blanche h1 | Roi noir sur case noire h8 · Pion noir sur case blanche a6 · Pion noir sur case noire b6 · Pion noir sur case blanche c6 · Pion blanc sur case blanche a4 · Pion blanc sur case noire b4 · Pion blanc sur case blanche c4 · Roi blanc sur case blanche h1 | Roi noir sur case noire h8 · Pion noir sur case blanche a6 · Pion noir sur case noire b6 · Pion noir sur case blanche c6 · Pion blanc sur case blanche a4 · Pion blanc sur case noire b4 · Pion blanc sur case blanche c4 · Roi blanc sur case blanche h1 | 6 |
| 5 | Roi noir sur case noire h8 · Pion noir sur case blanche a6 · Pion noir sur case noire b6 · Pion noir sur case blanche c6 · Pion blanc sur case blanche a4 · Pion blanc sur case noire b4 · Pion blanc sur case blanche c4 · Roi blanc sur case blanche h1 | Roi noir sur case noire h8 · Pion noir sur case blanche a6 · Pion noir sur case noire b6 · Pion noir sur case blanche c6 · Pion blanc sur case blanche a4 · Pion blanc sur case noire b4 · Pion blanc sur case blanche c4 · Roi blanc sur case blanche h1 | Roi noir sur case noire h8 · Pion noir sur case blanche a6 · Pion noir sur case noire b6 · Pion noir sur case blanche c6 · Pion blanc sur case blanche a4 · Pion blanc sur case noire b4 · Pion blanc sur case blanche c4 · Roi blanc sur case blanche h1 | Roi noir sur case noire h8 · Pion noir sur case blanche a6 · Pion noir sur case noire b6 · Pion noir sur case blanche c6 · Pion blanc sur case blanche a4 · Pion blanc sur case noire b4 · Pion blanc sur case blanche c4 · Roi blanc sur case blanche h1 | Roi noir sur case noire h8 · Pion noir sur case blanche a6 · Pion noir sur case noire b6 · Pion noir sur case blanche c6 · Pion blanc sur case blanche a4 · Pion blanc sur case noire b4 · Pion blanc sur case blanche c4 · Roi blanc sur case blanche h1 | Roi noir sur case noire h8 · Pion noir sur case blanche a6 · Pion noir sur case noire b6 · Pion noir sur case blanche c6 · Pion blanc sur case blanche a4 · Pion blanc sur case noire b4 · Pion blanc sur case blanche c4 · Roi blanc sur case blanche h1 | Roi noir sur case noire h8 · Pion noir sur case blanche a6 · Pion noir sur case noire b6 · Pion noir sur case blanche c6 · Pion blanc sur case blanche a4 · Pion blanc sur case noire b4 · Pion blanc sur case blanche c4 · Roi blanc sur case blanche h1 | Roi noir sur case noire h8 · Pion noir sur case blanche a6 · Pion noir sur case noire b6 · Pion noir sur case blanche c6 · Pion blanc sur case blanche a4 · Pion blanc sur case noire b4 · Pion blanc sur case blanche c4 · Roi blanc sur case blanche h1 | 5 |
| 4 | Roi noir sur case noire h8 · Pion noir sur case blanche a6 · Pion noir sur case noire b6 · Pion noir sur case blanche c6 · Pion blanc sur case blanche a4 · Pion blanc sur case noire b4 · Pion blanc sur case blanche c4 · Roi blanc sur case blanche h1 | Roi noir sur case noire h8 · Pion noir sur case blanche a6 · Pion noir sur case noire b6 · Pion noir sur case blanche c6 · Pion blanc sur case blanche a4 · Pion blanc sur case noire b4 · Pion blanc sur case blanche c4 · Roi blanc sur case blanche h1 | Roi noir sur case noire h8 · Pion noir sur case blanche a6 · Pion noir sur case noire b6 · Pion noir sur case blanche c6 · Pion blanc sur case blanche a4 · Pion blanc sur case noire b4 · Pion blanc sur case blanche c4 · Roi blanc sur case blanche h1 | Roi noir sur case noire h8 · Pion noir sur case blanche a6 · Pion noir sur case noire b6 · Pion noir sur case blanche c6 · Pion blanc sur case blanche a4 · Pion blanc sur case noire b4 · Pion blanc sur case blanche c4 · Roi blanc sur case blanche h1 | Roi noir sur case noire h8 · Pion noir sur case blanche a6 · Pion noir sur case noire b6 · Pion noir sur case blanche c6 · Pion blanc sur case blanche a4 · Pion blanc sur case noire b4 · Pion blanc sur case blanche c4 · Roi blanc sur case blanche h1 | Roi noir sur case noire h8 · Pion noir sur case blanche a6 · Pion noir sur case noire b6 · Pion noir sur case blanche c6 · Pion blanc sur case blanche a4 · Pion blanc sur case noire b4 · Pion blanc sur case blanche c4 · Roi blanc sur case blanche h1 | Roi noir sur case noire h8 · Pion noir sur case blanche a6 · Pion noir sur case noire b6 · Pion noir sur case blanche c6 · Pion blanc sur case blanche a4 · Pion blanc sur case noire b4 · Pion blanc sur case blanche c4 · Roi blanc sur case blanche h1 | Roi noir sur case noire h8 · Pion noir sur case blanche a6 · Pion noir sur case noire b6 · Pion noir sur case blanche c6 · Pion blanc sur case blanche a4 · Pion blanc sur case noire b4 · Pion blanc sur case blanche c4 · Roi blanc sur case blanche h1 | 4 |
| 3 | Roi noir sur case noire h8 · Pion noir sur case blanche a6 · Pion noir sur case noire b6 · Pion noir sur case blanche c6 · Pion blanc sur case blanche a4 · Pion blanc sur case noire b4 · Pion blanc sur case blanche c4 · Roi blanc sur case blanche h1 | Roi noir sur case noire h8 · Pion noir sur case blanche a6 · Pion noir sur case noire b6 · Pion noir sur case blanche c6 · Pion blanc sur case blanche a4 · Pion blanc sur case noire b4 · Pion blanc sur case blanche c4 · Roi blanc sur case blanche h1 | Roi noir sur case noire h8 · Pion noir sur case blanche a6 · Pion noir sur case noire b6 · Pion noir sur case blanche c6 · Pion blanc sur case blanche a4 · Pion blanc sur case noire b4 · Pion blanc sur case blanche c4 · Roi blanc sur case blanche h1 | Roi noir sur case noire h8 · Pion noir sur case blanche a6 · Pion noir sur case noire b6 · Pion noir sur case blanche c6 · Pion blanc sur case blanche a4 · Pion blanc sur case noire b4 · Pion blanc sur case blanche c4 · Roi blanc sur case blanche h1 | Roi noir sur case noire h8 · Pion noir sur case blanche a6 · Pion noir sur case noire b6 · Pion noir sur case blanche c6 · Pion blanc sur case blanche a4 · Pion blanc sur case noire b4 · Pion blanc sur case blanche c4 · Roi blanc sur case blanche h1 | Roi noir sur case noire h8 · Pion noir sur case blanche a6 · Pion noir sur case noire b6 · Pion noir sur case blanche c6 · Pion blanc sur case blanche a4 · Pion blanc sur case noire b4 · Pion blanc sur case blanche c4 · Roi blanc sur case blanche h1 | Roi noir sur case noire h8 · Pion noir sur case blanche a6 · Pion noir sur case noire b6 · Pion noir sur case blanche c6 · Pion blanc sur case blanche a4 · Pion blanc sur case noire b4 · Pion blanc sur case blanche c4 · Roi blanc sur case blanche h1 | Roi noir sur case noire h8 · Pion noir sur case blanche a6 · Pion noir sur case noire b6 · Pion noir sur case blanche c6 · Pion blanc sur case blanche a4 · Pion blanc sur case noire b4 · Pion blanc sur case blanche c4 · Roi blanc sur case blanche h1 | 3 |
| 2 | Roi noir sur case noire h8 · Pion noir sur case blanche a6 · Pion noir sur case noire b6 · Pion noir sur case blanche c6 · Pion blanc sur case blanche a4 · Pion blanc sur case noire b4 · Pion blanc sur case blanche c4 · Roi blanc sur case blanche h1 | Roi noir sur case noire h8 · Pion noir sur case blanche a6 · Pion noir sur case noire b6 · Pion noir sur case blanche c6 · Pion blanc sur case blanche a4 · Pion blanc sur case noire b4 · Pion blanc sur case blanche c4 · Roi blanc sur case blanche h1 | Roi noir sur case noire h8 · Pion noir sur case blanche a6 · Pion noir sur case noire b6 · Pion noir sur case blanche c6 · Pion blanc sur case blanche a4 · Pion blanc sur case noire b4 · Pion blanc sur case blanche c4 · Roi blanc sur case blanche h1 | Roi noir sur case noire h8 · Pion noir sur case blanche a6 · Pion noir sur case noire b6 · Pion noir sur case blanche c6 · Pion blanc sur case blanche a4 · Pion blanc sur case noire b4 · Pion blanc sur case blanche c4 · Roi blanc sur case blanche h1 | Roi noir sur case noire h8 · Pion noir sur case blanche a6 · Pion noir sur case noire b6 · Pion noir sur case blanche c6 · Pion blanc sur case blanche a4 · Pion blanc sur case noire b4 · Pion blanc sur case blanche c4 · Roi blanc sur case blanche h1 | Roi noir sur case noire h8 · Pion noir sur case blanche a6 · Pion noir sur case noire b6 · Pion noir sur case blanche c6 · Pion blanc sur case blanche a4 · Pion blanc sur case noire b4 · Pion blanc sur case blanche c4 · Roi blanc sur case blanche h1 | Roi noir sur case noire h8 · Pion noir sur case blanche a6 · Pion noir sur case noire b6 · Pion noir sur case blanche c6 · Pion blanc sur case blanche a4 · Pion blanc sur case noire b4 · Pion blanc sur case blanche c4 · Roi blanc sur case blanche h1 | Roi noir sur case noire h8 · Pion noir sur case blanche a6 · Pion noir sur case noire b6 · Pion noir sur case blanche c6 · Pion blanc sur case blanche a4 · Pion blanc sur case noire b4 · Pion blanc sur case blanche c4 · Roi blanc sur case blanche h1 | 2 |
| 1 | Roi noir sur case noire h8 · Pion noir sur case blanche a6 · Pion noir sur case noire b6 · Pion noir sur case blanche c6 · Pion blanc sur case blanche a4 · Pion blanc sur case noire b4 · Pion blanc sur case blanche c4 · Roi blanc sur case blanche h1 | Roi noir sur case noire h8 · Pion noir sur case blanche a6 · Pion noir sur case noire b6 · Pion noir sur case blanche c6 · Pion blanc sur case blanche a4 · Pion blanc sur case noire b4 · Pion blanc sur case blanche c4 · Roi blanc sur case blanche h1 | Roi noir sur case noire h8 · Pion noir sur case blanche a6 · Pion noir sur case noire b6 · Pion noir sur case blanche c6 · Pion blanc sur case blanche a4 · Pion blanc sur case noire b4 · Pion blanc sur case blanche c4 · Roi blanc sur case blanche h1 | Roi noir sur case noire h8 · Pion noir sur case blanche a6 · Pion noir sur case noire b6 · Pion noir sur case blanche c6 · Pion blanc sur case blanche a4 · Pion blanc sur case noire b4 · Pion blanc sur case blanche c4 · Roi blanc sur case blanche h1 | Roi noir sur case noire h8 · Pion noir sur case blanche a6 · Pion noir sur case noire b6 · Pion noir sur case blanche c6 · Pion blanc sur case blanche a4 · Pion blanc sur case noire b4 · Pion blanc sur case blanche c4 · Roi blanc sur case blanche h1 | Roi noir sur case noire h8 · Pion noir sur case blanche a6 · Pion noir sur case noire b6 · Pion noir sur case blanche c6 · Pion blanc sur case blanche a4 · Pion blanc sur case noire b4 · Pion blanc sur case blanche c4 · Roi blanc sur case blanche h1 | Roi noir sur case noire h8 · Pion noir sur case blanche a6 · Pion noir sur case noire b6 · Pion noir sur case blanche c6 · Pion blanc sur case blanche a4 · Pion blanc sur case noire b4 · Pion blanc sur case blanche c4 · Roi blanc sur case blanche h1 | Roi noir sur case noire h8 · Pion noir sur case blanche a6 · Pion noir sur case noire b6 · Pion noir sur case blanche c6 · Pion blanc sur case blanche a4 · Pion blanc sur case noire b4 · Pion blanc sur case blanche c4 · Roi blanc sur case blanche h1 | 1 |
|   | a | b | c | d | e | f | g | h |   |

Dans l'étude ci-contre, les Blancs parviennent par 1. b5! à se créer un pion passé qu'ils promouvront sur échec  :
- si 1...cxb5 2. a5! bxa5 3. c5! a4 4. c6 a3 5. c7 ;
- si 1...axb5 2. c5! bxc5 3. a5! c4 4. a6 c3 5. a7.

### Quand deux pions vivent seuls
|   | a | b | c | d | e | f | g | h |   |
| 8 | Roi noir sur case blanche b7 · Pion noir sur case blanche b5 · Pion blanc sur case blanche f3 · Pion blanc sur case blanche h3 · Roi blanc sur case noire g1 | Roi noir sur case blanche b7 · Pion noir sur case blanche b5 · Pion blanc sur case blanche f3 · Pion blanc sur case blanche h3 · Roi blanc sur case noire g1 | Roi noir sur case blanche b7 · Pion noir sur case blanche b5 · Pion blanc sur case blanche f3 · Pion blanc sur case blanche h3 · Roi blanc sur case noire g1 | Roi noir sur case blanche b7 · Pion noir sur case blanche b5 · Pion blanc sur case blanche f3 · Pion blanc sur case blanche h3 · Roi blanc sur case noire g1 | Roi noir sur case blanche b7 · Pion noir sur case blanche b5 · Pion blanc sur case blanche f3 · Pion blanc sur case blanche h3 · Roi blanc sur case noire g1 | Roi noir sur case blanche b7 · Pion noir sur case blanche b5 · Pion blanc sur case blanche f3 · Pion blanc sur case blanche h3 · Roi blanc sur case noire g1 | Roi noir sur case blanche b7 · Pion noir sur case blanche b5 · Pion blanc sur case blanche f3 · Pion blanc sur case blanche h3 · Roi blanc sur case noire g1 | Roi noir sur case blanche b7 · Pion noir sur case blanche b5 · Pion blanc sur case blanche f3 · Pion blanc sur case blanche h3 · Roi blanc sur case noire g1 | 8 |
| 7 | Roi noir sur case blanche b7 · Pion noir sur case blanche b5 · Pion blanc sur case blanche f3 · Pion blanc sur case blanche h3 · Roi blanc sur case noire g1 | Roi noir sur case blanche b7 · Pion noir sur case blanche b5 · Pion blanc sur case blanche f3 · Pion blanc sur case blanche h3 · Roi blanc sur case noire g1 | Roi noir sur case blanche b7 · Pion noir sur case blanche b5 · Pion blanc sur case blanche f3 · Pion blanc sur case blanche h3 · Roi blanc sur case noire g1 | Roi noir sur case blanche b7 · Pion noir sur case blanche b5 · Pion blanc sur case blanche f3 · Pion blanc sur case blanche h3 · Roi blanc sur case noire g1 | Roi noir sur case blanche b7 · Pion noir sur case blanche b5 · Pion blanc sur case blanche f3 · Pion blanc sur case blanche h3 · Roi blanc sur case noire g1 | Roi noir sur case blanche b7 · Pion noir sur case blanche b5 · Pion blanc sur case blanche f3 · Pion blanc sur case blanche h3 · Roi blanc sur case noire g1 | Roi noir sur case blanche b7 · Pion noir sur case blanche b5 · Pion blanc sur case blanche f3 · Pion blanc sur case blanche h3 · Roi blanc sur case noire g1 | Roi noir sur case blanche b7 · Pion noir sur case blanche b5 · Pion blanc sur case blanche f3 · Pion blanc sur case blanche h3 · Roi blanc sur case noire g1 | 7 |
| 6 | Roi noir sur case blanche b7 · Pion noir sur case blanche b5 · Pion blanc sur case blanche f3 · Pion blanc sur case blanche h3 · Roi blanc sur case noire g1 | Roi noir sur case blanche b7 · Pion noir sur case blanche b5 · Pion blanc sur case blanche f3 · Pion blanc sur case blanche h3 · Roi blanc sur case noire g1 | Roi noir sur case blanche b7 · Pion noir sur case blanche b5 · Pion blanc sur case blanche f3 · Pion blanc sur case blanche h3 · Roi blanc sur case noire g1 | Roi noir sur case blanche b7 · Pion noir sur case blanche b5 · Pion blanc sur case blanche f3 · Pion blanc sur case blanche h3 · Roi blanc sur case noire g1 | Roi noir sur case blanche b7 · Pion noir sur case blanche b5 · Pion blanc sur case blanche f3 · Pion blanc sur case blanche h3 · Roi blanc sur case noire g1 | Roi noir sur case blanche b7 · Pion noir sur case blanche b5 · Pion blanc sur case blanche f3 · Pion blanc sur case blanche h3 · Roi blanc sur case noire g1 | Roi noir sur case blanche b7 · Pion noir sur case blanche b5 · Pion blanc sur case blanche f3 · Pion blanc sur case blanche h3 · Roi blanc sur case noire g1 | Roi noir sur case blanche b7 · Pion noir sur case blanche b5 · Pion blanc sur case blanche f3 · Pion blanc sur case blanche h3 · Roi blanc sur case noire g1 | 6 |
| 5 | Roi noir sur case blanche b7 · Pion noir sur case blanche b5 · Pion blanc sur case blanche f3 · Pion blanc sur case blanche h3 · Roi blanc sur case noire g1 | Roi noir sur case blanche b7 · Pion noir sur case blanche b5 · Pion blanc sur case blanche f3 · Pion blanc sur case blanche h3 · Roi blanc sur case noire g1 | Roi noir sur case blanche b7 · Pion noir sur case blanche b5 · Pion blanc sur case blanche f3 · Pion blanc sur case blanche h3 · Roi blanc sur case noire g1 | Roi noir sur case blanche b7 · Pion noir sur case blanche b5 · Pion blanc sur case blanche f3 · Pion blanc sur case blanche h3 · Roi blanc sur case noire g1 | Roi noir sur case blanche b7 · Pion noir sur case blanche b5 · Pion blanc sur case blanche f3 · Pion blanc sur case blanche h3 · Roi blanc sur case noire g1 | Roi noir sur case blanche b7 · Pion noir sur case blanche b5 · Pion blanc sur case blanche f3 · Pion blanc sur case blanche h3 · Roi blanc sur case noire g1 | Roi noir sur case blanche b7 · Pion noir sur case blanche b5 · Pion blanc sur case blanche f3 · Pion blanc sur case blanche h3 · Roi blanc sur case noire g1 | Roi noir sur case blanche b7 · Pion noir sur case blanche b5 · Pion blanc sur case blanche f3 · Pion blanc sur case blanche h3 · Roi blanc sur case noire g1 | 5 |
| 4 | Roi noir sur case blanche b7 · Pion noir sur case blanche b5 · Pion blanc sur case blanche f3 · Pion blanc sur case blanche h3 · Roi blanc sur case noire g1 | Roi noir sur case blanche b7 · Pion noir sur case blanche b5 · Pion blanc sur case blanche f3 · Pion blanc sur case blanche h3 · Roi blanc sur case noire g1 | Roi noir sur case blanche b7 · Pion noir sur case blanche b5 · Pion blanc sur case blanche f3 · Pion blanc sur case blanche h3 · Roi blanc sur case noire g1 | Roi noir sur case blanche b7 · Pion noir sur case blanche b5 · Pion blanc sur case blanche f3 · Pion blanc sur case blanche h3 · Roi blanc sur case noire g1 | Roi noir sur case blanche b7 · Pion noir sur case blanche b5 · Pion blanc sur case blanche f3 · Pion blanc sur case blanche h3 · Roi blanc sur case noire g1 | Roi noir sur case blanche b7 · Pion noir sur case blanche b5 · Pion blanc sur case blanche f3 · Pion blanc sur case blanche h3 · Roi blanc sur case noire g1 | Roi noir sur case blanche b7 · Pion noir sur case blanche b5 · Pion blanc sur case blanche f3 · Pion blanc sur case blanche h3 · Roi blanc sur case noire g1 | Roi noir sur case blanche b7 · Pion noir sur case blanche b5 · Pion blanc sur case blanche f3 · Pion blanc sur case blanche h3 · Roi blanc sur case noire g1 | 4 |
| 3 | Roi noir sur case blanche b7 · Pion noir sur case blanche b5 · Pion blanc sur case blanche f3 · Pion blanc sur case blanche h3 · Roi blanc sur case noire g1 | Roi noir sur case blanche b7 · Pion noir sur case blanche b5 · Pion blanc sur case blanche f3 · Pion blanc sur case blanche h3 · Roi blanc sur case noire g1 | Roi noir sur case blanche b7 · Pion noir sur case blanche b5 · Pion blanc sur case blanche f3 · Pion blanc sur case blanche h3 · Roi blanc sur case noire g1 | Roi noir sur case blanche b7 · Pion noir sur case blanche b5 · Pion blanc sur case blanche f3 · Pion blanc sur case blanche h3 · Roi blanc sur case noire g1 | Roi noir sur case blanche b7 · Pion noir sur case blanche b5 · Pion blanc sur case blanche f3 · Pion blanc sur case blanche h3 · Roi blanc sur case noire g1 | Roi noir sur case blanche b7 · Pion noir sur case blanche b5 · Pion blanc sur case blanche f3 · Pion blanc sur case blanche h3 · Roi blanc sur case noire g1 | Roi noir sur case blanche b7 · Pion noir sur case blanche b5 · Pion blanc sur case blanche f3 · Pion blanc sur case blanche h3 · Roi blanc sur case noire g1 | Roi noir sur case blanche b7 · Pion noir sur case blanche b5 · Pion blanc sur case blanche f3 · Pion blanc sur case blanche h3 · Roi blanc sur case noire g1 | 3 |
| 2 | Roi noir sur case blanche b7 · Pion noir sur case blanche b5 · Pion blanc sur case blanche f3 · Pion blanc sur case blanche h3 · Roi blanc sur case noire g1 | Roi noir sur case blanche b7 · Pion noir sur case blanche b5 · Pion blanc sur case blanche f3 · Pion blanc sur case blanche h3 · Roi blanc sur case noire g1 | Roi noir sur case blanche b7 · Pion noir sur case blanche b5 · Pion blanc sur case blanche f3 · Pion blanc sur case blanche h3 · Roi blanc sur case noire g1 | Roi noir sur case blanche b7 · Pion noir sur case blanche b5 · Pion blanc sur case blanche f3 · Pion blanc sur case blanche h3 · Roi blanc sur case noire g1 | Roi noir sur case blanche b7 · Pion noir sur case blanche b5 · Pion blanc sur case blanche f3 · Pion blanc sur case blanche h3 · Roi blanc sur case noire g1 | Roi noir sur case blanche b7 · Pion noir sur case blanche b5 · Pion blanc sur case blanche f3 · Pion blanc sur case blanche h3 · Roi blanc sur case noire g1 | Roi noir sur case blanche b7 · Pion noir sur case blanche b5 · Pion blanc sur case blanche f3 · Pion blanc sur case blanche h3 · Roi blanc sur case noire g1 | Roi noir sur case blanche b7 · Pion noir sur case blanche b5 · Pion blanc sur case blanche f3 · Pion blanc sur case blanche h3 · Roi blanc sur case noire g1 | 2 |
| 1 | Roi noir sur case blanche b7 · Pion noir sur case blanche b5 · Pion blanc sur case blanche f3 · Pion blanc sur case blanche h3 · Roi blanc sur case noire g1 | Roi noir sur case blanche b7 · Pion noir sur case blanche b5 · Pion blanc sur case blanche f3 · Pion blanc sur case blanche h3 · Roi blanc sur case noire g1 | Roi noir sur case blanche b7 · Pion noir sur case blanche b5 · Pion blanc sur case blanche f3 · Pion blanc sur case blanche h3 · Roi blanc sur case noire g1 | Roi noir sur case blanche b7 · Pion noir sur case blanche b5 · Pion blanc sur case blanche f3 · Pion blanc sur case blanche h3 · Roi blanc sur case noire g1 | Roi noir sur case blanche b7 · Pion noir sur case blanche b5 · Pion blanc sur case blanche f3 · Pion blanc sur case blanche h3 · Roi blanc sur case noire g1 | Roi noir sur case blanche b7 · Pion noir sur case blanche b5 · Pion blanc sur case blanche f3 · Pion blanc sur case blanche h3 · Roi blanc sur case noire g1 | Roi noir sur case blanche b7 · Pion noir sur case blanche b5 · Pion blanc sur case blanche f3 · Pion blanc sur case blanche h3 · Roi blanc sur case noire g1 | Roi noir sur case blanche b7 · Pion noir sur case blanche b5 · Pion blanc sur case blanche f3 · Pion blanc sur case blanche h3 · Roi blanc sur case noire g1 | 1 |
|   | a | b | c | d | e | f | g | h |   |

Une variante de finale Roi et pion contre roi seul : roi plus deux pions contre roi plus un pion. Considérons le diagramme ci-contre, où les blancs ont le trait. Le roi noir n'est pas dans le carré du pion blanc h3, donc celui-ci peut aller à dame sans que le roi noir puisse le rattraper. Mais ils ne vont même pas essayer : leur propre pion part aussi à dame, et arrive juste avant le pion blanc : 1. h3-h4, b5-b4 ; 2. h4-h5, b4-b3 ; 3. h5-h6, b3-b2 ; 4. h6-h7, b2-b1=D+, et les noirs vont gagner. La bonne stratégie pour les blancs est d'empêcher le pion noir d'aller à dame, en allant vers lui. Si de son côté, le roi noir se précipite vers les deux pions blancs, cela n'est pas grave car ils ne peuvent être pris par lui ! Démonstration : 1. Rg1-f1, Rb7-c6 ; 2. Rf1-e2, Rc6-d5 ; 3. Re2-d3, Rd5-e5 ; 4. Rd3-c3 (le roi blanc va faire son affaire au pion noir, ce n'est plus ça le problème. La question, c'est « Est-ce que le roi noir va réussir à faire la même chose aux pions blancs – auquel cas la partie est nulle ? »)
|   | a | b | c | d | e | f | g | h |   |
| 8 | Pion noir sur case blanche b5 · Roi noir sur case noire e5 · Roi blanc sur case noire c3 · Pion blanc sur case blanche f3 · Pion blanc sur case blanche h3 | Pion noir sur case blanche b5 · Roi noir sur case noire e5 · Roi blanc sur case noire c3 · Pion blanc sur case blanche f3 · Pion blanc sur case blanche h3 | Pion noir sur case blanche b5 · Roi noir sur case noire e5 · Roi blanc sur case noire c3 · Pion blanc sur case blanche f3 · Pion blanc sur case blanche h3 | Pion noir sur case blanche b5 · Roi noir sur case noire e5 · Roi blanc sur case noire c3 · Pion blanc sur case blanche f3 · Pion blanc sur case blanche h3 | Pion noir sur case blanche b5 · Roi noir sur case noire e5 · Roi blanc sur case noire c3 · Pion blanc sur case blanche f3 · Pion blanc sur case blanche h3 | Pion noir sur case blanche b5 · Roi noir sur case noire e5 · Roi blanc sur case noire c3 · Pion blanc sur case blanche f3 · Pion blanc sur case blanche h3 | Pion noir sur case blanche b5 · Roi noir sur case noire e5 · Roi blanc sur case noire c3 · Pion blanc sur case blanche f3 · Pion blanc sur case blanche h3 | Pion noir sur case blanche b5 · Roi noir sur case noire e5 · Roi blanc sur case noire c3 · Pion blanc sur case blanche f3 · Pion blanc sur case blanche h3 | 8 |
| 7 | Pion noir sur case blanche b5 · Roi noir sur case noire e5 · Roi blanc sur case noire c3 · Pion blanc sur case blanche f3 · Pion blanc sur case blanche h3 | Pion noir sur case blanche b5 · Roi noir sur case noire e5 · Roi blanc sur case noire c3 · Pion blanc sur case blanche f3 · Pion blanc sur case blanche h3 | Pion noir sur case blanche b5 · Roi noir sur case noire e5 · Roi blanc sur case noire c3 · Pion blanc sur case blanche f3 · Pion blanc sur case blanche h3 | Pion noir sur case blanche b5 · Roi noir sur case noire e5 · Roi blanc sur case noire c3 · Pion blanc sur case blanche f3 · Pion blanc sur case blanche h3 | Pion noir sur case blanche b5 · Roi noir sur case noire e5 · Roi blanc sur case noire c3 · Pion blanc sur case blanche f3 · Pion blanc sur case blanche h3 | Pion noir sur case blanche b5 · Roi noir sur case noire e5 · Roi blanc sur case noire c3 · Pion blanc sur case blanche f3 · Pion blanc sur case blanche h3 | Pion noir sur case blanche b5 · Roi noir sur case noire e5 · Roi blanc sur case noire c3 · Pion blanc sur case blanche f3 · Pion blanc sur case blanche h3 | Pion noir sur case blanche b5 · Roi noir sur case noire e5 · Roi blanc sur case noire c3 · Pion blanc sur case blanche f3 · Pion blanc sur case blanche h3 | 7 |
| 6 | Pion noir sur case blanche b5 · Roi noir sur case noire e5 · Roi blanc sur case noire c3 · Pion blanc sur case blanche f3 · Pion blanc sur case blanche h3 | Pion noir sur case blanche b5 · Roi noir sur case noire e5 · Roi blanc sur case noire c3 · Pion blanc sur case blanche f3 · Pion blanc sur case blanche h3 | Pion noir sur case blanche b5 · Roi noir sur case noire e5 · Roi blanc sur case noire c3 · Pion blanc sur case blanche f3 · Pion blanc sur case blanche h3 | Pion noir sur case blanche b5 · Roi noir sur case noire e5 · Roi blanc sur case noire c3 · Pion blanc sur case blanche f3 · Pion blanc sur case blanche h3 | Pion noir sur case blanche b5 · Roi noir sur case noire e5 · Roi blanc sur case noire c3 · Pion blanc sur case blanche f3 · Pion blanc sur case blanche h3 | Pion noir sur case blanche b5 · Roi noir sur case noire e5 · Roi blanc sur case noire c3 · Pion blanc sur case blanche f3 · Pion blanc sur case blanche h3 | Pion noir sur case blanche b5 · Roi noir sur case noire e5 · Roi blanc sur case noire c3 · Pion blanc sur case blanche f3 · Pion blanc sur case blanche h3 | Pion noir sur case blanche b5 · Roi noir sur case noire e5 · Roi blanc sur case noire c3 · Pion blanc sur case blanche f3 · Pion blanc sur case blanche h3 | 6 |
| 5 | Pion noir sur case blanche b5 · Roi noir sur case noire e5 · Roi blanc sur case noire c3 · Pion blanc sur case blanche f3 · Pion blanc sur case blanche h3 | Pion noir sur case blanche b5 · Roi noir sur case noire e5 · Roi blanc sur case noire c3 · Pion blanc sur case blanche f3 · Pion blanc sur case blanche h3 | Pion noir sur case blanche b5 · Roi noir sur case noire e5 · Roi blanc sur case noire c3 · Pion blanc sur case blanche f3 · Pion blanc sur case blanche h3 | Pion noir sur case blanche b5 · Roi noir sur case noire e5 · Roi blanc sur case noire c3 · Pion blanc sur case blanche f3 · Pion blanc sur case blanche h3 | Pion noir sur case blanche b5 · Roi noir sur case noire e5 · Roi blanc sur case noire c3 · Pion blanc sur case blanche f3 · Pion blanc sur case blanche h3 | Pion noir sur case blanche b5 · Roi noir sur case noire e5 · Roi blanc sur case noire c3 · Pion blanc sur case blanche f3 · Pion blanc sur case blanche h3 | Pion noir sur case blanche b5 · Roi noir sur case noire e5 · Roi blanc sur case noire c3 · Pion blanc sur case blanche f3 · Pion blanc sur case blanche h3 | Pion noir sur case blanche b5 · Roi noir sur case noire e5 · Roi blanc sur case noire c3 · Pion blanc sur case blanche f3 · Pion blanc sur case blanche h3 | 5 |
| 4 | Pion noir sur case blanche b5 · Roi noir sur case noire e5 · Roi blanc sur case noire c3 · Pion blanc sur case blanche f3 · Pion blanc sur case blanche h3 | Pion noir sur case blanche b5 · Roi noir sur case noire e5 · Roi blanc sur case noire c3 · Pion blanc sur case blanche f3 · Pion blanc sur case blanche h3 | Pion noir sur case blanche b5 · Roi noir sur case noire e5 · Roi blanc sur case noire c3 · Pion blanc sur case blanche f3 · Pion blanc sur case blanche h3 | Pion noir sur case blanche b5 · Roi noir sur case noire e5 · Roi blanc sur case noire c3 · Pion blanc sur case blanche f3 · Pion blanc sur case blanche h3 | Pion noir sur case blanche b5 · Roi noir sur case noire e5 · Roi blanc sur case noire c3 · Pion blanc sur case blanche f3 · Pion blanc sur case blanche h3 | Pion noir sur case blanche b5 · Roi noir sur case noire e5 · Roi blanc sur case noire c3 · Pion blanc sur case blanche f3 · Pion blanc sur case blanche h3 | Pion noir sur case blanche b5 · Roi noir sur case noire e5 · Roi blanc sur case noire c3 · Pion blanc sur case blanche f3 · Pion blanc sur case blanche h3 | Pion noir sur case blanche b5 · Roi noir sur case noire e5 · Roi blanc sur case noire c3 · Pion blanc sur case blanche f3 · Pion blanc sur case blanche h3 | 4 |
| 3 | Pion noir sur case blanche b5 · Roi noir sur case noire e5 · Roi blanc sur case noire c3 · Pion blanc sur case blanche f3 · Pion blanc sur case blanche h3 | Pion noir sur case blanche b5 · Roi noir sur case noire e5 · Roi blanc sur case noire c3 · Pion blanc sur case blanche f3 · Pion blanc sur case blanche h3 | Pion noir sur case blanche b5 · Roi noir sur case noire e5 · Roi blanc sur case noire c3 · Pion blanc sur case blanche f3 · Pion blanc sur case blanche h3 | Pion noir sur case blanche b5 · Roi noir sur case noire e5 · Roi blanc sur case noire c3 · Pion blanc sur case blanche f3 · Pion blanc sur case blanche h3 | Pion noir sur case blanche b5 · Roi noir sur case noire e5 · Roi blanc sur case noire c3 · Pion blanc sur case blanche f3 · Pion blanc sur case blanche h3 | Pion noir sur case blanche b5 · Roi noir sur case noire e5 · Roi blanc sur case noire c3 · Pion blanc sur case blanche f3 · Pion blanc sur case blanche h3 | Pion noir sur case blanche b5 · Roi noir sur case noire e5 · Roi blanc sur case noire c3 · Pion blanc sur case blanche f3 · Pion blanc sur case blanche h3 | Pion noir sur case blanche b5 · Roi noir sur case noire e5 · Roi blanc sur case noire c3 · Pion blanc sur case blanche f3 · Pion blanc sur case blanche h3 | 3 |
| 2 | Pion noir sur case blanche b5 · Roi noir sur case noire e5 · Roi blanc sur case noire c3 · Pion blanc sur case blanche f3 · Pion blanc sur case blanche h3 | Pion noir sur case blanche b5 · Roi noir sur case noire e5 · Roi blanc sur case noire c3 · Pion blanc sur case blanche f3 · Pion blanc sur case blanche h3 | Pion noir sur case blanche b5 · Roi noir sur case noire e5 · Roi blanc sur case noire c3 · Pion blanc sur case blanche f3 · Pion blanc sur case blanche h3 | Pion noir sur case blanche b5 · Roi noir sur case noire e5 · Roi blanc sur case noire c3 · Pion blanc sur case blanche f3 · Pion blanc sur case blanche h3 | Pion noir sur case blanche b5 · Roi noir sur case noire e5 · Roi blanc sur case noire c3 · Pion blanc sur case blanche f3 · Pion blanc sur case blanche h3 | Pion noir sur case blanche b5 · Roi noir sur case noire e5 · Roi blanc sur case noire c3 · Pion blanc sur case blanche f3 · Pion blanc sur case blanche h3 | Pion noir sur case blanche b5 · Roi noir sur case noire e5 · Roi blanc sur case noire c3 · Pion blanc sur case blanche f3 · Pion blanc sur case blanche h3 | Pion noir sur case blanche b5 · Roi noir sur case noire e5 · Roi blanc sur case noire c3 · Pion blanc sur case blanche f3 · Pion blanc sur case blanche h3 | 2 |
| 1 | Pion noir sur case blanche b5 · Roi noir sur case noire e5 · Roi blanc sur case noire c3 · Pion blanc sur case blanche f3 · Pion blanc sur case blanche h3 | Pion noir sur case blanche b5 · Roi noir sur case noire e5 · Roi blanc sur case noire c3 · Pion blanc sur case blanche f3 · Pion blanc sur case blanche h3 | Pion noir sur case blanche b5 · Roi noir sur case noire e5 · Roi blanc sur case noire c3 · Pion blanc sur case blanche f3 · Pion blanc sur case blanche h3 | Pion noir sur case blanche b5 · Roi noir sur case noire e5 · Roi blanc sur case noire c3 · Pion blanc sur case blanche f3 · Pion blanc sur case blanche h3 | Pion noir sur case blanche b5 · Roi noir sur case noire e5 · Roi blanc sur case noire c3 · Pion blanc sur case blanche f3 · Pion blanc sur case blanche h3 | Pion noir sur case blanche b5 · Roi noir sur case noire e5 · Roi blanc sur case noire c3 · Pion blanc sur case blanche f3 · Pion blanc sur case blanche h3 | Pion noir sur case blanche b5 · Roi noir sur case noire e5 · Roi blanc sur case noire c3 · Pion blanc sur case blanche f3 · Pion blanc sur case blanche h3 | Pion noir sur case blanche b5 · Roi noir sur case noire e5 · Roi blanc sur case noire c3 · Pion blanc sur case blanche f3 · Pion blanc sur case blanche h3 | 1 |
|   | a | b | c | d | e | f | g | h |   |

La tentative 4. ... Re5-f4 ; 5. h3-h4 !
Les noirs n'ont pas de solution : s'ils prennent le pion f3, le pion h4 part à dame et ne peut être rattrapé. De plus, il leur est impossible d'accéder directement au pion h4, car le couple de pions f3 et h4 contrôle les cases d'accès g4 et g5. Le roi noir ne peut que reculer) 5. ... Rf4-f5 ; 6. Rc3-b4 (et surtout pas f3-f4, car le roi noir serait en mesure de prendre f4 puis de rattraper h4. On ne bouge pas pour l'instant !) 6. ... Rf5-g6 ; 7. f3-f4 ! (là, il faut avancer, sinon le roi noir peut croquer au moins h4 et rendre aléatoire la fin de partie, ex : 7. Rb4xb5, Rg6-h5 ; 8. Rb5-c5, Rh5xh4 ; 9. Rc5-d5, Rh4-g5, etc.) 7. ... Rg6-h5 ; 8. f4-f5 ! et on est ramené à la position d'il y a trois coups. Le roi blanc va paisiblement cueillir le pion b5, puis revenir soutenir ses deux pions f et h pour en promouvoir un.
|   | a | b | c | d | e | f | g | h |   |
| 8 | Pion noir sur case noire a5 · Roi noir sur case blanche f5 · Pion blanc sur case blanche a4 · Pion noir sur case noire b4 · Roi blanc sur case blanche b3 · Pion blanc sur case blanche f3 · Pion blanc sur case blanche h3 | Pion noir sur case noire a5 · Roi noir sur case blanche f5 · Pion blanc sur case blanche a4 · Pion noir sur case noire b4 · Roi blanc sur case blanche b3 · Pion blanc sur case blanche f3 · Pion blanc sur case blanche h3 | Pion noir sur case noire a5 · Roi noir sur case blanche f5 · Pion blanc sur case blanche a4 · Pion noir sur case noire b4 · Roi blanc sur case blanche b3 · Pion blanc sur case blanche f3 · Pion blanc sur case blanche h3 | Pion noir sur case noire a5 · Roi noir sur case blanche f5 · Pion blanc sur case blanche a4 · Pion noir sur case noire b4 · Roi blanc sur case blanche b3 · Pion blanc sur case blanche f3 · Pion blanc sur case blanche h3 | Pion noir sur case noire a5 · Roi noir sur case blanche f5 · Pion blanc sur case blanche a4 · Pion noir sur case noire b4 · Roi blanc sur case blanche b3 · Pion blanc sur case blanche f3 · Pion blanc sur case blanche h3 | Pion noir sur case noire a5 · Roi noir sur case blanche f5 · Pion blanc sur case blanche a4 · Pion noir sur case noire b4 · Roi blanc sur case blanche b3 · Pion blanc sur case blanche f3 · Pion blanc sur case blanche h3 | Pion noir sur case noire a5 · Roi noir sur case blanche f5 · Pion blanc sur case blanche a4 · Pion noir sur case noire b4 · Roi blanc sur case blanche b3 · Pion blanc sur case blanche f3 · Pion blanc sur case blanche h3 | Pion noir sur case noire a5 · Roi noir sur case blanche f5 · Pion blanc sur case blanche a4 · Pion noir sur case noire b4 · Roi blanc sur case blanche b3 · Pion blanc sur case blanche f3 · Pion blanc sur case blanche h3 | 8 |
| 7 | Pion noir sur case noire a5 · Roi noir sur case blanche f5 · Pion blanc sur case blanche a4 · Pion noir sur case noire b4 · Roi blanc sur case blanche b3 · Pion blanc sur case blanche f3 · Pion blanc sur case blanche h3 | Pion noir sur case noire a5 · Roi noir sur case blanche f5 · Pion blanc sur case blanche a4 · Pion noir sur case noire b4 · Roi blanc sur case blanche b3 · Pion blanc sur case blanche f3 · Pion blanc sur case blanche h3 | Pion noir sur case noire a5 · Roi noir sur case blanche f5 · Pion blanc sur case blanche a4 · Pion noir sur case noire b4 · Roi blanc sur case blanche b3 · Pion blanc sur case blanche f3 · Pion blanc sur case blanche h3 | Pion noir sur case noire a5 · Roi noir sur case blanche f5 · Pion blanc sur case blanche a4 · Pion noir sur case noire b4 · Roi blanc sur case blanche b3 · Pion blanc sur case blanche f3 · Pion blanc sur case blanche h3 | Pion noir sur case noire a5 · Roi noir sur case blanche f5 · Pion blanc sur case blanche a4 · Pion noir sur case noire b4 · Roi blanc sur case blanche b3 · Pion blanc sur case blanche f3 · Pion blanc sur case blanche h3 | Pion noir sur case noire a5 · Roi noir sur case blanche f5 · Pion blanc sur case blanche a4 · Pion noir sur case noire b4 · Roi blanc sur case blanche b3 · Pion blanc sur case blanche f3 · Pion blanc sur case blanche h3 | Pion noir sur case noire a5 · Roi noir sur case blanche f5 · Pion blanc sur case blanche a4 · Pion noir sur case noire b4 · Roi blanc sur case blanche b3 · Pion blanc sur case blanche f3 · Pion blanc sur case blanche h3 | Pion noir sur case noire a5 · Roi noir sur case blanche f5 · Pion blanc sur case blanche a4 · Pion noir sur case noire b4 · Roi blanc sur case blanche b3 · Pion blanc sur case blanche f3 · Pion blanc sur case blanche h3 | 7 |
| 6 | Pion noir sur case noire a5 · Roi noir sur case blanche f5 · Pion blanc sur case blanche a4 · Pion noir sur case noire b4 · Roi blanc sur case blanche b3 · Pion blanc sur case blanche f3 · Pion blanc sur case blanche h3 | Pion noir sur case noire a5 · Roi noir sur case blanche f5 · Pion blanc sur case blanche a4 · Pion noir sur case noire b4 · Roi blanc sur case blanche b3 · Pion blanc sur case blanche f3 · Pion blanc sur case blanche h3 | Pion noir sur case noire a5 · Roi noir sur case blanche f5 · Pion blanc sur case blanche a4 · Pion noir sur case noire b4 · Roi blanc sur case blanche b3 · Pion blanc sur case blanche f3 · Pion blanc sur case blanche h3 | Pion noir sur case noire a5 · Roi noir sur case blanche f5 · Pion blanc sur case blanche a4 · Pion noir sur case noire b4 · Roi blanc sur case blanche b3 · Pion blanc sur case blanche f3 · Pion blanc sur case blanche h3 | Pion noir sur case noire a5 · Roi noir sur case blanche f5 · Pion blanc sur case blanche a4 · Pion noir sur case noire b4 · Roi blanc sur case blanche b3 · Pion blanc sur case blanche f3 · Pion blanc sur case blanche h3 | Pion noir sur case noire a5 · Roi noir sur case blanche f5 · Pion blanc sur case blanche a4 · Pion noir sur case noire b4 · Roi blanc sur case blanche b3 · Pion blanc sur case blanche f3 · Pion blanc sur case blanche h3 | Pion noir sur case noire a5 · Roi noir sur case blanche f5 · Pion blanc sur case blanche a4 · Pion noir sur case noire b4 · Roi blanc sur case blanche b3 · Pion blanc sur case blanche f3 · Pion blanc sur case blanche h3 | Pion noir sur case noire a5 · Roi noir sur case blanche f5 · Pion blanc sur case blanche a4 · Pion noir sur case noire b4 · Roi blanc sur case blanche b3 · Pion blanc sur case blanche f3 · Pion blanc sur case blanche h3 | 6 |
| 5 | Pion noir sur case noire a5 · Roi noir sur case blanche f5 · Pion blanc sur case blanche a4 · Pion noir sur case noire b4 · Roi blanc sur case blanche b3 · Pion blanc sur case blanche f3 · Pion blanc sur case blanche h3 | Pion noir sur case noire a5 · Roi noir sur case blanche f5 · Pion blanc sur case blanche a4 · Pion noir sur case noire b4 · Roi blanc sur case blanche b3 · Pion blanc sur case blanche f3 · Pion blanc sur case blanche h3 | Pion noir sur case noire a5 · Roi noir sur case blanche f5 · Pion blanc sur case blanche a4 · Pion noir sur case noire b4 · Roi blanc sur case blanche b3 · Pion blanc sur case blanche f3 · Pion blanc sur case blanche h3 | Pion noir sur case noire a5 · Roi noir sur case blanche f5 · Pion blanc sur case blanche a4 · Pion noir sur case noire b4 · Roi blanc sur case blanche b3 · Pion blanc sur case blanche f3 · Pion blanc sur case blanche h3 | Pion noir sur case noire a5 · Roi noir sur case blanche f5 · Pion blanc sur case blanche a4 · Pion noir sur case noire b4 · Roi blanc sur case blanche b3 · Pion blanc sur case blanche f3 · Pion blanc sur case blanche h3 | Pion noir sur case noire a5 · Roi noir sur case blanche f5 · Pion blanc sur case blanche a4 · Pion noir sur case noire b4 · Roi blanc sur case blanche b3 · Pion blanc sur case blanche f3 · Pion blanc sur case blanche h3 | Pion noir sur case noire a5 · Roi noir sur case blanche f5 · Pion blanc sur case blanche a4 · Pion noir sur case noire b4 · Roi blanc sur case blanche b3 · Pion blanc sur case blanche f3 · Pion blanc sur case blanche h3 | Pion noir sur case noire a5 · Roi noir sur case blanche f5 · Pion blanc sur case blanche a4 · Pion noir sur case noire b4 · Roi blanc sur case blanche b3 · Pion blanc sur case blanche f3 · Pion blanc sur case blanche h3 | 5 |
| 4 | Pion noir sur case noire a5 · Roi noir sur case blanche f5 · Pion blanc sur case blanche a4 · Pion noir sur case noire b4 · Roi blanc sur case blanche b3 · Pion blanc sur case blanche f3 · Pion blanc sur case blanche h3 | Pion noir sur case noire a5 · Roi noir sur case blanche f5 · Pion blanc sur case blanche a4 · Pion noir sur case noire b4 · Roi blanc sur case blanche b3 · Pion blanc sur case blanche f3 · Pion blanc sur case blanche h3 | Pion noir sur case noire a5 · Roi noir sur case blanche f5 · Pion blanc sur case blanche a4 · Pion noir sur case noire b4 · Roi blanc sur case blanche b3 · Pion blanc sur case blanche f3 · Pion blanc sur case blanche h3 | Pion noir sur case noire a5 · Roi noir sur case blanche f5 · Pion blanc sur case blanche a4 · Pion noir sur case noire b4 · Roi blanc sur case blanche b3 · Pion blanc sur case blanche f3 · Pion blanc sur case blanche h3 | Pion noir sur case noire a5 · Roi noir sur case blanche f5 · Pion blanc sur case blanche a4 · Pion noir sur case noire b4 · Roi blanc sur case blanche b3 · Pion blanc sur case blanche f3 · Pion blanc sur case blanche h3 | Pion noir sur case noire a5 · Roi noir sur case blanche f5 · Pion blanc sur case blanche a4 · Pion noir sur case noire b4 · Roi blanc sur case blanche b3 · Pion blanc sur case blanche f3 · Pion blanc sur case blanche h3 | Pion noir sur case noire a5 · Roi noir sur case blanche f5 · Pion blanc sur case blanche a4 · Pion noir sur case noire b4 · Roi blanc sur case blanche b3 · Pion blanc sur case blanche f3 · Pion blanc sur case blanche h3 | Pion noir sur case noire a5 · Roi noir sur case blanche f5 · Pion blanc sur case blanche a4 · Pion noir sur case noire b4 · Roi blanc sur case blanche b3 · Pion blanc sur case blanche f3 · Pion blanc sur case blanche h3 | 4 |
| 3 | Pion noir sur case noire a5 · Roi noir sur case blanche f5 · Pion blanc sur case blanche a4 · Pion noir sur case noire b4 · Roi blanc sur case blanche b3 · Pion blanc sur case blanche f3 · Pion blanc sur case blanche h3 | Pion noir sur case noire a5 · Roi noir sur case blanche f5 · Pion blanc sur case blanche a4 · Pion noir sur case noire b4 · Roi blanc sur case blanche b3 · Pion blanc sur case blanche f3 · Pion blanc sur case blanche h3 | Pion noir sur case noire a5 · Roi noir sur case blanche f5 · Pion blanc sur case blanche a4 · Pion noir sur case noire b4 · Roi blanc sur case blanche b3 · Pion blanc sur case blanche f3 · Pion blanc sur case blanche h3 | Pion noir sur case noire a5 · Roi noir sur case blanche f5 · Pion blanc sur case blanche a4 · Pion noir sur case noire b4 · Roi blanc sur case blanche b3 · Pion blanc sur case blanche f3 · Pion blanc sur case blanche h3 | Pion noir sur case noire a5 · Roi noir sur case blanche f5 · Pion blanc sur case blanche a4 · Pion noir sur case noire b4 · Roi blanc sur case blanche b3 · Pion blanc sur case blanche f3 · Pion blanc sur case blanche h3 | Pion noir sur case noire a5 · Roi noir sur case blanche f5 · Pion blanc sur case blanche a4 · Pion noir sur case noire b4 · Roi blanc sur case blanche b3 · Pion blanc sur case blanche f3 · Pion blanc sur case blanche h3 | Pion noir sur case noire a5 · Roi noir sur case blanche f5 · Pion blanc sur case blanche a4 · Pion noir sur case noire b4 · Roi blanc sur case blanche b3 · Pion blanc sur case blanche f3 · Pion blanc sur case blanche h3 | Pion noir sur case noire a5 · Roi noir sur case blanche f5 · Pion blanc sur case blanche a4 · Pion noir sur case noire b4 · Roi blanc sur case blanche b3 · Pion blanc sur case blanche f3 · Pion blanc sur case blanche h3 | 3 |
| 2 | Pion noir sur case noire a5 · Roi noir sur case blanche f5 · Pion blanc sur case blanche a4 · Pion noir sur case noire b4 · Roi blanc sur case blanche b3 · Pion blanc sur case blanche f3 · Pion blanc sur case blanche h3 | Pion noir sur case noire a5 · Roi noir sur case blanche f5 · Pion blanc sur case blanche a4 · Pion noir sur case noire b4 · Roi blanc sur case blanche b3 · Pion blanc sur case blanche f3 · Pion blanc sur case blanche h3 | Pion noir sur case noire a5 · Roi noir sur case blanche f5 · Pion blanc sur case blanche a4 · Pion noir sur case noire b4 · Roi blanc sur case blanche b3 · Pion blanc sur case blanche f3 · Pion blanc sur case blanche h3 | Pion noir sur case noire a5 · Roi noir sur case blanche f5 · Pion blanc sur case blanche a4 · Pion noir sur case noire b4 · Roi blanc sur case blanche b3 · Pion blanc sur case blanche f3 · Pion blanc sur case blanche h3 | Pion noir sur case noire a5 · Roi noir sur case blanche f5 · Pion blanc sur case blanche a4 · Pion noir sur case noire b4 · Roi blanc sur case blanche b3 · Pion blanc sur case blanche f3 · Pion blanc sur case blanche h3 | Pion noir sur case noire a5 · Roi noir sur case blanche f5 · Pion blanc sur case blanche a4 · Pion noir sur case noire b4 · Roi blanc sur case blanche b3 · Pion blanc sur case blanche f3 · Pion blanc sur case blanche h3 | Pion noir sur case noire a5 · Roi noir sur case blanche f5 · Pion blanc sur case blanche a4 · Pion noir sur case noire b4 · Roi blanc sur case blanche b3 · Pion blanc sur case blanche f3 · Pion blanc sur case blanche h3 | Pion noir sur case noire a5 · Roi noir sur case blanche f5 · Pion blanc sur case blanche a4 · Pion noir sur case noire b4 · Roi blanc sur case blanche b3 · Pion blanc sur case blanche f3 · Pion blanc sur case blanche h3 | 2 |
| 1 | Pion noir sur case noire a5 · Roi noir sur case blanche f5 · Pion blanc sur case blanche a4 · Pion noir sur case noire b4 · Roi blanc sur case blanche b3 · Pion blanc sur case blanche f3 · Pion blanc sur case blanche h3 | Pion noir sur case noire a5 · Roi noir sur case blanche f5 · Pion blanc sur case blanche a4 · Pion noir sur case noire b4 · Roi blanc sur case blanche b3 · Pion blanc sur case blanche f3 · Pion blanc sur case blanche h3 | Pion noir sur case noire a5 · Roi noir sur case blanche f5 · Pion blanc sur case blanche a4 · Pion noir sur case noire b4 · Roi blanc sur case blanche b3 · Pion blanc sur case blanche f3 · Pion blanc sur case blanche h3 | Pion noir sur case noire a5 · Roi noir sur case blanche f5 · Pion blanc sur case blanche a4 · Pion noir sur case noire b4 · Roi blanc sur case blanche b3 · Pion blanc sur case blanche f3 · Pion blanc sur case blanche h3 | Pion noir sur case noire a5 · Roi noir sur case blanche f5 · Pion blanc sur case blanche a4 · Pion noir sur case noire b4 · Roi blanc sur case blanche b3 · Pion blanc sur case blanche f3 · Pion blanc sur case blanche h3 | Pion noir sur case noire a5 · Roi noir sur case blanche f5 · Pion blanc sur case blanche a4 · Pion noir sur case noire b4 · Roi blanc sur case blanche b3 · Pion blanc sur case blanche f3 · Pion blanc sur case blanche h3 | Pion noir sur case noire a5 · Roi noir sur case blanche f5 · Pion blanc sur case blanche a4 · Pion noir sur case noire b4 · Roi blanc sur case blanche b3 · Pion blanc sur case blanche f3 · Pion blanc sur case blanche h3 | Pion noir sur case noire a5 · Roi noir sur case blanche f5 · Pion blanc sur case blanche a4 · Pion noir sur case noire b4 · Roi blanc sur case blanche b3 · Pion blanc sur case blanche f3 · Pion blanc sur case blanche h3 | 1 |
|   | a | b | c | d | e | f | g | h |   |

Si les pions blancs ne peuvent être pris, ils ne peuvent pas non plus avancer seuls. Exemple, à partir du diagramme ci-contre :
1. h3-h4, Rf5-f4 ; 2. Rb3-b2, Rf4-f5 ; 3. Rb2-b3, Rf5-f4 ; 4. h4-h5 ? Rf4-g5 ; 5. f3-f4+, Rg5xh5 ; 6. f4-f5, Rh5-g5 ; 7. f5-f6, Rg5xf6, et les noirs vont maintenant gagner.
|   | a | b | c | d | e | f | g | h |   |
| 8 | Pion noir sur case noire a5 · Roi noir sur case noire g5 · Pion blanc sur case blanche a4 · Pion noir sur case noire b4 · Pion blanc sur case blanche g4 · Roi blanc sur case blanche b3 · Pion blanc sur case blanche f3 | Pion noir sur case noire a5 · Roi noir sur case noire g5 · Pion blanc sur case blanche a4 · Pion noir sur case noire b4 · Pion blanc sur case blanche g4 · Roi blanc sur case blanche b3 · Pion blanc sur case blanche f3 | Pion noir sur case noire a5 · Roi noir sur case noire g5 · Pion blanc sur case blanche a4 · Pion noir sur case noire b4 · Pion blanc sur case blanche g4 · Roi blanc sur case blanche b3 · Pion blanc sur case blanche f3 | Pion noir sur case noire a5 · Roi noir sur case noire g5 · Pion blanc sur case blanche a4 · Pion noir sur case noire b4 · Pion blanc sur case blanche g4 · Roi blanc sur case blanche b3 · Pion blanc sur case blanche f3 | Pion noir sur case noire a5 · Roi noir sur case noire g5 · Pion blanc sur case blanche a4 · Pion noir sur case noire b4 · Pion blanc sur case blanche g4 · Roi blanc sur case blanche b3 · Pion blanc sur case blanche f3 | Pion noir sur case noire a5 · Roi noir sur case noire g5 · Pion blanc sur case blanche a4 · Pion noir sur case noire b4 · Pion blanc sur case blanche g4 · Roi blanc sur case blanche b3 · Pion blanc sur case blanche f3 | Pion noir sur case noire a5 · Roi noir sur case noire g5 · Pion blanc sur case blanche a4 · Pion noir sur case noire b4 · Pion blanc sur case blanche g4 · Roi blanc sur case blanche b3 · Pion blanc sur case blanche f3 | Pion noir sur case noire a5 · Roi noir sur case noire g5 · Pion blanc sur case blanche a4 · Pion noir sur case noire b4 · Pion blanc sur case blanche g4 · Roi blanc sur case blanche b3 · Pion blanc sur case blanche f3 | 8 |
| 7 | Pion noir sur case noire a5 · Roi noir sur case noire g5 · Pion blanc sur case blanche a4 · Pion noir sur case noire b4 · Pion blanc sur case blanche g4 · Roi blanc sur case blanche b3 · Pion blanc sur case blanche f3 | Pion noir sur case noire a5 · Roi noir sur case noire g5 · Pion blanc sur case blanche a4 · Pion noir sur case noire b4 · Pion blanc sur case blanche g4 · Roi blanc sur case blanche b3 · Pion blanc sur case blanche f3 | Pion noir sur case noire a5 · Roi noir sur case noire g5 · Pion blanc sur case blanche a4 · Pion noir sur case noire b4 · Pion blanc sur case blanche g4 · Roi blanc sur case blanche b3 · Pion blanc sur case blanche f3 | Pion noir sur case noire a5 · Roi noir sur case noire g5 · Pion blanc sur case blanche a4 · Pion noir sur case noire b4 · Pion blanc sur case blanche g4 · Roi blanc sur case blanche b3 · Pion blanc sur case blanche f3 | Pion noir sur case noire a5 · Roi noir sur case noire g5 · Pion blanc sur case blanche a4 · Pion noir sur case noire b4 · Pion blanc sur case blanche g4 · Roi blanc sur case blanche b3 · Pion blanc sur case blanche f3 | Pion noir sur case noire a5 · Roi noir sur case noire g5 · Pion blanc sur case blanche a4 · Pion noir sur case noire b4 · Pion blanc sur case blanche g4 · Roi blanc sur case blanche b3 · Pion blanc sur case blanche f3 | Pion noir sur case noire a5 · Roi noir sur case noire g5 · Pion blanc sur case blanche a4 · Pion noir sur case noire b4 · Pion blanc sur case blanche g4 · Roi blanc sur case blanche b3 · Pion blanc sur case blanche f3 | Pion noir sur case noire a5 · Roi noir sur case noire g5 · Pion blanc sur case blanche a4 · Pion noir sur case noire b4 · Pion blanc sur case blanche g4 · Roi blanc sur case blanche b3 · Pion blanc sur case blanche f3 | 7 |
| 6 | Pion noir sur case noire a5 · Roi noir sur case noire g5 · Pion blanc sur case blanche a4 · Pion noir sur case noire b4 · Pion blanc sur case blanche g4 · Roi blanc sur case blanche b3 · Pion blanc sur case blanche f3 | Pion noir sur case noire a5 · Roi noir sur case noire g5 · Pion blanc sur case blanche a4 · Pion noir sur case noire b4 · Pion blanc sur case blanche g4 · Roi blanc sur case blanche b3 · Pion blanc sur case blanche f3 | Pion noir sur case noire a5 · Roi noir sur case noire g5 · Pion blanc sur case blanche a4 · Pion noir sur case noire b4 · Pion blanc sur case blanche g4 · Roi blanc sur case blanche b3 · Pion blanc sur case blanche f3 | Pion noir sur case noire a5 · Roi noir sur case noire g5 · Pion blanc sur case blanche a4 · Pion noir sur case noire b4 · Pion blanc sur case blanche g4 · Roi blanc sur case blanche b3 · Pion blanc sur case blanche f3 | Pion noir sur case noire a5 · Roi noir sur case noire g5 · Pion blanc sur case blanche a4 · Pion noir sur case noire b4 · Pion blanc sur case blanche g4 · Roi blanc sur case blanche b3 · Pion blanc sur case blanche f3 | Pion noir sur case noire a5 · Roi noir sur case noire g5 · Pion blanc sur case blanche a4 · Pion noir sur case noire b4 · Pion blanc sur case blanche g4 · Roi blanc sur case blanche b3 · Pion blanc sur case blanche f3 | Pion noir sur case noire a5 · Roi noir sur case noire g5 · Pion blanc sur case blanche a4 · Pion noir sur case noire b4 · Pion blanc sur case blanche g4 · Roi blanc sur case blanche b3 · Pion blanc sur case blanche f3 | Pion noir sur case noire a5 · Roi noir sur case noire g5 · Pion blanc sur case blanche a4 · Pion noir sur case noire b4 · Pion blanc sur case blanche g4 · Roi blanc sur case blanche b3 · Pion blanc sur case blanche f3 | 6 |
| 5 | Pion noir sur case noire a5 · Roi noir sur case noire g5 · Pion blanc sur case blanche a4 · Pion noir sur case noire b4 · Pion blanc sur case blanche g4 · Roi blanc sur case blanche b3 · Pion blanc sur case blanche f3 | Pion noir sur case noire a5 · Roi noir sur case noire g5 · Pion blanc sur case blanche a4 · Pion noir sur case noire b4 · Pion blanc sur case blanche g4 · Roi blanc sur case blanche b3 · Pion blanc sur case blanche f3 | Pion noir sur case noire a5 · Roi noir sur case noire g5 · Pion blanc sur case blanche a4 · Pion noir sur case noire b4 · Pion blanc sur case blanche g4 · Roi blanc sur case blanche b3 · Pion blanc sur case blanche f3 | Pion noir sur case noire a5 · Roi noir sur case noire g5 · Pion blanc sur case blanche a4 · Pion noir sur case noire b4 · Pion blanc sur case blanche g4 · Roi blanc sur case blanche b3 · Pion blanc sur case blanche f3 | Pion noir sur case noire a5 · Roi noir sur case noire g5 · Pion blanc sur case blanche a4 · Pion noir sur case noire b4 · Pion blanc sur case blanche g4 · Roi blanc sur case blanche b3 · Pion blanc sur case blanche f3 | Pion noir sur case noire a5 · Roi noir sur case noire g5 · Pion blanc sur case blanche a4 · Pion noir sur case noire b4 · Pion blanc sur case blanche g4 · Roi blanc sur case blanche b3 · Pion blanc sur case blanche f3 | Pion noir sur case noire a5 · Roi noir sur case noire g5 · Pion blanc sur case blanche a4 · Pion noir sur case noire b4 · Pion blanc sur case blanche g4 · Roi blanc sur case blanche b3 · Pion blanc sur case blanche f3 | Pion noir sur case noire a5 · Roi noir sur case noire g5 · Pion blanc sur case blanche a4 · Pion noir sur case noire b4 · Pion blanc sur case blanche g4 · Roi blanc sur case blanche b3 · Pion blanc sur case blanche f3 | 5 |
| 4 | Pion noir sur case noire a5 · Roi noir sur case noire g5 · Pion blanc sur case blanche a4 · Pion noir sur case noire b4 · Pion blanc sur case blanche g4 · Roi blanc sur case blanche b3 · Pion blanc sur case blanche f3 | Pion noir sur case noire a5 · Roi noir sur case noire g5 · Pion blanc sur case blanche a4 · Pion noir sur case noire b4 · Pion blanc sur case blanche g4 · Roi blanc sur case blanche b3 · Pion blanc sur case blanche f3 | Pion noir sur case noire a5 · Roi noir sur case noire g5 · Pion blanc sur case blanche a4 · Pion noir sur case noire b4 · Pion blanc sur case blanche g4 · Roi blanc sur case blanche b3 · Pion blanc sur case blanche f3 | Pion noir sur case noire a5 · Roi noir sur case noire g5 · Pion blanc sur case blanche a4 · Pion noir sur case noire b4 · Pion blanc sur case blanche g4 · Roi blanc sur case blanche b3 · Pion blanc sur case blanche f3 | Pion noir sur case noire a5 · Roi noir sur case noire g5 · Pion blanc sur case blanche a4 · Pion noir sur case noire b4 · Pion blanc sur case blanche g4 · Roi blanc sur case blanche b3 · Pion blanc sur case blanche f3 | Pion noir sur case noire a5 · Roi noir sur case noire g5 · Pion blanc sur case blanche a4 · Pion noir sur case noire b4 · Pion blanc sur case blanche g4 · Roi blanc sur case blanche b3 · Pion blanc sur case blanche f3 | Pion noir sur case noire a5 · Roi noir sur case noire g5 · Pion blanc sur case blanche a4 · Pion noir sur case noire b4 · Pion blanc sur case blanche g4 · Roi blanc sur case blanche b3 · Pion blanc sur case blanche f3 | Pion noir sur case noire a5 · Roi noir sur case noire g5 · Pion blanc sur case blanche a4 · Pion noir sur case noire b4 · Pion blanc sur case blanche g4 · Roi blanc sur case blanche b3 · Pion blanc sur case blanche f3 | 4 |
| 3 | Pion noir sur case noire a5 · Roi noir sur case noire g5 · Pion blanc sur case blanche a4 · Pion noir sur case noire b4 · Pion blanc sur case blanche g4 · Roi blanc sur case blanche b3 · Pion blanc sur case blanche f3 | Pion noir sur case noire a5 · Roi noir sur case noire g5 · Pion blanc sur case blanche a4 · Pion noir sur case noire b4 · Pion blanc sur case blanche g4 · Roi blanc sur case blanche b3 · Pion blanc sur case blanche f3 | Pion noir sur case noire a5 · Roi noir sur case noire g5 · Pion blanc sur case blanche a4 · Pion noir sur case noire b4 · Pion blanc sur case blanche g4 · Roi blanc sur case blanche b3 · Pion blanc sur case blanche f3 | Pion noir sur case noire a5 · Roi noir sur case noire g5 · Pion blanc sur case blanche a4 · Pion noir sur case noire b4 · Pion blanc sur case blanche g4 · Roi blanc sur case blanche b3 · Pion blanc sur case blanche f3 | Pion noir sur case noire a5 · Roi noir sur case noire g5 · Pion blanc sur case blanche a4 · Pion noir sur case noire b4 · Pion blanc sur case blanche g4 · Roi blanc sur case blanche b3 · Pion blanc sur case blanche f3 | Pion noir sur case noire a5 · Roi noir sur case noire g5 · Pion blanc sur case blanche a4 · Pion noir sur case noire b4 · Pion blanc sur case blanche g4 · Roi blanc sur case blanche b3 · Pion blanc sur case blanche f3 | Pion noir sur case noire a5 · Roi noir sur case noire g5 · Pion blanc sur case blanche a4 · Pion noir sur case noire b4 · Pion blanc sur case blanche g4 · Roi blanc sur case blanche b3 · Pion blanc sur case blanche f3 | Pion noir sur case noire a5 · Roi noir sur case noire g5 · Pion blanc sur case blanche a4 · Pion noir sur case noire b4 · Pion blanc sur case blanche g4 · Roi blanc sur case blanche b3 · Pion blanc sur case blanche f3 | 3 |
| 2 | Pion noir sur case noire a5 · Roi noir sur case noire g5 · Pion blanc sur case blanche a4 · Pion noir sur case noire b4 · Pion blanc sur case blanche g4 · Roi blanc sur case blanche b3 · Pion blanc sur case blanche f3 | Pion noir sur case noire a5 · Roi noir sur case noire g5 · Pion blanc sur case blanche a4 · Pion noir sur case noire b4 · Pion blanc sur case blanche g4 · Roi blanc sur case blanche b3 · Pion blanc sur case blanche f3 | Pion noir sur case noire a5 · Roi noir sur case noire g5 · Pion blanc sur case blanche a4 · Pion noir sur case noire b4 · Pion blanc sur case blanche g4 · Roi blanc sur case blanche b3 · Pion blanc sur case blanche f3 | Pion noir sur case noire a5 · Roi noir sur case noire g5 · Pion blanc sur case blanche a4 · Pion noir sur case noire b4 · Pion blanc sur case blanche g4 · Roi blanc sur case blanche b3 · Pion blanc sur case blanche f3 | Pion noir sur case noire a5 · Roi noir sur case noire g5 · Pion blanc sur case blanche a4 · Pion noir sur case noire b4 · Pion blanc sur case blanche g4 · Roi blanc sur case blanche b3 · Pion blanc sur case blanche f3 | Pion noir sur case noire a5 · Roi noir sur case noire g5 · Pion blanc sur case blanche a4 · Pion noir sur case noire b4 · Pion blanc sur case blanche g4 · Roi blanc sur case blanche b3 · Pion blanc sur case blanche f3 | Pion noir sur case noire a5 · Roi noir sur case noire g5 · Pion blanc sur case blanche a4 · Pion noir sur case noire b4 · Pion blanc sur case blanche g4 · Roi blanc sur case blanche b3 · Pion blanc sur case blanche f3 | Pion noir sur case noire a5 · Roi noir sur case noire g5 · Pion blanc sur case blanche a4 · Pion noir sur case noire b4 · Pion blanc sur case blanche g4 · Roi blanc sur case blanche b3 · Pion blanc sur case blanche f3 | 2 |
| 1 | Pion noir sur case noire a5 · Roi noir sur case noire g5 · Pion blanc sur case blanche a4 · Pion noir sur case noire b4 · Pion blanc sur case blanche g4 · Roi blanc sur case blanche b3 · Pion blanc sur case blanche f3 | Pion noir sur case noire a5 · Roi noir sur case noire g5 · Pion blanc sur case blanche a4 · Pion noir sur case noire b4 · Pion blanc sur case blanche g4 · Roi blanc sur case blanche b3 · Pion blanc sur case blanche f3 | Pion noir sur case noire a5 · Roi noir sur case noire g5 · Pion blanc sur case blanche a4 · Pion noir sur case noire b4 · Pion blanc sur case blanche g4 · Roi blanc sur case blanche b3 · Pion blanc sur case blanche f3 | Pion noir sur case noire a5 · Roi noir sur case noire g5 · Pion blanc sur case blanche a4 · Pion noir sur case noire b4 · Pion blanc sur case blanche g4 · Roi blanc sur case blanche b3 · Pion blanc sur case blanche f3 | Pion noir sur case noire a5 · Roi noir sur case noire g5 · Pion blanc sur case blanche a4 · Pion noir sur case noire b4 · Pion blanc sur case blanche g4 · Roi blanc sur case blanche b3 · Pion blanc sur case blanche f3 | Pion noir sur case noire a5 · Roi noir sur case noire g5 · Pion blanc sur case blanche a4 · Pion noir sur case noire b4 · Pion blanc sur case blanche g4 · Roi blanc sur case blanche b3 · Pion blanc sur case blanche f3 | Pion noir sur case noire a5 · Roi noir sur case noire g5 · Pion blanc sur case blanche a4 · Pion noir sur case noire b4 · Pion blanc sur case blanche g4 · Roi blanc sur case blanche b3 · Pion blanc sur case blanche f3 | Pion noir sur case noire a5 · Roi noir sur case noire g5 · Pion blanc sur case blanche a4 · Pion noir sur case noire b4 · Pion blanc sur case blanche g4 · Roi blanc sur case blanche b3 · Pion blanc sur case blanche f3 | 1 |
|   | a | b | c | d | e | f | g | h |   |

Deux pions liés se défendent l'un l'autre encore plus facilement que quand ils sont séparés par une colonne. Si le roi noir s'avance pour prendre le pion f3, g4 part à dame et n'est plus rattrapé.
|   | a | b | c | d | e | f | g | h |   |
| 8 | Pion noir sur case noire a5 · Roi noir sur case blanche f5 · Pion blanc sur case blanche a4 · Pion noir sur case noire b4 · Roi blanc sur case blanche b3 · Pion blanc sur case noire e3 · Pion blanc sur case blanche h3 | Pion noir sur case noire a5 · Roi noir sur case blanche f5 · Pion blanc sur case blanche a4 · Pion noir sur case noire b4 · Roi blanc sur case blanche b3 · Pion blanc sur case noire e3 · Pion blanc sur case blanche h3 | Pion noir sur case noire a5 · Roi noir sur case blanche f5 · Pion blanc sur case blanche a4 · Pion noir sur case noire b4 · Roi blanc sur case blanche b3 · Pion blanc sur case noire e3 · Pion blanc sur case blanche h3 | Pion noir sur case noire a5 · Roi noir sur case blanche f5 · Pion blanc sur case blanche a4 · Pion noir sur case noire b4 · Roi blanc sur case blanche b3 · Pion blanc sur case noire e3 · Pion blanc sur case blanche h3 | Pion noir sur case noire a5 · Roi noir sur case blanche f5 · Pion blanc sur case blanche a4 · Pion noir sur case noire b4 · Roi blanc sur case blanche b3 · Pion blanc sur case noire e3 · Pion blanc sur case blanche h3 | Pion noir sur case noire a5 · Roi noir sur case blanche f5 · Pion blanc sur case blanche a4 · Pion noir sur case noire b4 · Roi blanc sur case blanche b3 · Pion blanc sur case noire e3 · Pion blanc sur case blanche h3 | Pion noir sur case noire a5 · Roi noir sur case blanche f5 · Pion blanc sur case blanche a4 · Pion noir sur case noire b4 · Roi blanc sur case blanche b3 · Pion blanc sur case noire e3 · Pion blanc sur case blanche h3 | Pion noir sur case noire a5 · Roi noir sur case blanche f5 · Pion blanc sur case blanche a4 · Pion noir sur case noire b4 · Roi blanc sur case blanche b3 · Pion blanc sur case noire e3 · Pion blanc sur case blanche h3 | 8 |
| 7 | Pion noir sur case noire a5 · Roi noir sur case blanche f5 · Pion blanc sur case blanche a4 · Pion noir sur case noire b4 · Roi blanc sur case blanche b3 · Pion blanc sur case noire e3 · Pion blanc sur case blanche h3 | Pion noir sur case noire a5 · Roi noir sur case blanche f5 · Pion blanc sur case blanche a4 · Pion noir sur case noire b4 · Roi blanc sur case blanche b3 · Pion blanc sur case noire e3 · Pion blanc sur case blanche h3 | Pion noir sur case noire a5 · Roi noir sur case blanche f5 · Pion blanc sur case blanche a4 · Pion noir sur case noire b4 · Roi blanc sur case blanche b3 · Pion blanc sur case noire e3 · Pion blanc sur case blanche h3 | Pion noir sur case noire a5 · Roi noir sur case blanche f5 · Pion blanc sur case blanche a4 · Pion noir sur case noire b4 · Roi blanc sur case blanche b3 · Pion blanc sur case noire e3 · Pion blanc sur case blanche h3 | Pion noir sur case noire a5 · Roi noir sur case blanche f5 · Pion blanc sur case blanche a4 · Pion noir sur case noire b4 · Roi blanc sur case blanche b3 · Pion blanc sur case noire e3 · Pion blanc sur case blanche h3 | Pion noir sur case noire a5 · Roi noir sur case blanche f5 · Pion blanc sur case blanche a4 · Pion noir sur case noire b4 · Roi blanc sur case blanche b3 · Pion blanc sur case noire e3 · Pion blanc sur case blanche h3 | Pion noir sur case noire a5 · Roi noir sur case blanche f5 · Pion blanc sur case blanche a4 · Pion noir sur case noire b4 · Roi blanc sur case blanche b3 · Pion blanc sur case noire e3 · Pion blanc sur case blanche h3 | Pion noir sur case noire a5 · Roi noir sur case blanche f5 · Pion blanc sur case blanche a4 · Pion noir sur case noire b4 · Roi blanc sur case blanche b3 · Pion blanc sur case noire e3 · Pion blanc sur case blanche h3 | 7 |
| 6 | Pion noir sur case noire a5 · Roi noir sur case blanche f5 · Pion blanc sur case blanche a4 · Pion noir sur case noire b4 · Roi blanc sur case blanche b3 · Pion blanc sur case noire e3 · Pion blanc sur case blanche h3 | Pion noir sur case noire a5 · Roi noir sur case blanche f5 · Pion blanc sur case blanche a4 · Pion noir sur case noire b4 · Roi blanc sur case blanche b3 · Pion blanc sur case noire e3 · Pion blanc sur case blanche h3 | Pion noir sur case noire a5 · Roi noir sur case blanche f5 · Pion blanc sur case blanche a4 · Pion noir sur case noire b4 · Roi blanc sur case blanche b3 · Pion blanc sur case noire e3 · Pion blanc sur case blanche h3 | Pion noir sur case noire a5 · Roi noir sur case blanche f5 · Pion blanc sur case blanche a4 · Pion noir sur case noire b4 · Roi blanc sur case blanche b3 · Pion blanc sur case noire e3 · Pion blanc sur case blanche h3 | Pion noir sur case noire a5 · Roi noir sur case blanche f5 · Pion blanc sur case blanche a4 · Pion noir sur case noire b4 · Roi blanc sur case blanche b3 · Pion blanc sur case noire e3 · Pion blanc sur case blanche h3 | Pion noir sur case noire a5 · Roi noir sur case blanche f5 · Pion blanc sur case blanche a4 · Pion noir sur case noire b4 · Roi blanc sur case blanche b3 · Pion blanc sur case noire e3 · Pion blanc sur case blanche h3 | Pion noir sur case noire a5 · Roi noir sur case blanche f5 · Pion blanc sur case blanche a4 · Pion noir sur case noire b4 · Roi blanc sur case blanche b3 · Pion blanc sur case noire e3 · Pion blanc sur case blanche h3 | Pion noir sur case noire a5 · Roi noir sur case blanche f5 · Pion blanc sur case blanche a4 · Pion noir sur case noire b4 · Roi blanc sur case blanche b3 · Pion blanc sur case noire e3 · Pion blanc sur case blanche h3 | 6 |
| 5 | Pion noir sur case noire a5 · Roi noir sur case blanche f5 · Pion blanc sur case blanche a4 · Pion noir sur case noire b4 · Roi blanc sur case blanche b3 · Pion blanc sur case noire e3 · Pion blanc sur case blanche h3 | Pion noir sur case noire a5 · Roi noir sur case blanche f5 · Pion blanc sur case blanche a4 · Pion noir sur case noire b4 · Roi blanc sur case blanche b3 · Pion blanc sur case noire e3 · Pion blanc sur case blanche h3 | Pion noir sur case noire a5 · Roi noir sur case blanche f5 · Pion blanc sur case blanche a4 · Pion noir sur case noire b4 · Roi blanc sur case blanche b3 · Pion blanc sur case noire e3 · Pion blanc sur case blanche h3 | Pion noir sur case noire a5 · Roi noir sur case blanche f5 · Pion blanc sur case blanche a4 · Pion noir sur case noire b4 · Roi blanc sur case blanche b3 · Pion blanc sur case noire e3 · Pion blanc sur case blanche h3 | Pion noir sur case noire a5 · Roi noir sur case blanche f5 · Pion blanc sur case blanche a4 · Pion noir sur case noire b4 · Roi blanc sur case blanche b3 · Pion blanc sur case noire e3 · Pion blanc sur case blanche h3 | Pion noir sur case noire a5 · Roi noir sur case blanche f5 · Pion blanc sur case blanche a4 · Pion noir sur case noire b4 · Roi blanc sur case blanche b3 · Pion blanc sur case noire e3 · Pion blanc sur case blanche h3 | Pion noir sur case noire a5 · Roi noir sur case blanche f5 · Pion blanc sur case blanche a4 · Pion noir sur case noire b4 · Roi blanc sur case blanche b3 · Pion blanc sur case noire e3 · Pion blanc sur case blanche h3 | Pion noir sur case noire a5 · Roi noir sur case blanche f5 · Pion blanc sur case blanche a4 · Pion noir sur case noire b4 · Roi blanc sur case blanche b3 · Pion blanc sur case noire e3 · Pion blanc sur case blanche h3 | 5 |
| 4 | Pion noir sur case noire a5 · Roi noir sur case blanche f5 · Pion blanc sur case blanche a4 · Pion noir sur case noire b4 · Roi blanc sur case blanche b3 · Pion blanc sur case noire e3 · Pion blanc sur case blanche h3 | Pion noir sur case noire a5 · Roi noir sur case blanche f5 · Pion blanc sur case blanche a4 · Pion noir sur case noire b4 · Roi blanc sur case blanche b3 · Pion blanc sur case noire e3 · Pion blanc sur case blanche h3 | Pion noir sur case noire a5 · Roi noir sur case blanche f5 · Pion blanc sur case blanche a4 · Pion noir sur case noire b4 · Roi blanc sur case blanche b3 · Pion blanc sur case noire e3 · Pion blanc sur case blanche h3 | Pion noir sur case noire a5 · Roi noir sur case blanche f5 · Pion blanc sur case blanche a4 · Pion noir sur case noire b4 · Roi blanc sur case blanche b3 · Pion blanc sur case noire e3 · Pion blanc sur case blanche h3 | Pion noir sur case noire a5 · Roi noir sur case blanche f5 · Pion blanc sur case blanche a4 · Pion noir sur case noire b4 · Roi blanc sur case blanche b3 · Pion blanc sur case noire e3 · Pion blanc sur case blanche h3 | Pion noir sur case noire a5 · Roi noir sur case blanche f5 · Pion blanc sur case blanche a4 · Pion noir sur case noire b4 · Roi blanc sur case blanche b3 · Pion blanc sur case noire e3 · Pion blanc sur case blanche h3 | Pion noir sur case noire a5 · Roi noir sur case blanche f5 · Pion blanc sur case blanche a4 · Pion noir sur case noire b4 · Roi blanc sur case blanche b3 · Pion blanc sur case noire e3 · Pion blanc sur case blanche h3 | Pion noir sur case noire a5 · Roi noir sur case blanche f5 · Pion blanc sur case blanche a4 · Pion noir sur case noire b4 · Roi blanc sur case blanche b3 · Pion blanc sur case noire e3 · Pion blanc sur case blanche h3 | 4 |
| 3 | Pion noir sur case noire a5 · Roi noir sur case blanche f5 · Pion blanc sur case blanche a4 · Pion noir sur case noire b4 · Roi blanc sur case blanche b3 · Pion blanc sur case noire e3 · Pion blanc sur case blanche h3 | Pion noir sur case noire a5 · Roi noir sur case blanche f5 · Pion blanc sur case blanche a4 · Pion noir sur case noire b4 · Roi blanc sur case blanche b3 · Pion blanc sur case noire e3 · Pion blanc sur case blanche h3 | Pion noir sur case noire a5 · Roi noir sur case blanche f5 · Pion blanc sur case blanche a4 · Pion noir sur case noire b4 · Roi blanc sur case blanche b3 · Pion blanc sur case noire e3 · Pion blanc sur case blanche h3 | Pion noir sur case noire a5 · Roi noir sur case blanche f5 · Pion blanc sur case blanche a4 · Pion noir sur case noire b4 · Roi blanc sur case blanche b3 · Pion blanc sur case noire e3 · Pion blanc sur case blanche h3 | Pion noir sur case noire a5 · Roi noir sur case blanche f5 · Pion blanc sur case blanche a4 · Pion noir sur case noire b4 · Roi blanc sur case blanche b3 · Pion blanc sur case noire e3 · Pion blanc sur case blanche h3 | Pion noir sur case noire a5 · Roi noir sur case blanche f5 · Pion blanc sur case blanche a4 · Pion noir sur case noire b4 · Roi blanc sur case blanche b3 · Pion blanc sur case noire e3 · Pion blanc sur case blanche h3 | Pion noir sur case noire a5 · Roi noir sur case blanche f5 · Pion blanc sur case blanche a4 · Pion noir sur case noire b4 · Roi blanc sur case blanche b3 · Pion blanc sur case noire e3 · Pion blanc sur case blanche h3 | Pion noir sur case noire a5 · Roi noir sur case blanche f5 · Pion blanc sur case blanche a4 · Pion noir sur case noire b4 · Roi blanc sur case blanche b3 · Pion blanc sur case noire e3 · Pion blanc sur case blanche h3 | 3 |
| 2 | Pion noir sur case noire a5 · Roi noir sur case blanche f5 · Pion blanc sur case blanche a4 · Pion noir sur case noire b4 · Roi blanc sur case blanche b3 · Pion blanc sur case noire e3 · Pion blanc sur case blanche h3 | Pion noir sur case noire a5 · Roi noir sur case blanche f5 · Pion blanc sur case blanche a4 · Pion noir sur case noire b4 · Roi blanc sur case blanche b3 · Pion blanc sur case noire e3 · Pion blanc sur case blanche h3 | Pion noir sur case noire a5 · Roi noir sur case blanche f5 · Pion blanc sur case blanche a4 · Pion noir sur case noire b4 · Roi blanc sur case blanche b3 · Pion blanc sur case noire e3 · Pion blanc sur case blanche h3 | Pion noir sur case noire a5 · Roi noir sur case blanche f5 · Pion blanc sur case blanche a4 · Pion noir sur case noire b4 · Roi blanc sur case blanche b3 · Pion blanc sur case noire e3 · Pion blanc sur case blanche h3 | Pion noir sur case noire a5 · Roi noir sur case blanche f5 · Pion blanc sur case blanche a4 · Pion noir sur case noire b4 · Roi blanc sur case blanche b3 · Pion blanc sur case noire e3 · Pion blanc sur case blanche h3 | Pion noir sur case noire a5 · Roi noir sur case blanche f5 · Pion blanc sur case blanche a4 · Pion noir sur case noire b4 · Roi blanc sur case blanche b3 · Pion blanc sur case noire e3 · Pion blanc sur case blanche h3 | Pion noir sur case noire a5 · Roi noir sur case blanche f5 · Pion blanc sur case blanche a4 · Pion noir sur case noire b4 · Roi blanc sur case blanche b3 · Pion blanc sur case noire e3 · Pion blanc sur case blanche h3 | Pion noir sur case noire a5 · Roi noir sur case blanche f5 · Pion blanc sur case blanche a4 · Pion noir sur case noire b4 · Roi blanc sur case blanche b3 · Pion blanc sur case noire e3 · Pion blanc sur case blanche h3 | 2 |
| 1 | Pion noir sur case noire a5 · Roi noir sur case blanche f5 · Pion blanc sur case blanche a4 · Pion noir sur case noire b4 · Roi blanc sur case blanche b3 · Pion blanc sur case noire e3 · Pion blanc sur case blanche h3 | Pion noir sur case noire a5 · Roi noir sur case blanche f5 · Pion blanc sur case blanche a4 · Pion noir sur case noire b4 · Roi blanc sur case blanche b3 · Pion blanc sur case noire e3 · Pion blanc sur case blanche h3 | Pion noir sur case noire a5 · Roi noir sur case blanche f5 · Pion blanc sur case blanche a4 · Pion noir sur case noire b4 · Roi blanc sur case blanche b3 · Pion blanc sur case noire e3 · Pion blanc sur case blanche h3 | Pion noir sur case noire a5 · Roi noir sur case blanche f5 · Pion blanc sur case blanche a4 · Pion noir sur case noire b4 · Roi blanc sur case blanche b3 · Pion blanc sur case noire e3 · Pion blanc sur case blanche h3 | Pion noir sur case noire a5 · Roi noir sur case blanche f5 · Pion blanc sur case blanche a4 · Pion noir sur case noire b4 · Roi blanc sur case blanche b3 · Pion blanc sur case noire e3 · Pion blanc sur case blanche h3 | Pion noir sur case noire a5 · Roi noir sur case blanche f5 · Pion blanc sur case blanche a4 · Pion noir sur case noire b4 · Roi blanc sur case blanche b3 · Pion blanc sur case noire e3 · Pion blanc sur case blanche h3 | Pion noir sur case noire a5 · Roi noir sur case blanche f5 · Pion blanc sur case blanche a4 · Pion noir sur case noire b4 · Roi blanc sur case blanche b3 · Pion blanc sur case noire e3 · Pion blanc sur case blanche h3 | Pion noir sur case noire a5 · Roi noir sur case blanche f5 · Pion blanc sur case blanche a4 · Pion noir sur case noire b4 · Roi blanc sur case blanche b3 · Pion blanc sur case noire e3 · Pion blanc sur case blanche h3 | 1 |
|   | a | b | c | d | e | f | g | h |   |

Deux pions séparés par deux colonnes ne survivent pas. Par exemple, avec trait aux blancs 1. Rb3-b2, Rf5-e4 ; 2. h3-h4 (pour résister un instant, car sinon le roi noir prend tout de suite e3 puis le pion "h" quelques instants plus tard) 2. ... Re4-f5 ! 3. Rb2-b3 (si 3. e3-e4+, Rf5xe4, puis le pion "h" – et si 3. h4-h5, Rf5-g5, puis prise du pion "h", puis ce sera le tour du pion "e", et enfin le roi noir viendra soutenir ses pions "a" et "b" et gagner) 3. ... Rf5-g4 ; 4. e3-e4, Rg4xh4 ; 5. e4-e5, Rh4-g5 ; 6. e5-e6, Rg5-f6 ; 7. e6-e7, Rf6xe7 et gagne